# Liste der Lokomotiv- und Triebwagenbaureihen der ČSD
Diese Liste bietet Links zu den Wikipedia-Artikeln über Triebfahrzeug-Baureihen der von 1919 bis 1992 existenten Tschechoslowakischen Staatsbahn (ČSD). Eingeordnet sind auch die Fahrzeuge, die zwischen 1939 und 1945 von der slowakischen Staatsbahn Slovenské železnice (SŽ) beschafft wurden. Ergänzende tabellarisch aufbereitende Informationen siehe Liste von Namen tschechoslowakischer, tschechischer und slowakischer Eisenbahnfahrzeuge.
Bis 1988 nutzten die ČSD das Baureihenschema von Kryšpín, dann führten sie ein EDV-gerechtes Bezeichnungssystem nach den Vorgaben der internationalen Eisenbahnverbände ein. Wie bei den meisten europäischen Bahnverwaltungen wurden die Betriebsnummern um die fünf ersten Stellen verkürzt angeschrieben.

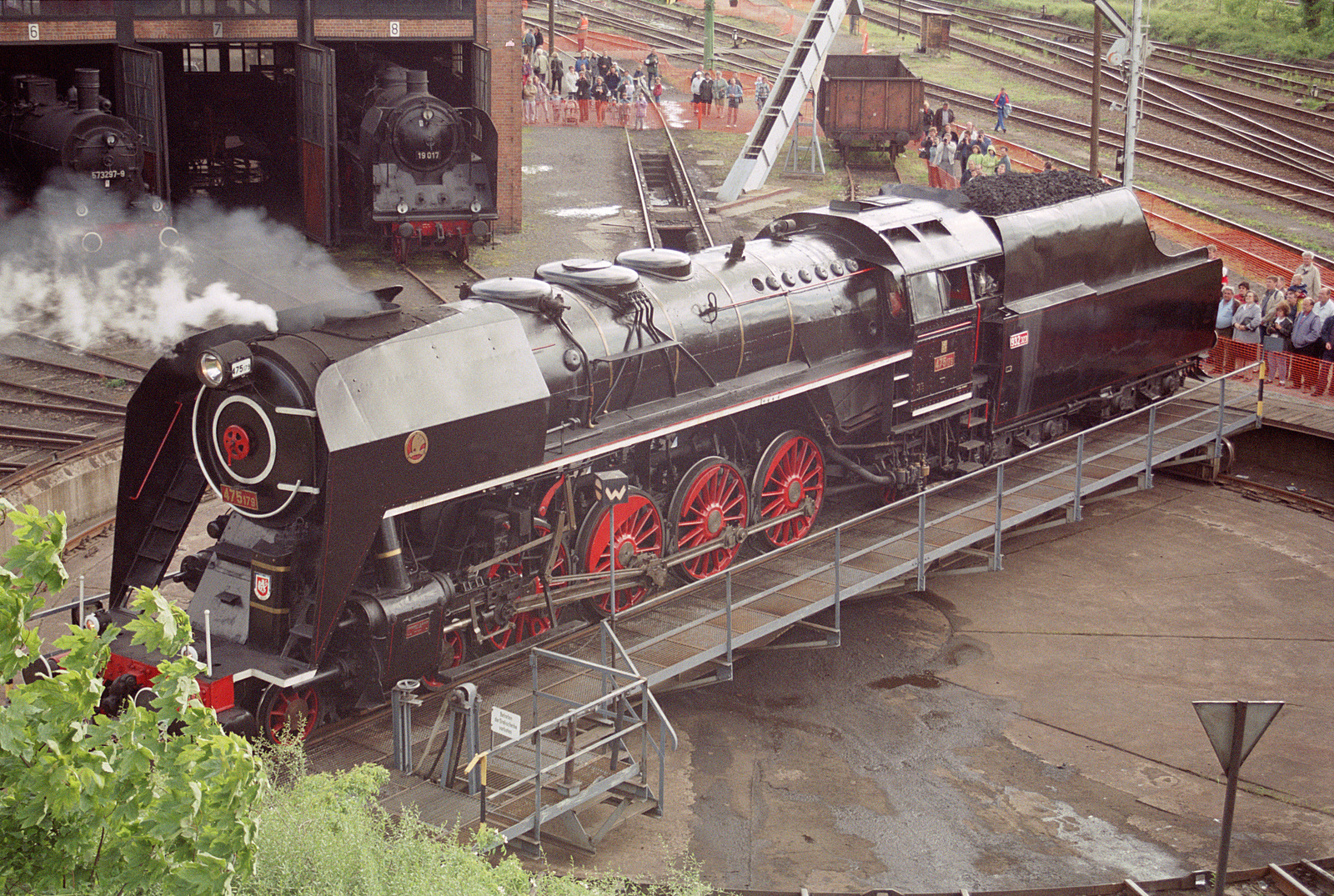
Baureihe 475.1 Šlechtična

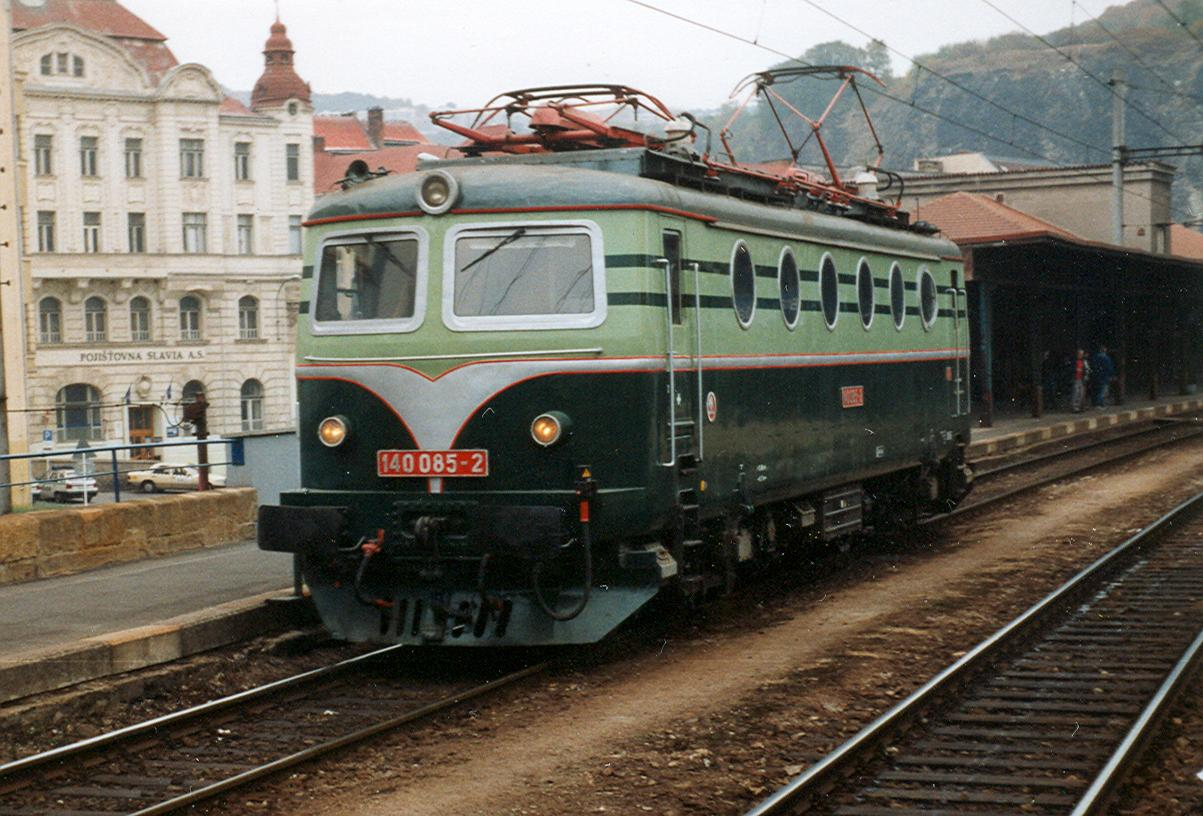
Baureihe E 499.0 Bobina

## Dampflokomotiven

### ÜbernommenekkStB-Lokomotiven

#### Schnell- und Personenzuglokomotiven

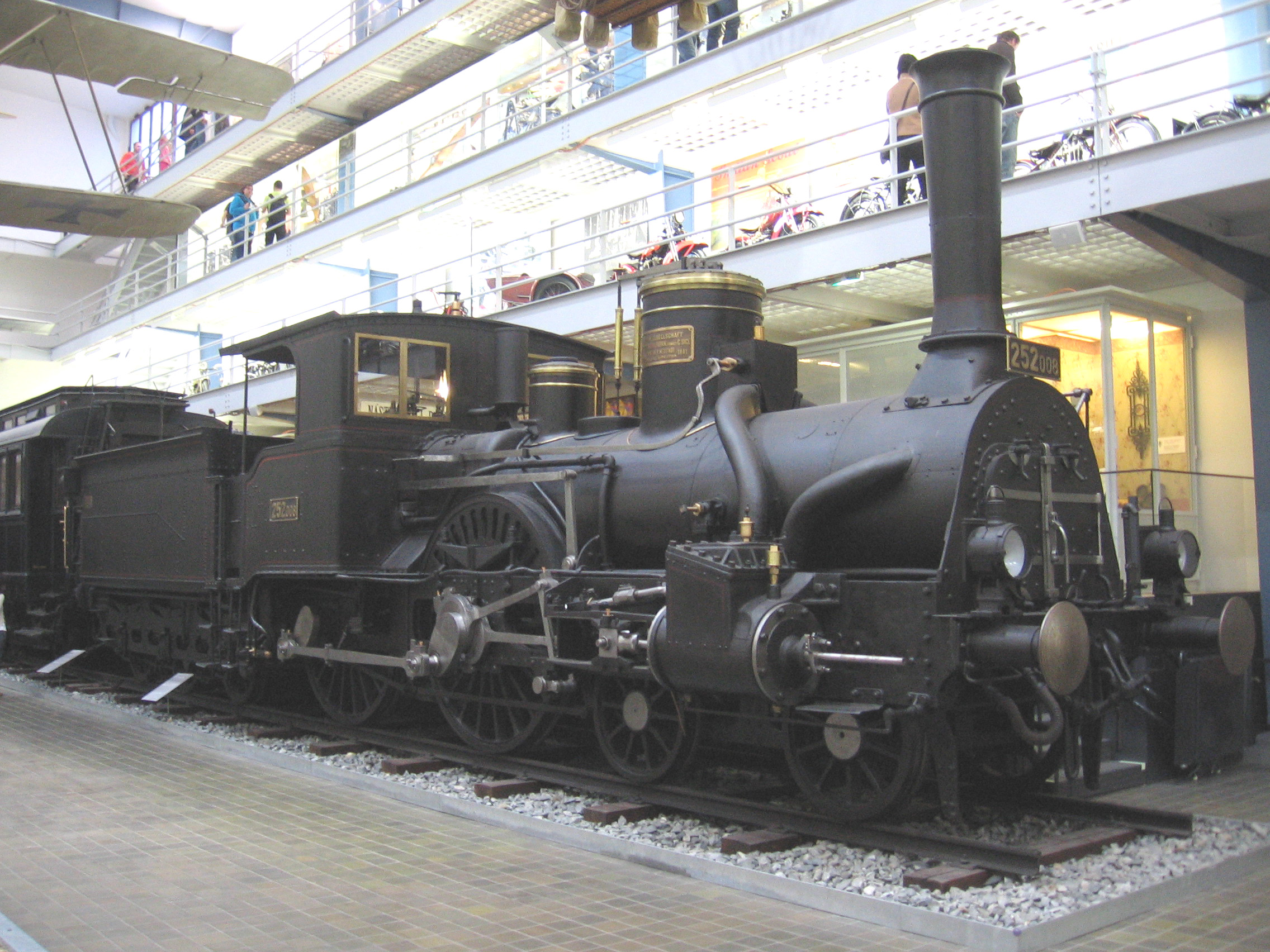
ČSD-Baureihe 252.0
ehem. kkStB 301

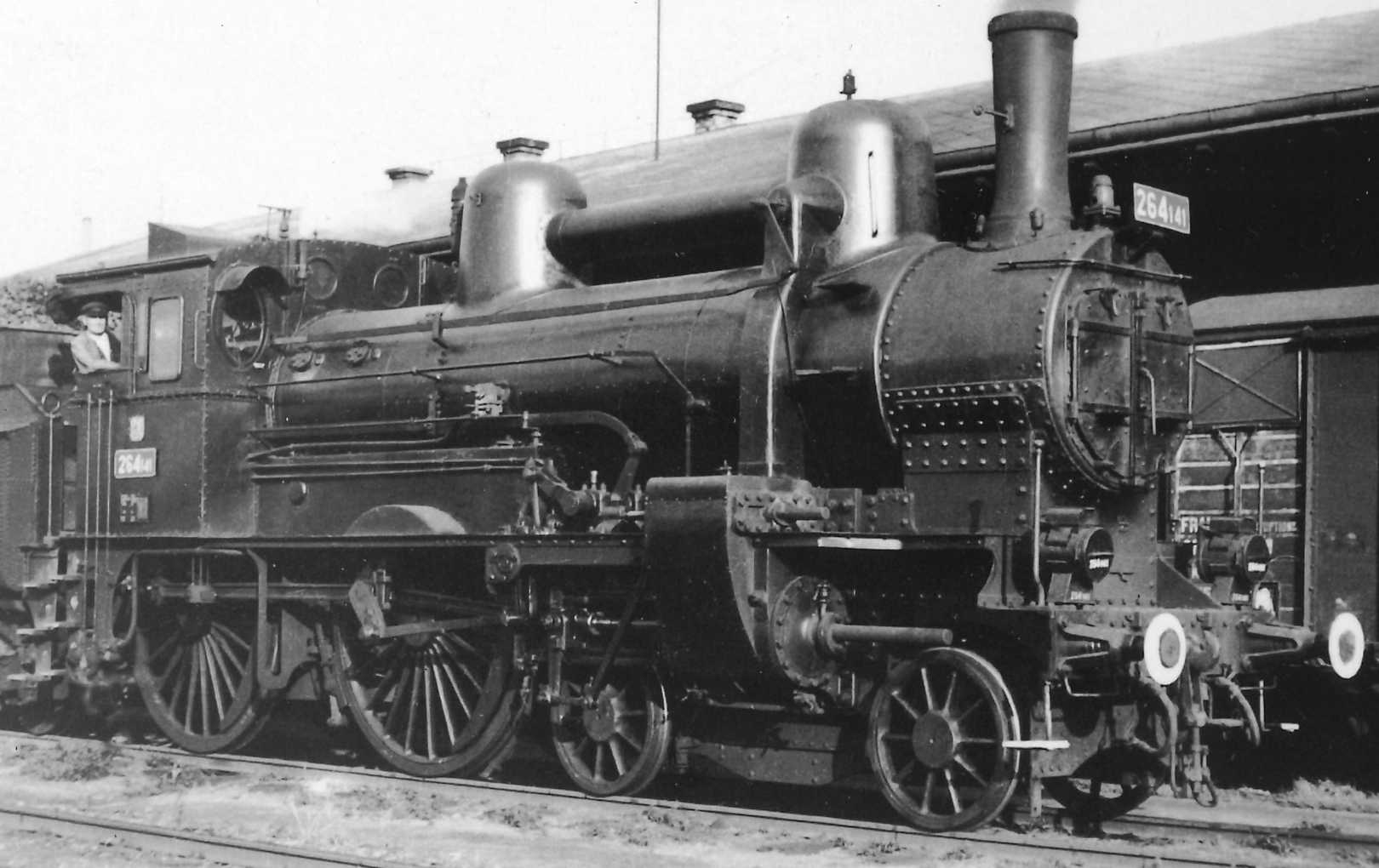
ČSD-Baureihe 264.1
ehem. kkStB 106

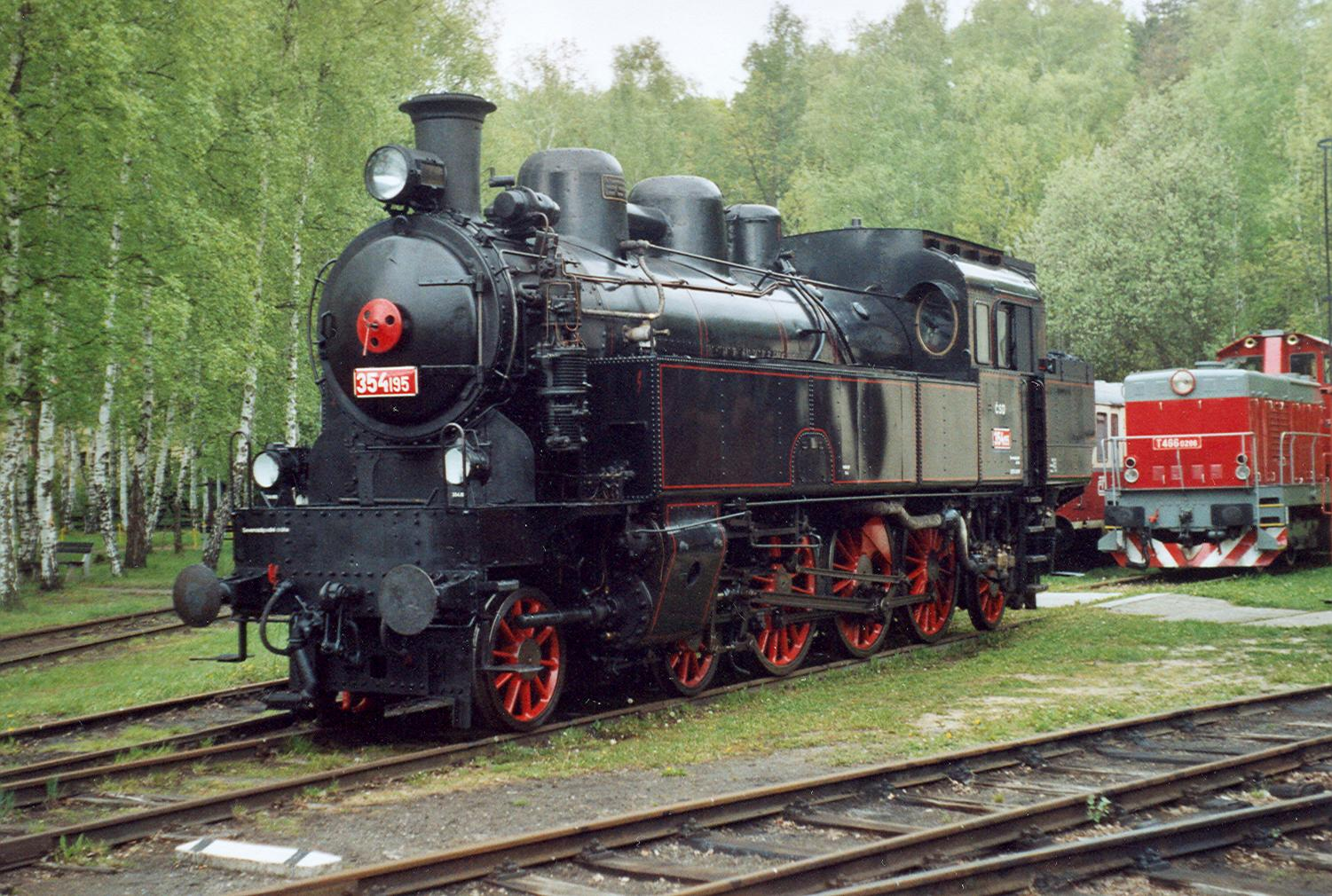
ČSD-Baureihe 354.1
Nachbau kkStB 629

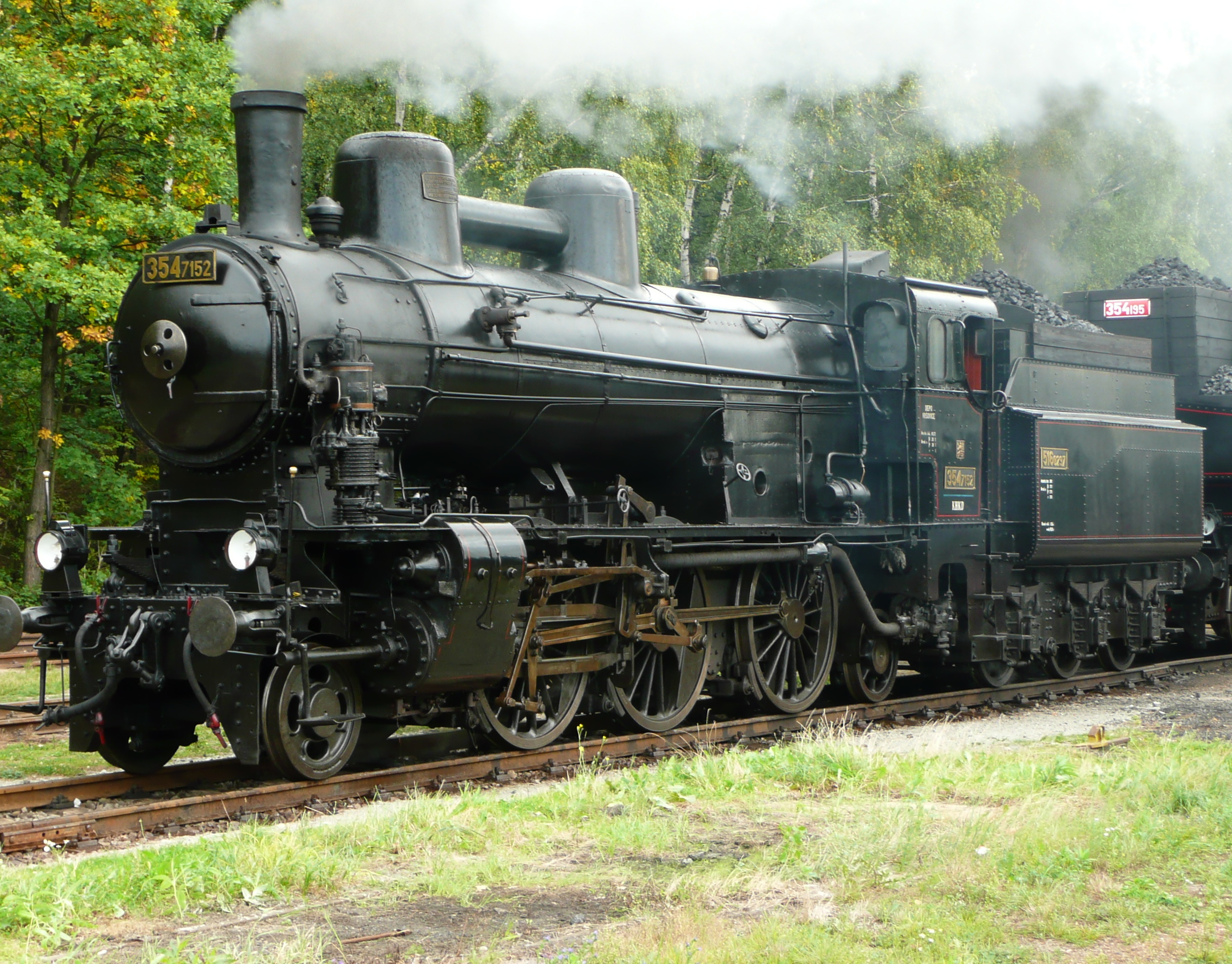
ČSD-Baureihe 354.7
ehem. kkStB 429.900

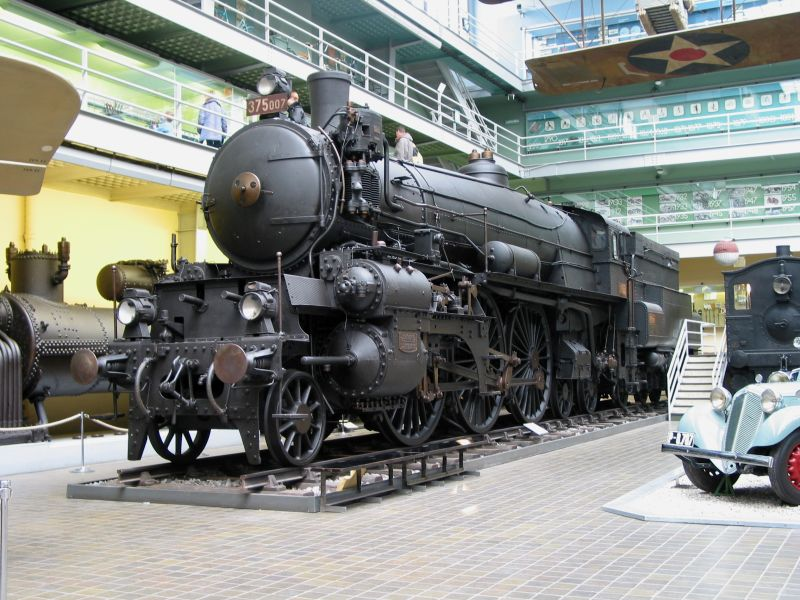
ČSD-Baureihe 375.0
ehem. kkStB 310

- 232.0 ehemalige kkStB 16, vormals MSCB und ÖNWB IIIa, IIIb
- 232.3 ehemalige kkStB 123, vormals BNB II
- 233.0 ehemalige kkStB 24 (alt AF I), vormals KFJB
- 233.1 ehemalige kkStB 26 (alt AF II), vormals KFJB
- 244.0 ehemalige kkStB 17, vormals CLB IIf
- 252.0 ehemalige kkStB 301, vormals ÖNWB Ic, Id
- 253.0 ehemalige kkStB 103, vormals BNB IIa
- 254.0 ehemalige kkStB 2 (alt AR III), vormals KRB, Galizische Transversalbahn und kkStB-Umbau aus kkStB 1
- 254.1 ehemalige kkStB 102, vormals ÖNWB XIIa, XIIc und SNDVB XIIc, XIIb
- 254.2 ehemalige kkStB 4
- 254.3 ehemalige kkStB 205, vormals StEG 24 (alt Ia)
- 264.0 ehemalige kkStB 6
- 264.1 ehemalige kkStB 106
- 264.2 ehemalige kkStB 406, vormals StEG 26
- 264.3 ehemalige kkStB 506, vormals StEG 25 (alt Ie)
- 264.4 ehemalige kkStB 208, vormals ÖNWB XVIb
- 264.6 ehemalige kkStB 104, vormals KFNB IIc
- 265.0 ehemalige kkStB 206
- 274.0 ehemalige kkStB 308, vormals KFNB IId
- 275.0 ehemalige kkStB 108
- 342.0 ehemalige kkStB 128, vormals BNB IIc
- 344.0 ehemalige kkStB 228, vormals StEG 39
- 353.0 ehemalige kkStB 127, vormals BNB IIb
- 353.1 Umbau 1936–40 aus 354.0
- 354.0 ehemalige kkStB 229
- 354.1 ehemalige kkStB 629 und Nachbau 1921–41
- 354.2 ehemalige kkStB 209, vormals ÖNWB XIX, 1931–33 in 364.2 umgebaut
- 354.3 ehemalige kkStB 309, vormals ÖNWB XVIII, 1930–33 in 364.2 umgebaut
- 354.4 ehemalige kkStB 11, vormals ÖNWB XIVa, XIVb und SNDVB XIVb
- 354.5 ehemalige kkStB 27, vormals KFNB IIIc
- 354.6 ehemalige kkStB 329, Umbau 1925–31 in 1'C1' h2
- 354.7 ehemalige kkStB 429, 429.900
- 355.0 Umbau 1926–34 aus 354.0
- 363.0 ehemalige kkStB 211, vormals StEG 36
- 364.0 ehemalige kkStB 910
- 364.2 Umbau 1930–33 aus 354.2, 354.3
- 365.1 ehemalige kkStB 111, vormals KFNB IIa
- 375.0 ehemalige kkStB 310

#### Güterzuglokomotiven mit drei gekuppelten Achsen

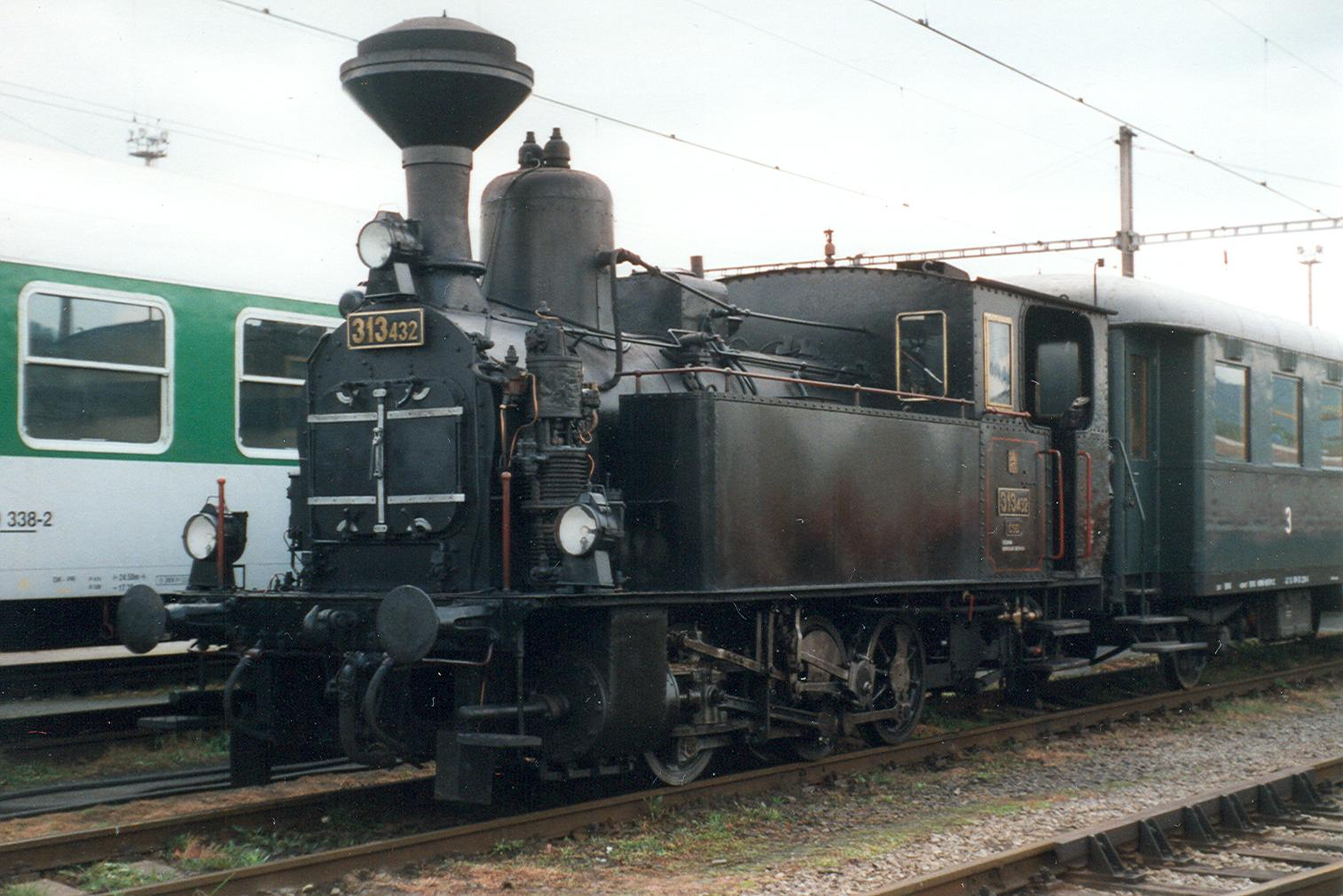
ČSD-Baureihe 313.4
ehem. kkStB 162

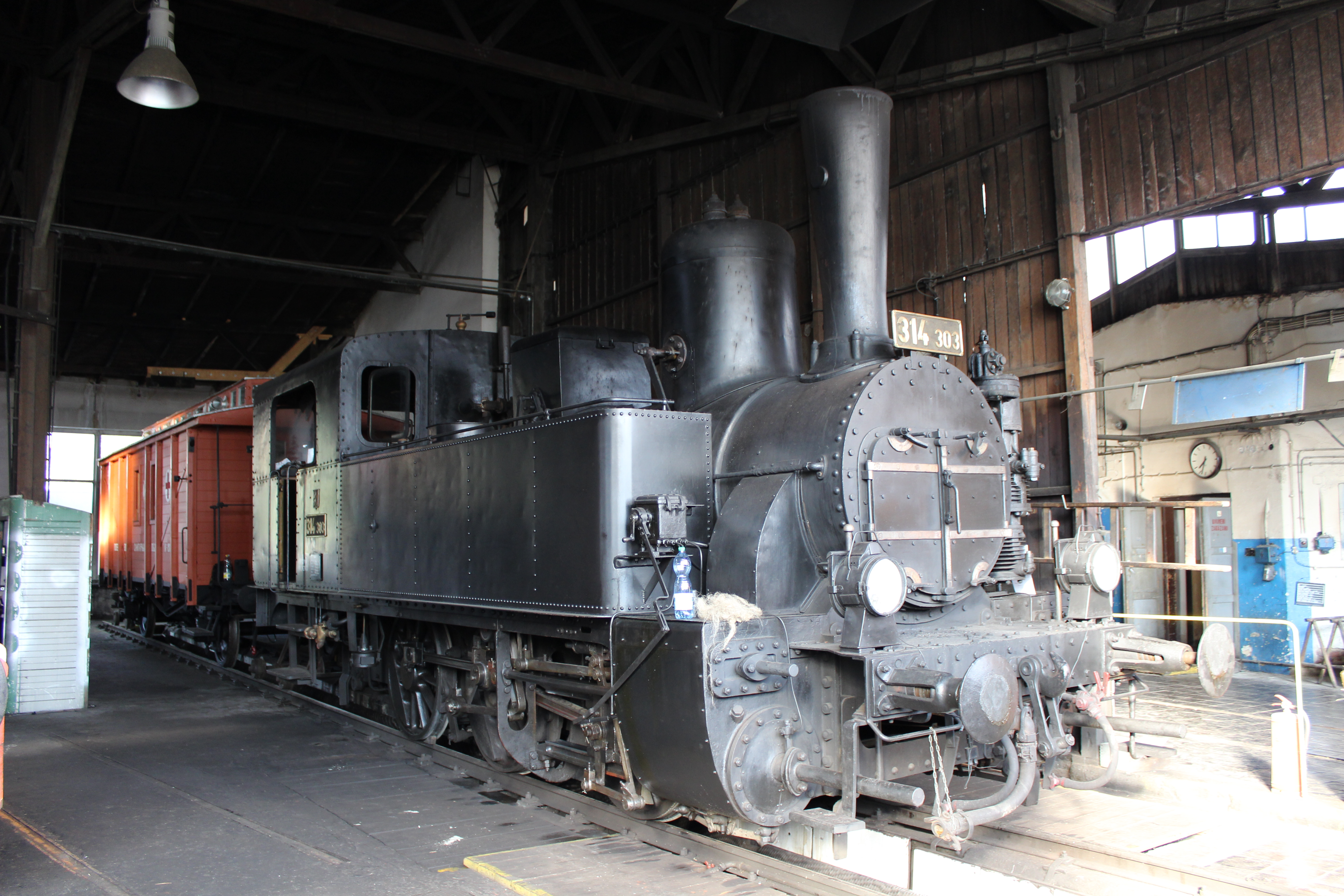
ČSD-Baureihe 314.3
ehem. kkStB 66

- 302.0 ehemalige kkStB 462, vormals Lokalbahn Nemotitz–Koritschan KORITSCHAN
- 304.0 ehemalige kkStB 67, vormals KFNB VI
- 304.1 ehemalige kkStB 167, vormals KFNB VI
- 311.0 ehemalige kkStB 32 (alt BP I), vormals Rakonitz-Protivíner Bahn
- 311.1 ehemalige kkStB 32, vormals StEG 33 (alt IVs)
- 311.2 ehemalige kkStB 133, vormals SNDVB IVa
- 311.3 ehemalige kkStB 149, vormals KFNB Vc 1/2
- 311.4 ehemalige kkStB 262, vormals ÖNWB 1M–3M für die Lokalbahn Melnik–Mscheno
- 312.0 ehemalige kkStB 50 (alt BU II), vormals Prag-Duxer Eisenbahn
- 312.1 ehemalige kkStB 51, vormals KFNB Vd
- 312.2 ehemalige kkStB 151, vormals ÖNWB Vb, Vc, Vd, Ve
- 312.3 ehemalige kkStB 35 (alt BF I), vormals KFJB
- 312.4 ehemalige kkStB 40, vormals BWB II, III
- 312.5 ehemalige kkStB 43, vormals KFNB Vd – Umzeichnung fraglich
- 312.6 ehemalige kkStB 45 (alt BO I), vormals DBE
- 312.7 ehemalige kkStB 265, vormals BNB VIb
- 312.8 ehemalige kkStB 36 (alt BK I), vormals EPPK
- 313.0 ehemalige kkStB 51, vormals KFNB Vd
- 313.1 ehemalige kkStB 54 (alt BR II), vormals KRB, Staatsbahn Tarvis–Pontafel, MSCB
- 313.4 ehemalige kkStB 162, vormals ÖNWB XV Nr. 1A–4A für die Lokalbahn Großpriesen–Wernstadt–Auscha, BNB VIa, ÖNWB XV Nr. 1S–2S für die Lokalbahn Častolowitz–Reichenau an der Kněžna–Solnitz, SNDVB XV, kkStB für die Lokalbahn Starkenbach–Rochlitz, RGTE 11G–15G und kkStB-Nachbau, KFNB IX
- 313.5 ehemalige kkStB 564, vormals KFNB IX
- 314.0 ehemalige kkStB 53 (alt BO II), vormals DBE
- 314.1 ehemalige kkStB 155, vormals SNDVB XIII
- 314.2 ehemalige kkStB 163, vormals ÖNWB Xb, Xa, Xc, Xd, Xe und SNDVB Xe
- 314.3 ehemalige kkStB 66, vormals KFNB X
- 320.1 ehemalige kkStB 362, vormals BNB VI
- 322.0 ehemalige kkStB 39 (alt BK I), vormals EPPK
- 322.1 ehemalige kkStB 147, vormals BNB III, IV
- 323.0 ehemalige kkStB 49 (alt BM II), vormals MGB
- 323.1 ehemalige kkStB 53, vormals BNB V
- 324.0 ehemalige kkStB 55, vormals ÖNWB XIa, XIb
- 324.1 ehemalige kkStB 56
- 324.2 ehemalige kkStB 59
- 333.0 ehemalige kkStB 131, vormals StEG 34.5 (alt IVf’)
- 333.1 ehemalige kkStB 260, vormals KFNB VIII
- 334.0 ehemalige kkStB 159, vormals KFNB Ve
- 334.1 ehemalige kkStB 60, 60.500
- 334.2 ehemalige kkStB 560, vormals StEG 37.5, 1936–40 in 344.1 umgebaut
- 334.5 ehemalige kkStB 166, vormals StEG 32 (alt IVm)
- 344.1 ehemalige kkStB 760, vormals StEG 38 und Umbau 1930–40 aus 344.2, 334.2
- 344.2 ehemalige kkStB 660, vormals StEG 38.5, 1927–30 in 344.1, 344.3 umgebaut
- 344.3 ehemalige kkStB 560, vormals StEG 37 und Umbau 1927–29 aus 344.2, 334.4 (ehem. ATE Id)

#### Zahnradlokomotiven
- 404.0 ehemalige kkStB 169, vormals RGTE 21G–23G für die Tannwalder Zahnradbahn

#### Güterzuglokomotiven mit vier gekuppelten Achsen

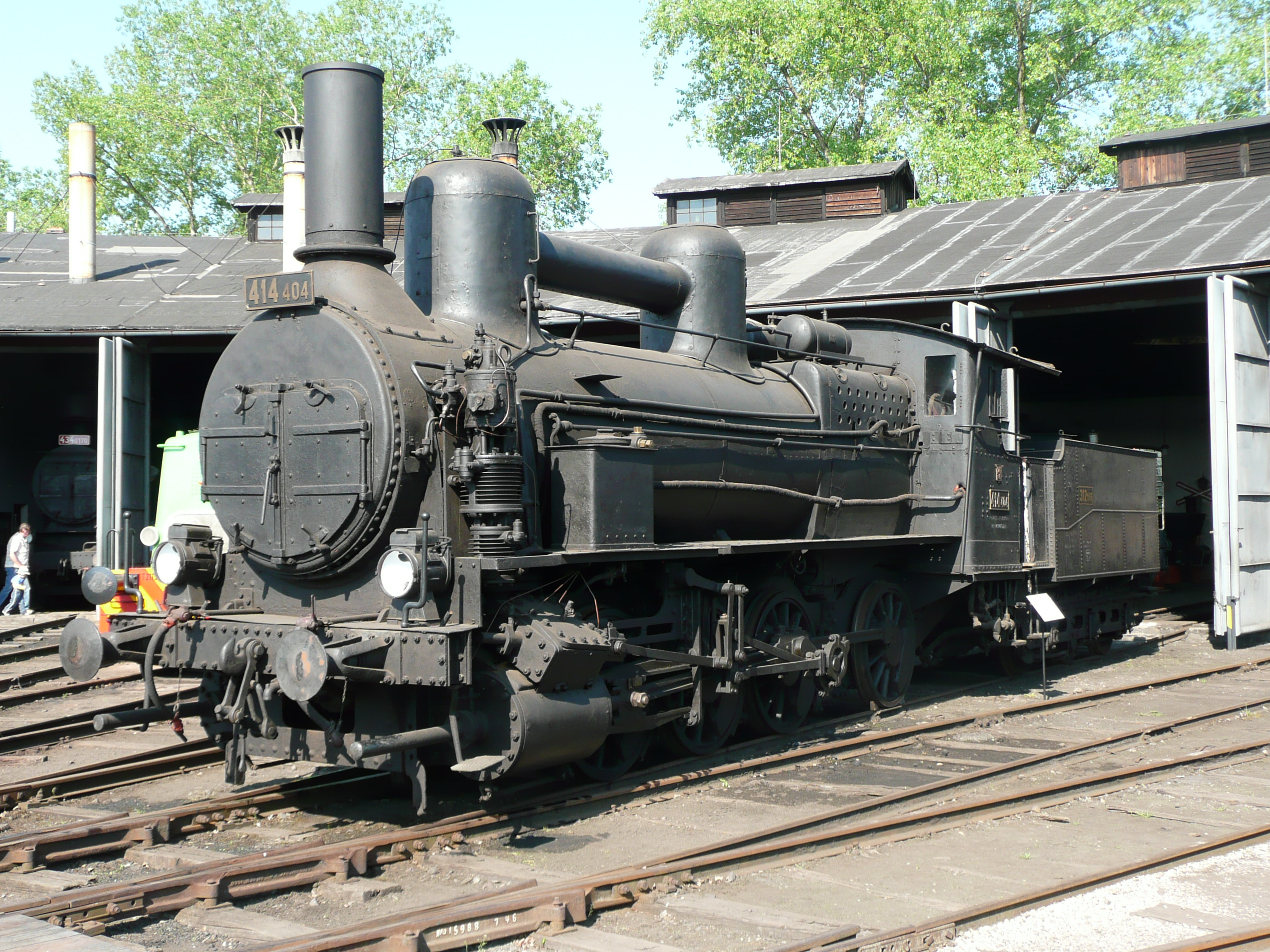
ČSD-Baureihe 414.4
ehem. kkStB 175

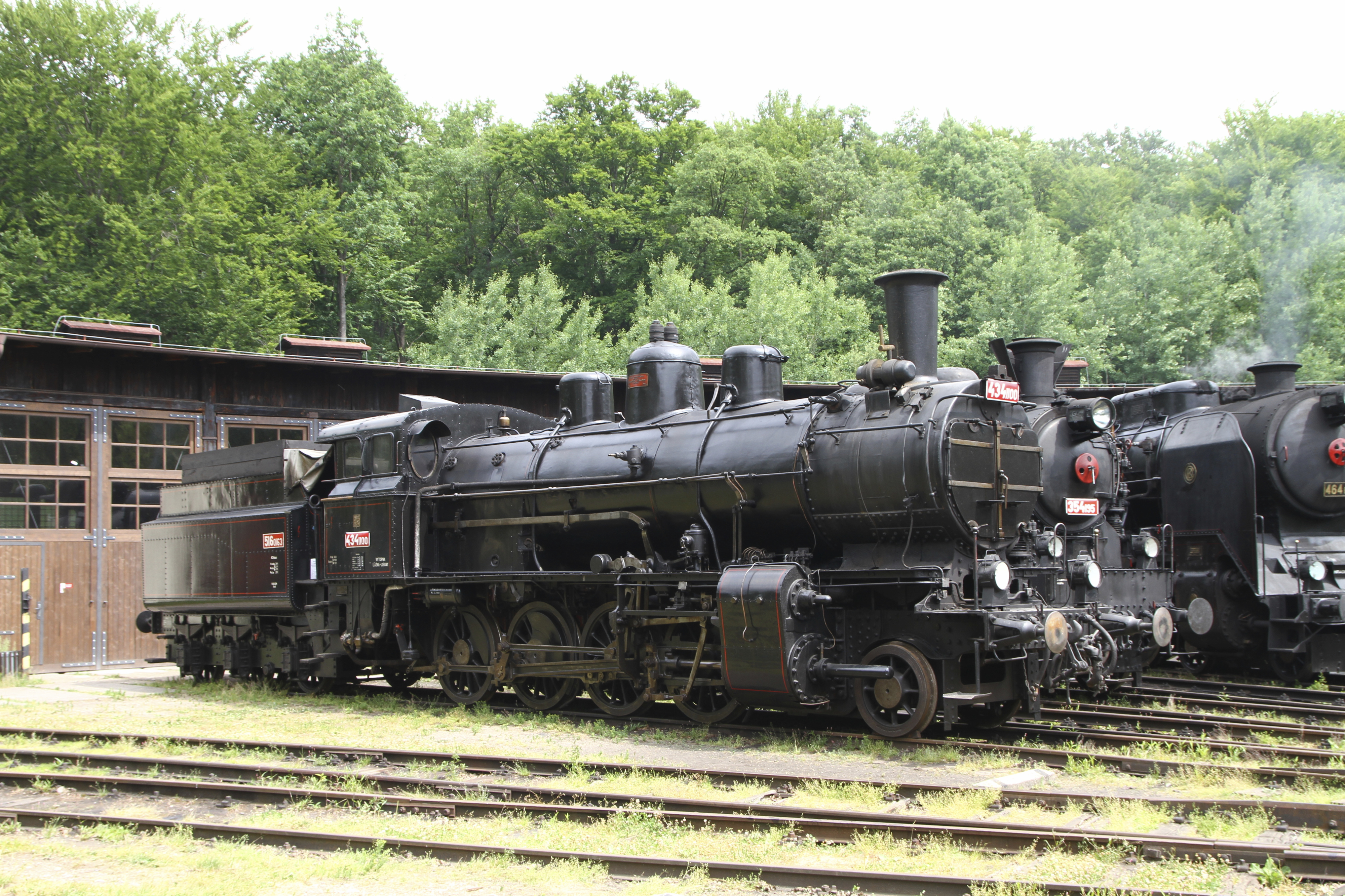
ČSD-Baureihe 434.1
Nachbau kkStB 270

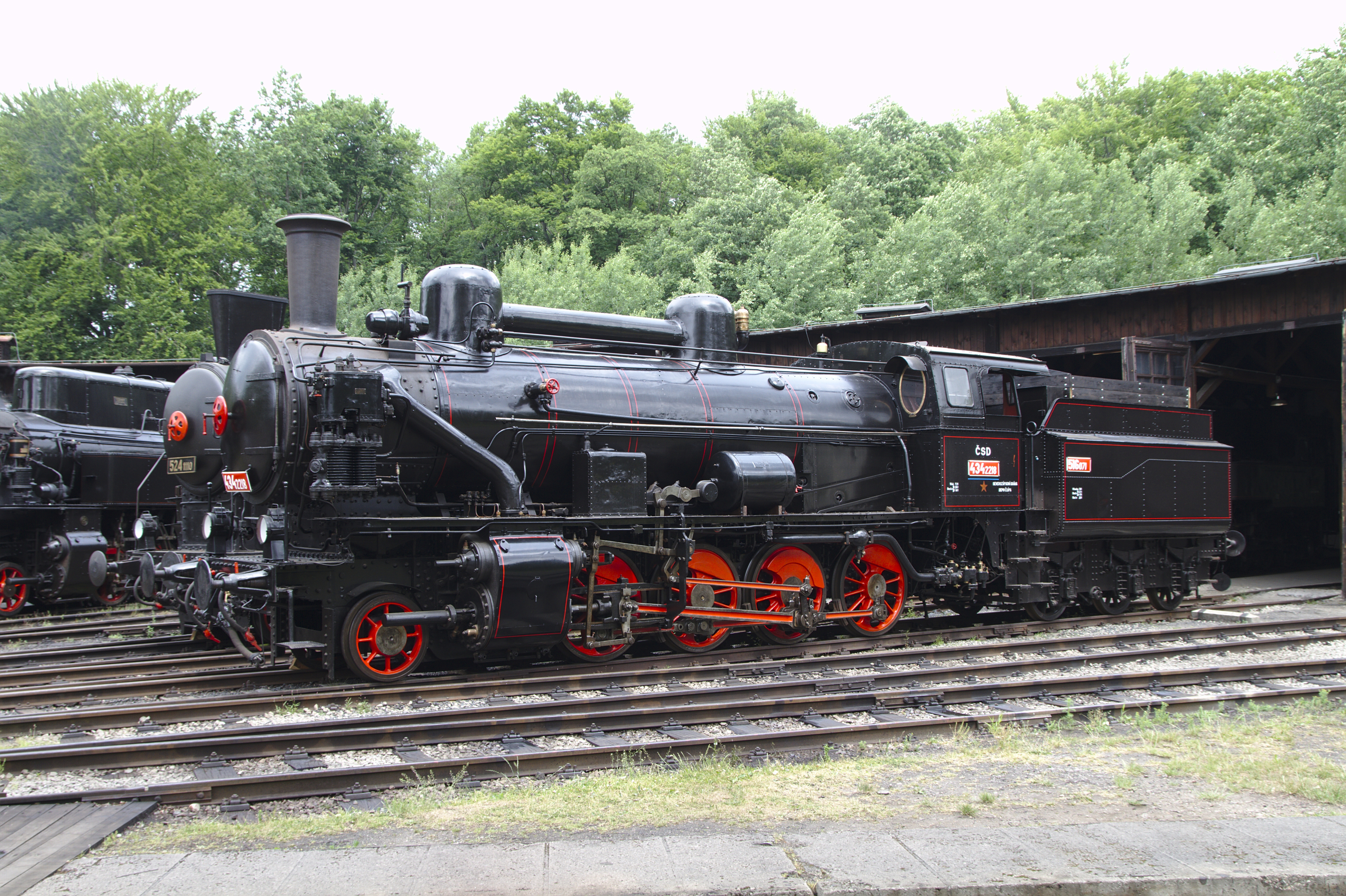
ČSD-Baureihe 434.2
Umbau kkStB 170

- 400.0 ehemalige kkStB 78, vormals RGTE 1G–2G
- 400.1 ehemalige kkStB 478, vormals StEG 400 (alt Vc)
- 401.0 ehemalige kkStB 571, vormals StEG 42 (alt V)
- 401.1 ehemalige kkStB 71 (alt BK III), vormals EPPK
- 402.0 ehemalige kkStB 70 (alt B III), vormals KEB V
- 403.0 ehemalige kkStB 72 (alt BF III), vormals KFJB
- 403.1 ehemalige kkStB 176, vormals BWB
- 403.2 ehemalige kkStB 77 (alt BU IV), vormals Prag-Duxer Eisenbahn
- 403.3 ehemalige kkStB 378, vormals StEG 41 (alt Vd)
- 411.0 ehemalige kkStB 171, vormals ÖNWB VIIa, VIIb, VIIc, VIId, VIIe und LCJE
- 411.1 ehemalige kkStB 271, vormals SNDVB VI
- 414.0 ehemalige kkStB 73
- 414.1 ehemalige kkStB 74, vormals BNB Va
- 414.2 ehemalige kkStB 174, 174.500
- 414.3 ehemalige kkStB 75, vormals StEG 43 (alt Vn)
- 414.4 ehemalige kkStB 175, vormals StEG 44 (alt Vg)
- 421.0 ehemalige kkStB 179, vormals StEG 40
- 422.0 ehemalige kkStB 178
- 434.0 ehemalige kkStB 170 und Nachbau 1918–21, größtenteils 1924–51 zu 434.2 umgebaut
- 434.1 ehemalige kkStB 270 und Nachbau 1918–22
- 434.2 Umbau 1924–51 aus 434.0

#### Güterzuglokomotiven mit fünf gekuppelten Achsen
- 523.0 ehemalige kkStB 180, 180.500, 1924–33 in 524.2 umgebaut
- 524.0 ehemalige kkStB 80.900
- 524.2 Umbau 1924–33 aus 523.0

#### Leichte Lokomotiven mit zwei gekuppelten Achsen
- 200.0 ehemalige kkStB 83, vormals ÖLEG B
- 220.0 ehemalige kkStB 87 (alt SU I), vormals Prag-Duxer Eisenbahn – Umzeichnung fraglich
- 222.0 ehemalige kkStB 88

#### Leichte Lokomotiven mit drei gekuppelten Achsen

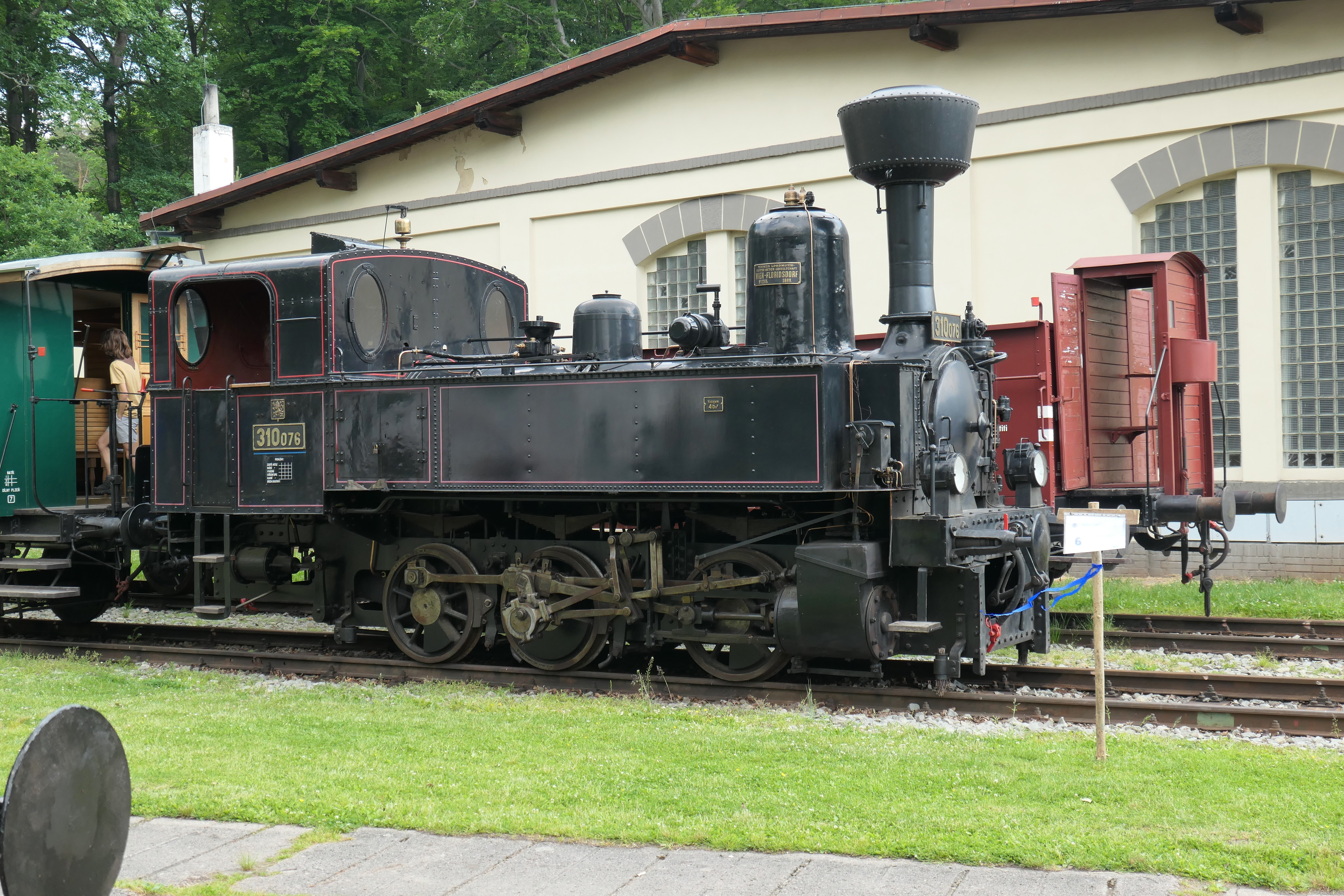
ČSD-Baureihe 310.0
ehem. kkStB 97

- 300.0 ehemalige kkStB 191, vormals KFNB IX
- 300.1 ehemalige kkStB 93, vormals KFNB IX und ÖNWB 509L für die Lokalbahn Königshan–Schatzlar
- 300.2 ehemalige kkStB 293, vormals RGTE 5G–6G
- 300.3 ehemalige kkStB 493 für die Lokalbahn Schönbrunn-Königsberg
- 300.4 ehemalige kkStB 195, vormals StEG 300/310/320 (alt IVc)
- 300.5 ehemalige kkStB 96, vormals ÖNWB 1087K–1088K für die Kuttenberger Lokalbahn
- 310.0 ehemalige kkStB 97 Kafemlejnek (Kaffeemühle)
- 310.1 ehemalige kkStB 197, vormals KFNB IX
- 310.2 ehemalige kkStB 397, vormals BCB IIIs
- 320.0 ehemalige kkStB 99
- 321.0 ehemalige kkStB 92

### ÜbernommeneMÁV-Lokomotiven
- 264.5 ehemalige MÁV 220 (alt Ia)

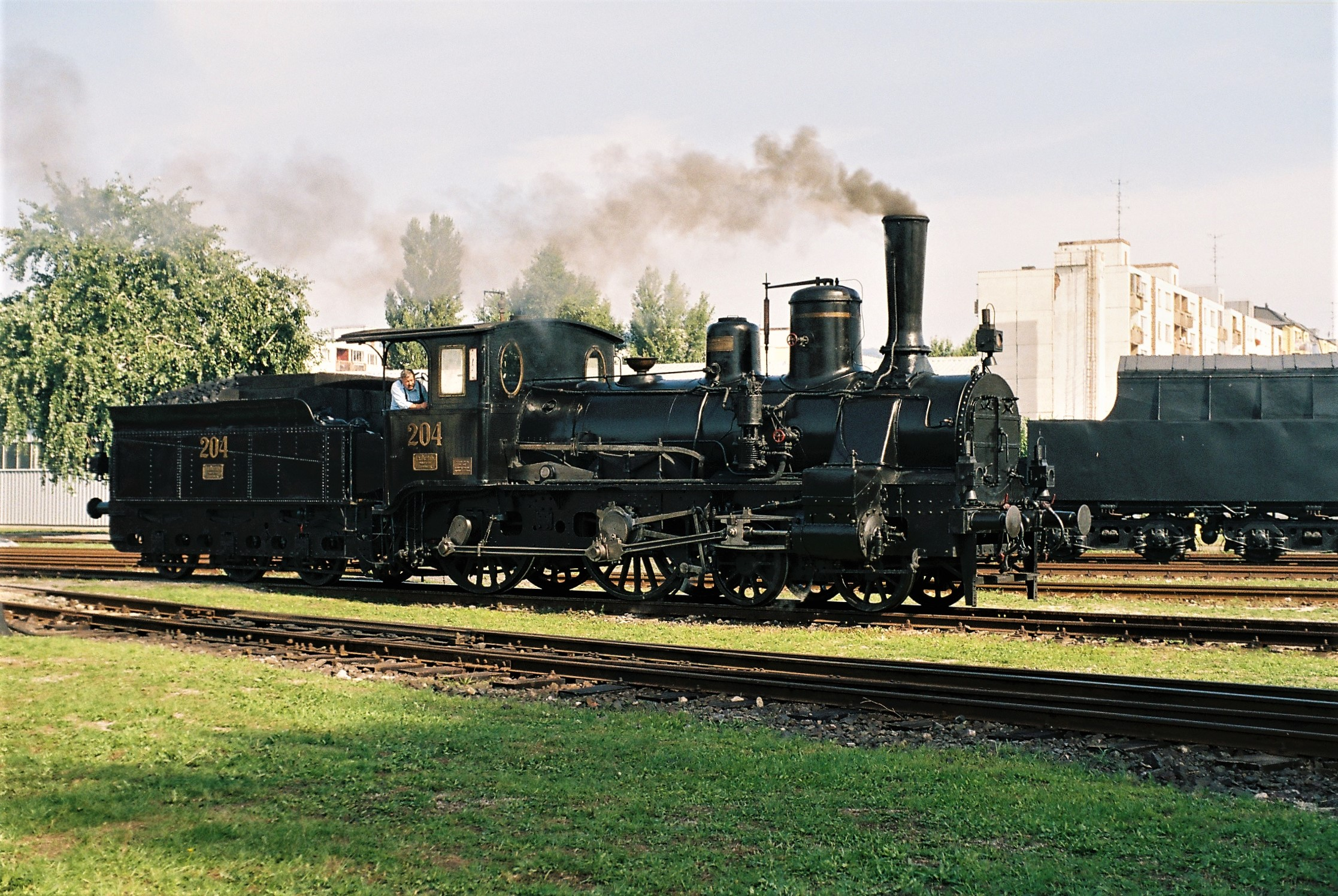
ČSD-Baureihe 264.5
baugleiche MÁV 220

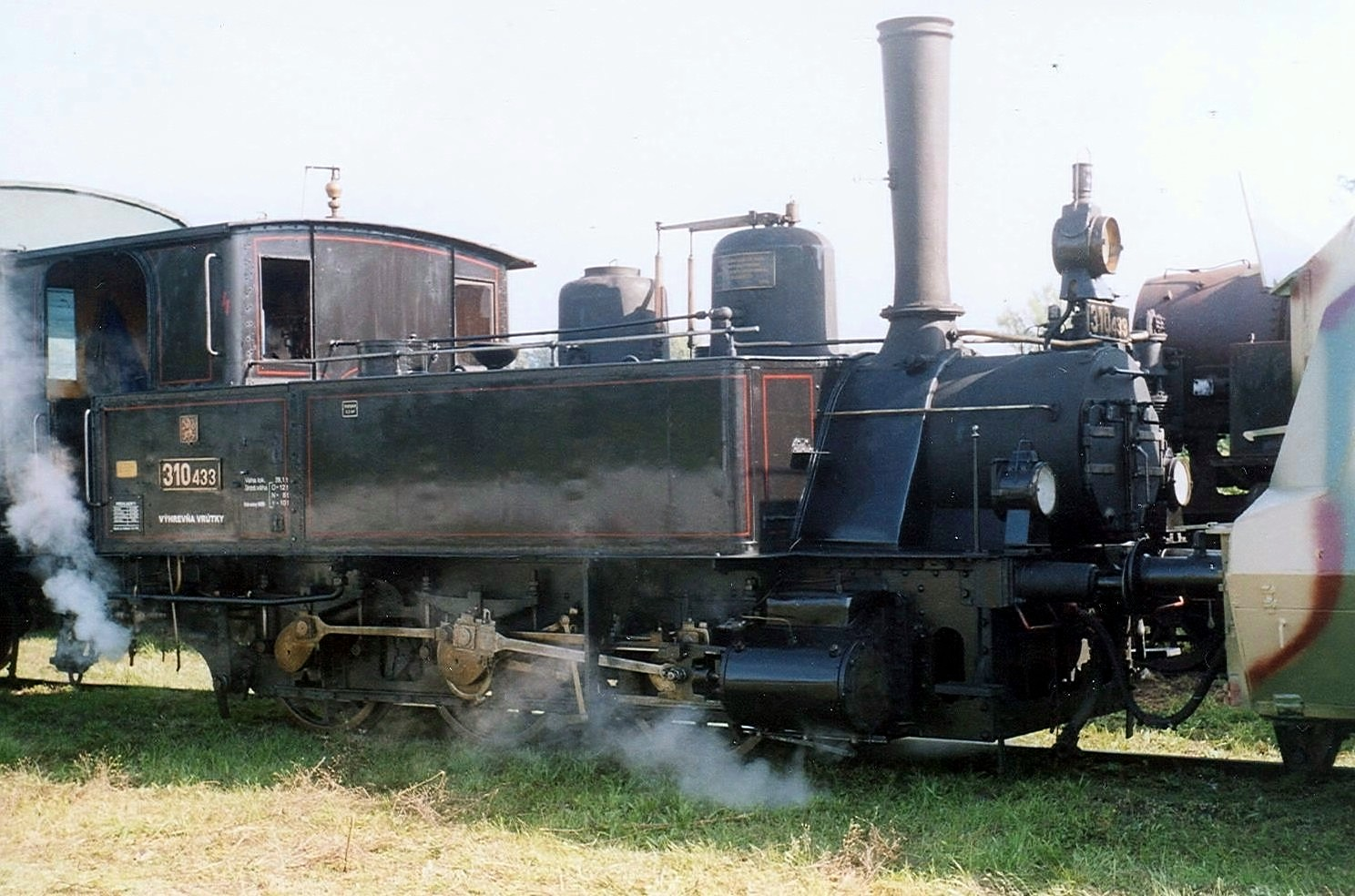
ČSD-Baureihe 310.4
ehemals MÁV 377

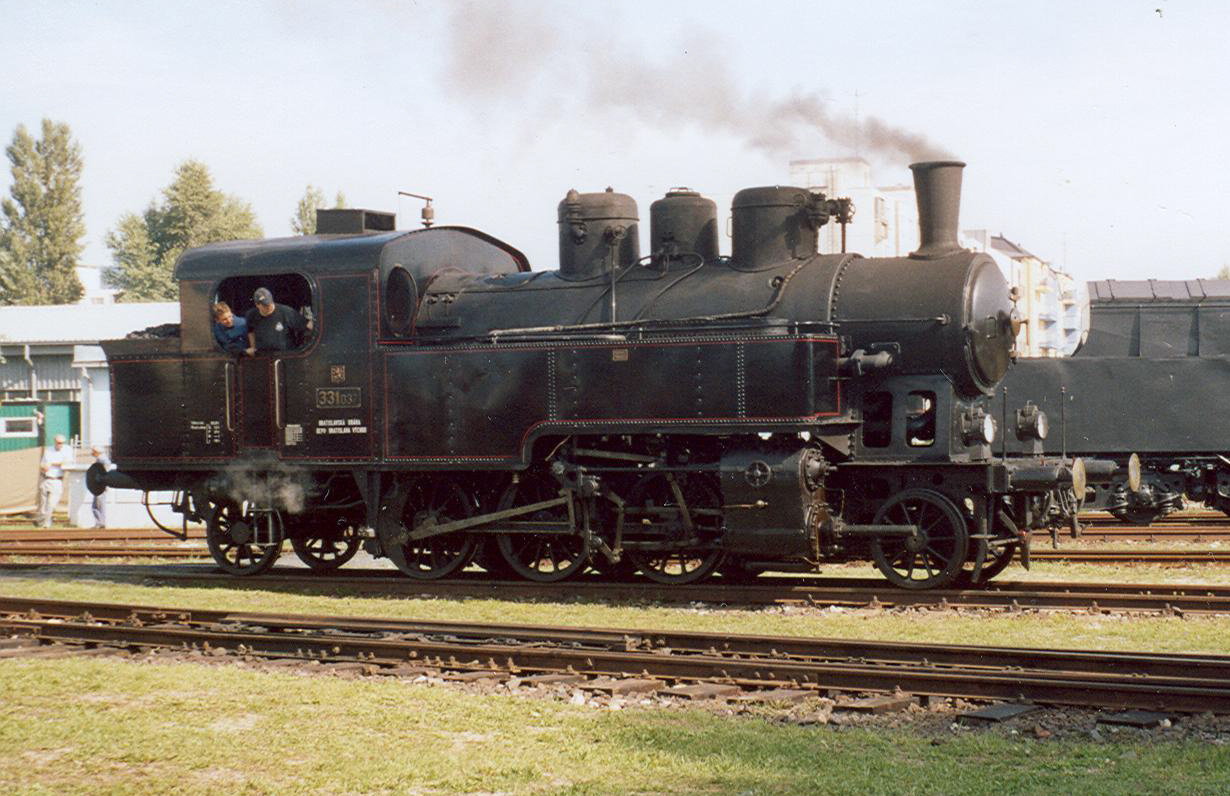
ČSD-Baureihe 331.0
ehemals MÁV 375

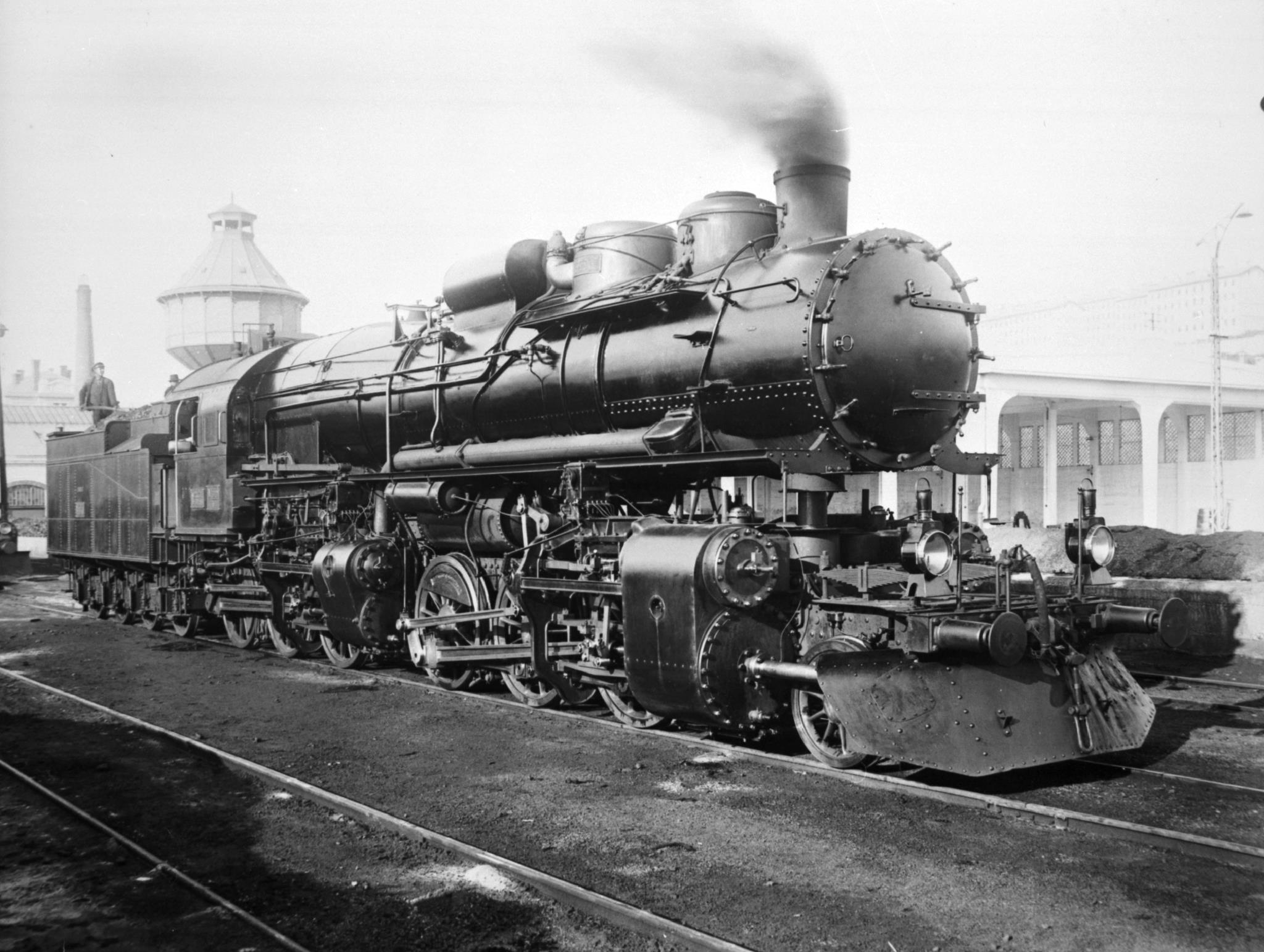
ČSD-Baureihe 636.0
baugleiche MÁV 601

- 310.3 ehemalige MÁV 376 (alt T Va), noch 1925 in 320.2 umgenummert
- 310.4 ehemalige MÁV 377 (alt XII)
- 313.2 ehemalige MÁV 326 (alt IIIe)
- 313.9 Umbau der 310.412 zur Panzerlokomotive 313.901
- 314.9 Umbau der 310.440 zur Panzerlokomotive 314.901
- 323.2 ehemalige MÁV 340 (alt IIIp), vormals StEG IVf
- 323.3 ehemalige MÁV 350 (alt T IIIb), vormals StEG IVm
- 324.4 ehemalige MÁV 334, vormals SBB D 3/3, ursprünglich NOB D 3/3 und GB D 3/3
- 331.0 ehemalige MÁV 375 (alt T V)
- 334.3 ehemalige MÁV 325 (alt IIIq)
- 344.4 ehemalige MÁV 324 (alt IIIu)
- 344.7 ehemalige MÁV 321 – Umzeichnung fraglich, da 1924 an MÁV abgegeben
- 364.1 ehemalige MÁV 342
- 365.2 ehemalige MÁV 322 (alt IIIs)
- 374.0 ehemalige MÁV 327
- 375.1 bestellt als MÁV 328, neu an ČSD
- 400.2 ehemalige MÁV 476 (alt XIV), vormals StEG Vc
- 402.1 ehemalige MÁV 420 (alt IVa)
- 403.4 ehemalige MÁV 441 (alt IV)
- 403.5 ehemalige MÁV 41 (alt T IVb)
- 410.0 ehemalige MÁV 475 (alt XIVa)
- 411.2 ehemalige MÁV 459 (alt IVb), vormals StEG V
- 414.5 ehemalige MÁV 421 (alt IVc)
- 623.0 ehemalige MÁV 651 (alt VIm)
- 636.0 ehemalige MÁV 601

### Übernommene Lokomotiven deutscher Staatsbahnen
- 314.4 ehemalige Preußische G 3
- 334.6 ehemalige Bayerische C VI
- 335.0 ehemalige Preußische G 5{\displaystyle {}^{4}}
- 335.0 ehemalige Preußische G 5{\displaystyle {}^{2}} (Lokomotiven 335.007–010)
- 413.0 ehemalige Preußische G 7{\displaystyle {}^{2}}, Preußische G 7{\displaystyle {}^{1}}
- 415.0 ehemalige Preußische T 13
- 534.1 ehemalige Preußische G 10

### Übernommene britische Kriegslokomotiven
- 436.0 bestellt vom War Department, neu an ČSD

### Übernommene Privat- und Werkbahn-Lokomotiven

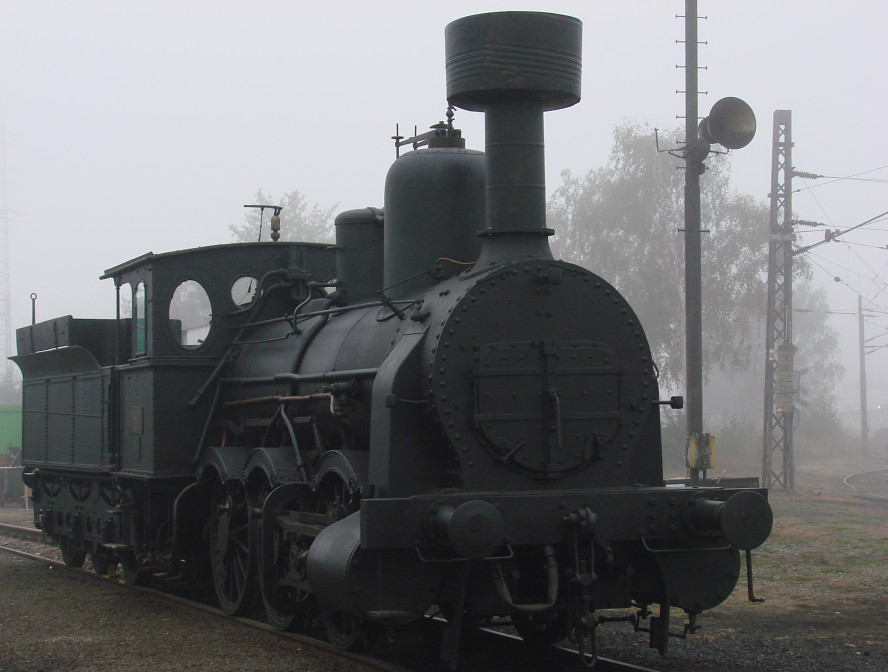
ČSD-Baureihe 322.3
ehemalige ATE IIIa

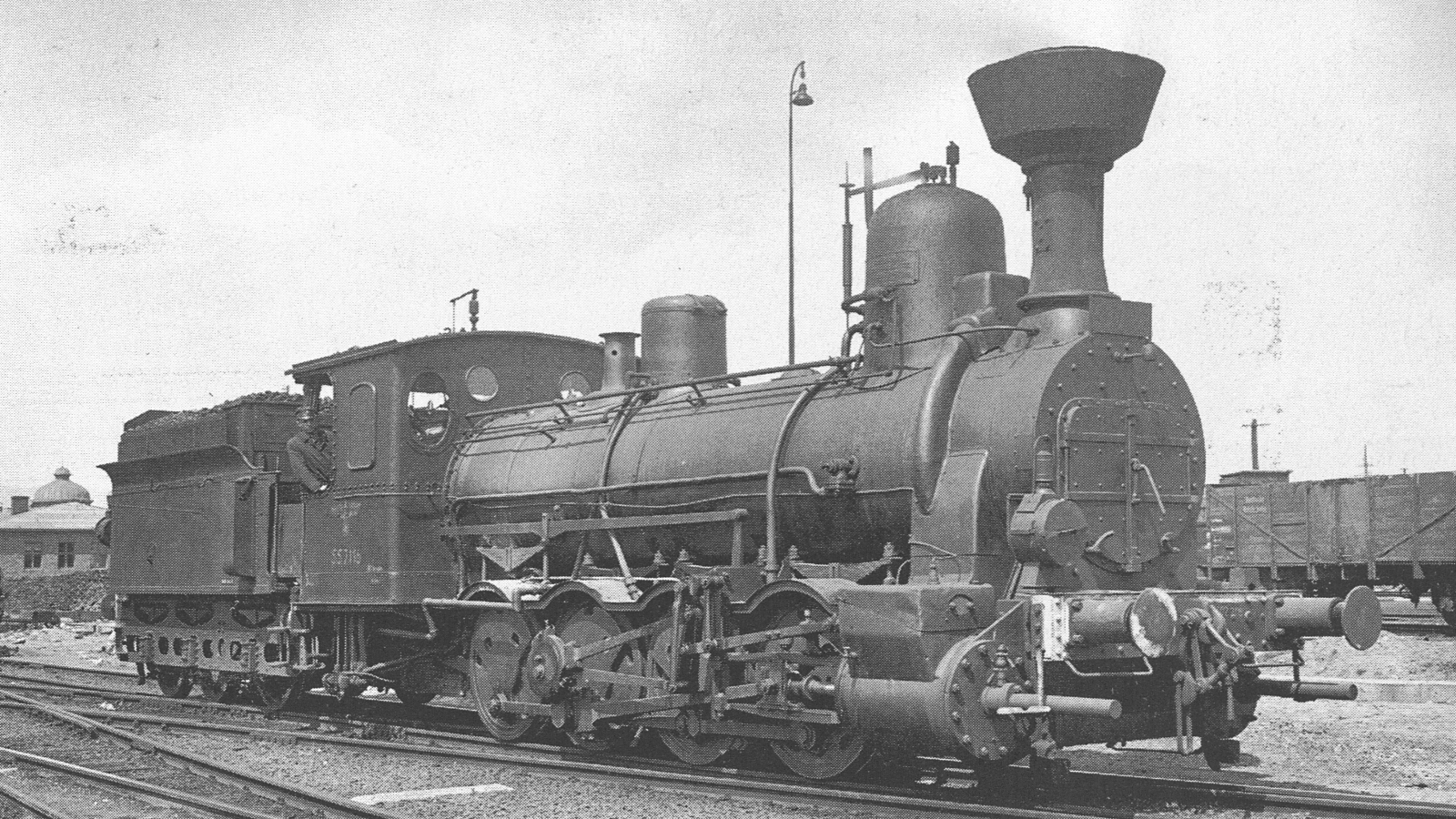
ČSD-Baureihe 402.2
ehemalige ATE IVa
als DR-Baureihe 55^{71}

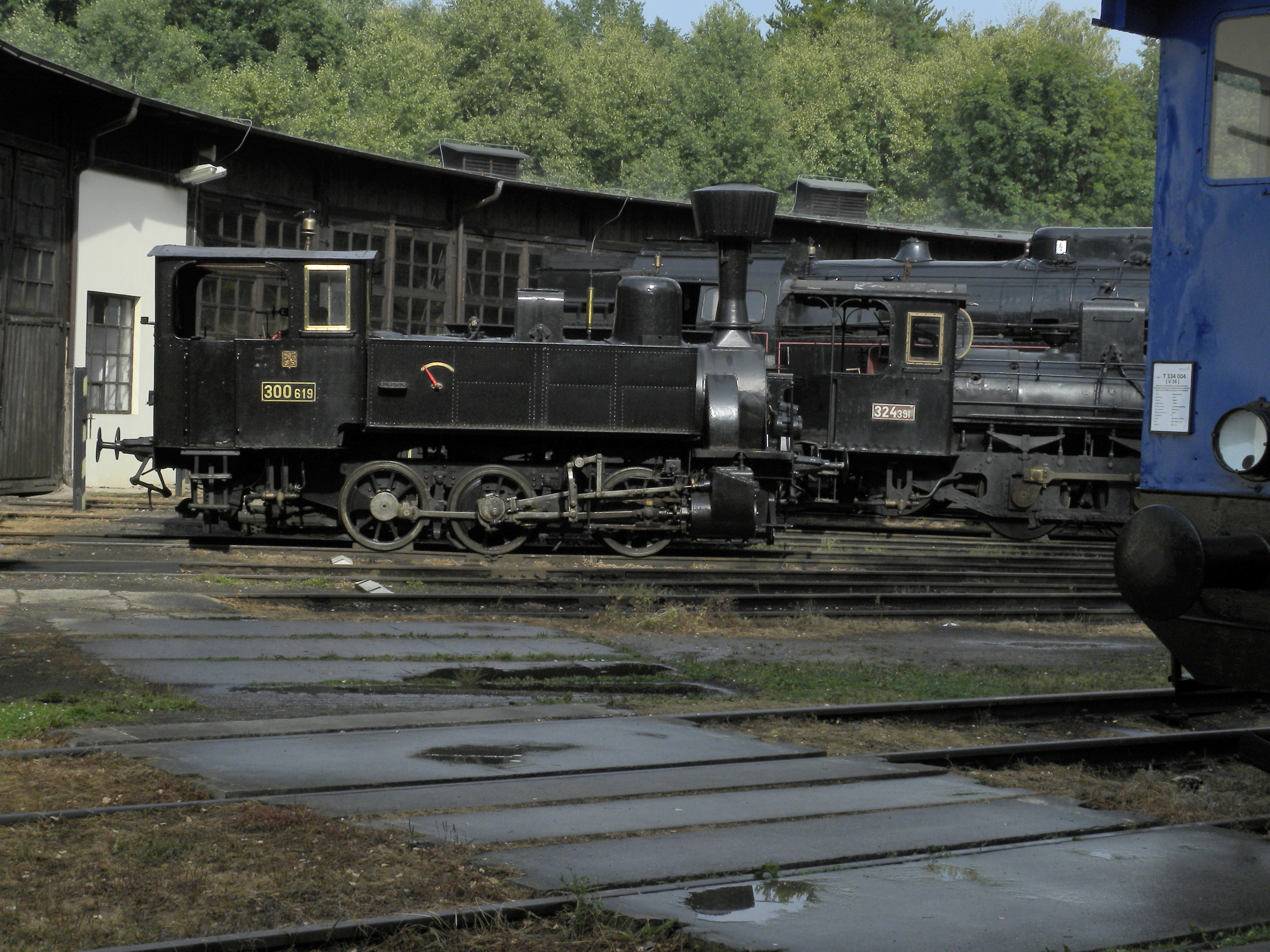
ČSD-Baureihe 300.6
ehemalige BEB Ia

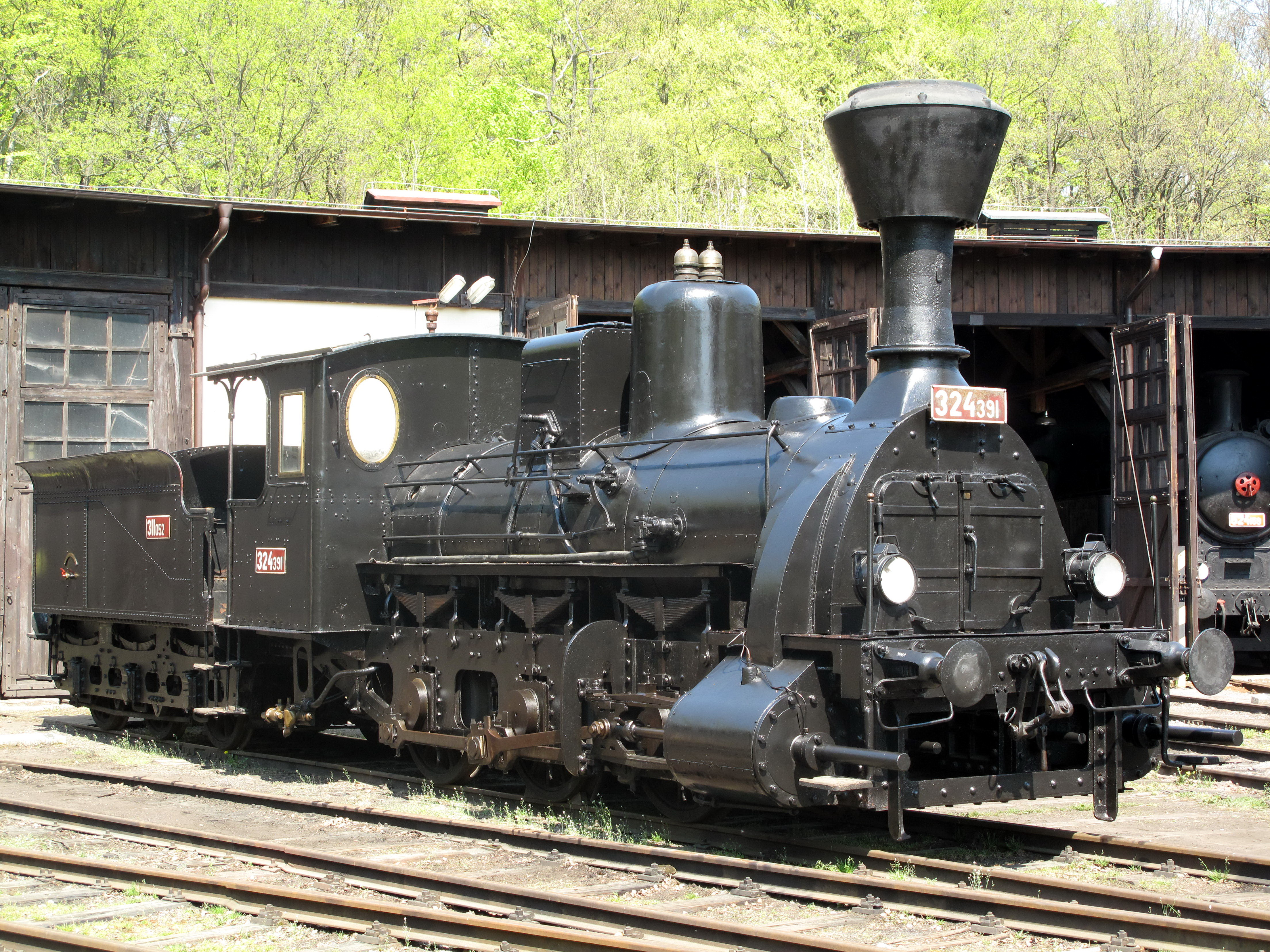
ČSD-Baureihe 324.3
ehemalige BEB IIIa

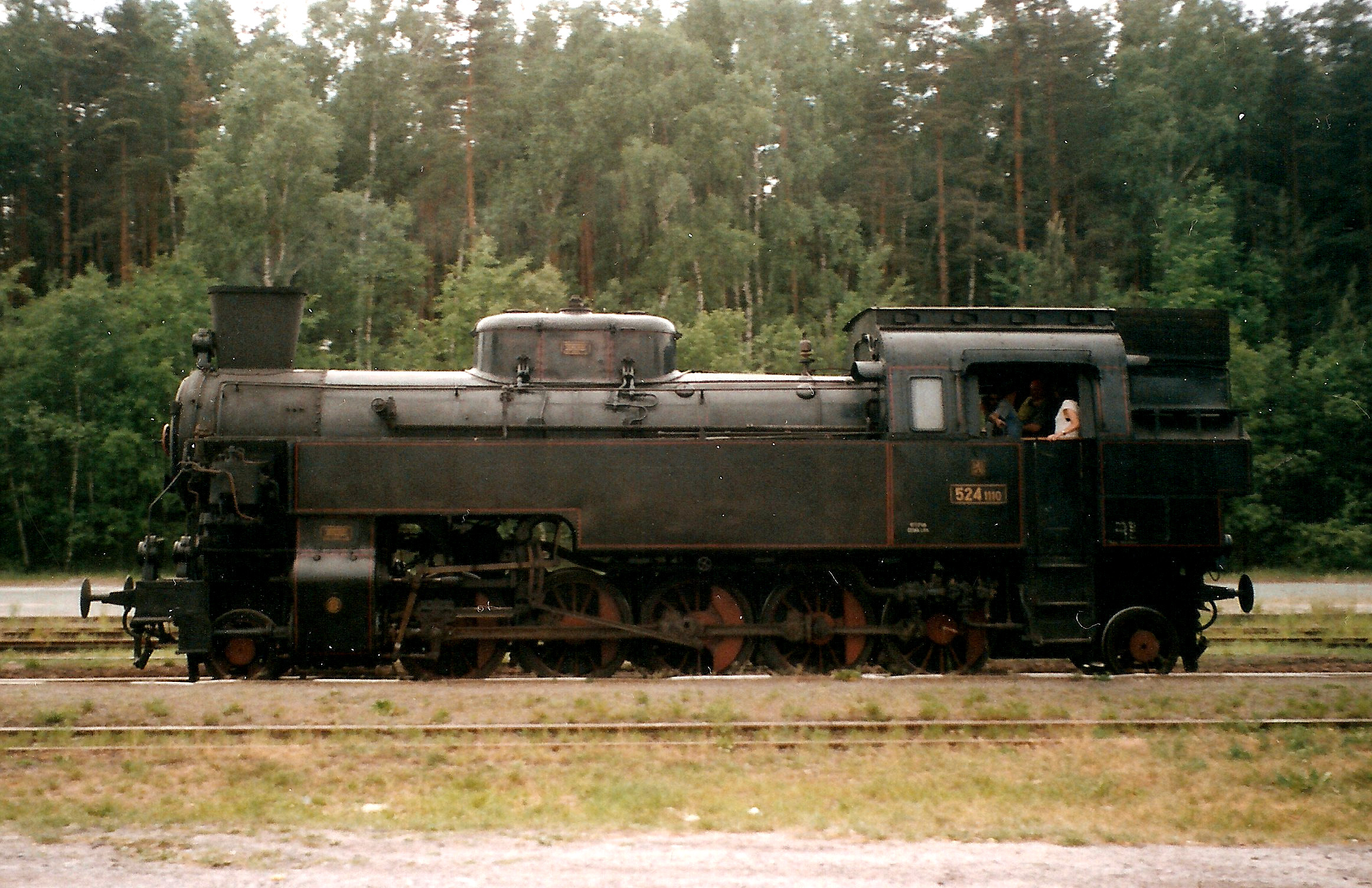
ČSD-Baureihe 524.1
mod. Nachbau BEB Va

ČSD-Baureihe 232.1
noch als KsOd IIb

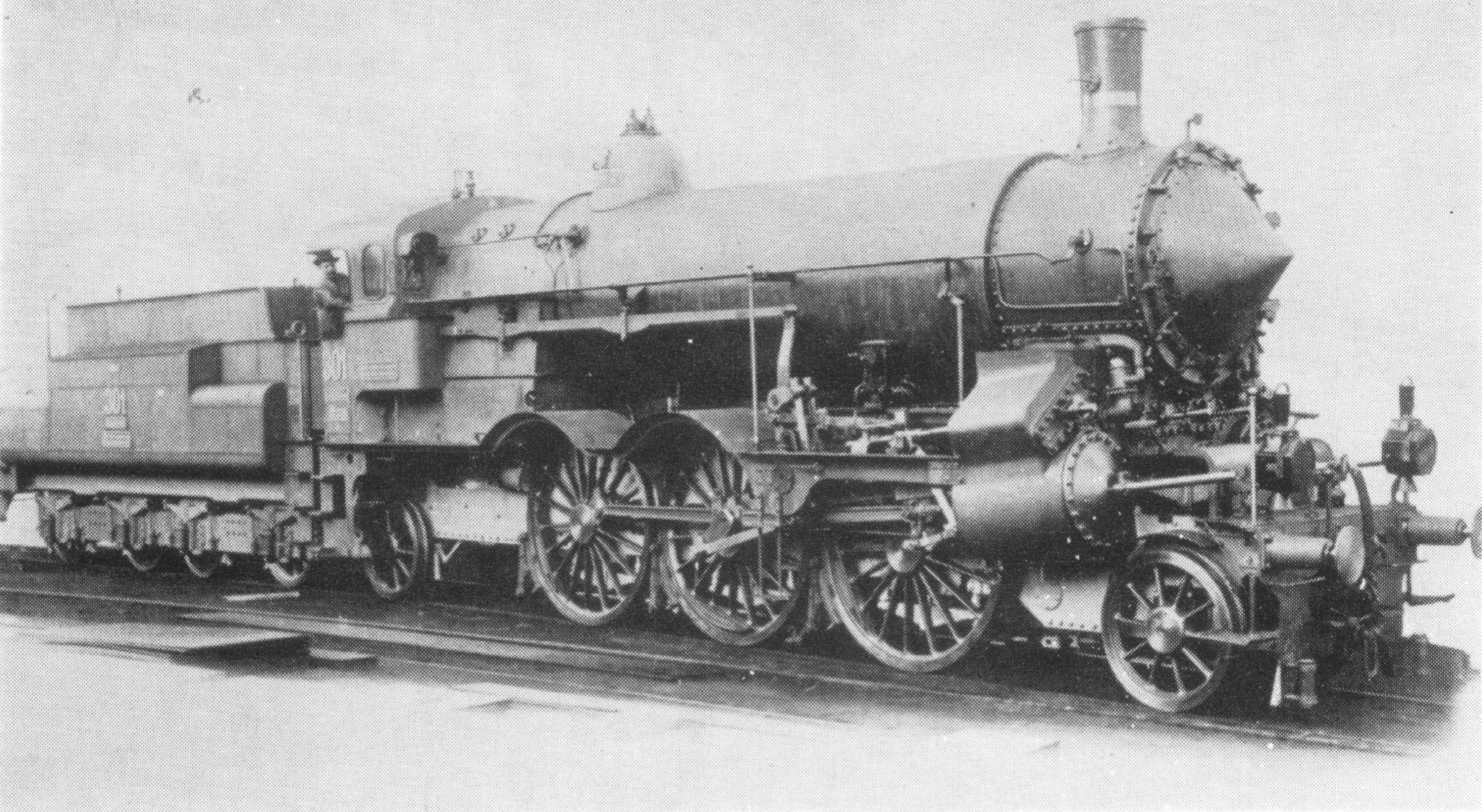
ČSD-Baureihe 354.9
noch als KsOd Ip

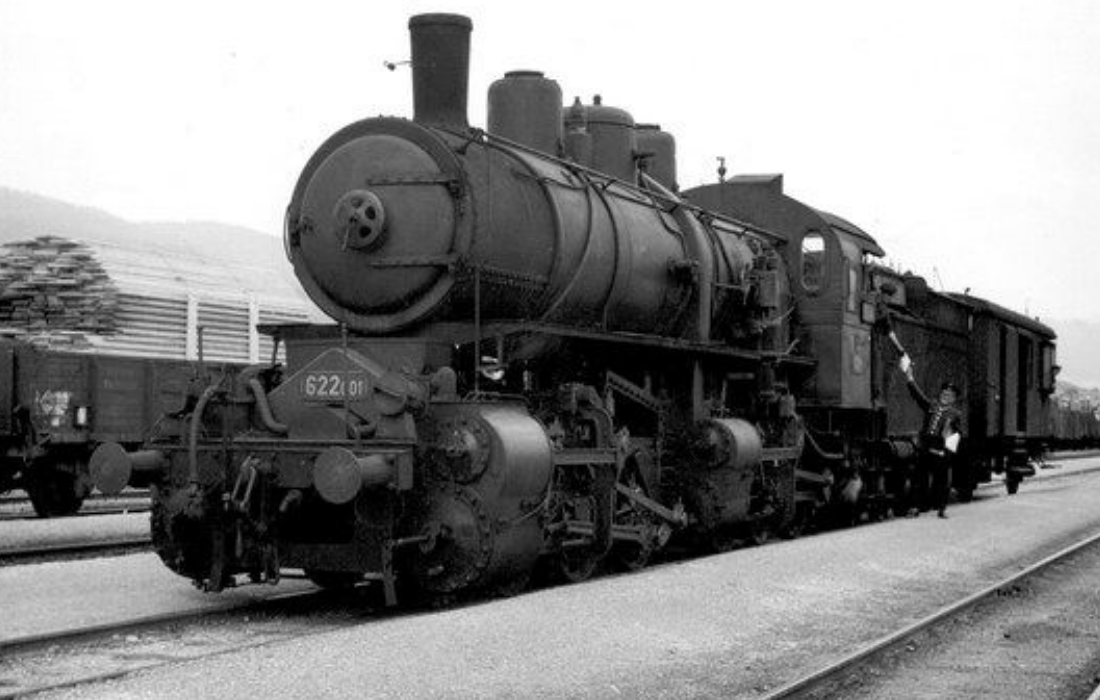
ČSD-Baureihe 622.0
ehemals KsOd VIm

#### Aussig-Teplitzer Eisenbahn
- 200.1 ehemalige ATE X
- 220.1 ehemalige ATE Ia
- 253.2 ehemalige ATE Ib
- 302.1 ehemalige ATE IIa und IIb
- 322.3 ehemalige ATE IIIa
- 322.4 ehemalige ATE IIIb
- 334.4 ehemalige ATE Id
- 344.5 ehemalige ATE Ic
- 344.6 ehemalige ATE Ie
- 354.8 ehemalige ATE If
- 402.2 ehemalige ATE IVa
- 412.1 ehemalige ATE IVb
- 413.2 ehemalige ATE IVc

#### Buschtěhrader Eisenbahn
- 232.2 ehemalige BEB V
- 253.3 ehemalige BEB VII
- 300.6 ehemalige BEB Ia
- 322.2 ehemalige BEB III
- 324.3 ehemalige BEB IIIa
- 354.4 ehemalige BEB VIII
- 412.0 ehemalige BEB IV
- 413.1 ehemalige BEB IVa
- 524.1 ehemalige BEB Va und Nachbau 1926–41

#### Kaschau-Oderberger Bahn
- 200.2 ehemalige KsOd X, vormals MÉKV 300–301 – baugleich MÁV-Reihe 20 (alt X)
- 210.0 ehemalige KsOd V – Gepäcklokomotive, baugleich SB 4 II
- 221.0 ehemalige KsOd IIa
- 232.1 ehemalige KsOd IIb – ähnlich MÁV II
- 253.1 ehemalige KsOd I – baugleich SB-Reihe 17
- 254.4 ehemalige KsOd Ia – baugleich MÁV-Reihe 220 (alt Ia)
- 310.5 ehemalige KsOd XII – baugleich MÁV-Reihe 377 (alt XII)
- 310.6 ehemalige KsOd XIIa, vormals BPV 20–22
- 310.7 ehemalige KsOd XIIb
- 313.2 ehemalige KsOd IIIe – baugleich MÁV-Reihe 326 (alt IIIe)
- 313.3 ehemalige KsOd IIIb1, IIIb2 und IIIb4
- 313.6 ehemalige KsOd IIIb3
- 320.2 ehemalige KsOd T Va – baugleich MÁV-Reihe 377 (alt T Va)
- 321.1 ehemalige KsOd IIIa
- 334.3 ehemalige KsOd IIIq – baugleich MÁV-Reihe 325 (alt IIIq)
- 354.9 ehemalige KsOd Ip – baugleich kkStB-Reihe 110
- 365.3 Umbau 1929–38 aus 354.9
- 410.1 ehemalige KsOd XIVa – baugleich MÁV-Reihe 475 (alt XIVa)
- 455.0 ehemalige KsOd It – baugleich SB 570
- 622.0 ehemalige KsOd VIm – baugleich MÁV-Reihe 651 (alt VIm)
- 623.0 ehemalige KsOd VImb

#### Sonstige Privat- und Werkbahnen
- 200.0 ehemalige Auspitzer Lokalbahn AUSPITZ und THERESE II
- 200.9 Neutitscheiner Lokalbahn
- 210.9 Lokalbahn Aujezd–Luhatschowitz
- 212.9 Lokalbahn Aujezd–Luhatschowitz
- 310.8 ehemalige FBB MILDENAU und HAINDORF
- 310.9 Privatbahnen
- 311.5 ehemalige FBB 21–24
- 312.9 Tschechoslowakische Armee, 1965 übernommen
- 400.9 Lokalbahnen Brünn–Lösch, Friedland–Bila
- 422.9 Privatbahnen
- 424.9 Lokalbahn Friedland–Bila 424.01, 1948 von 424.901 in 424.001 umgezeichnet
- 514.1 ehemalige GBK Nr. 001–003
- 514.9 Studénská-Štramberská dráha (StŠtD)

### Schmalspurlokomotiven

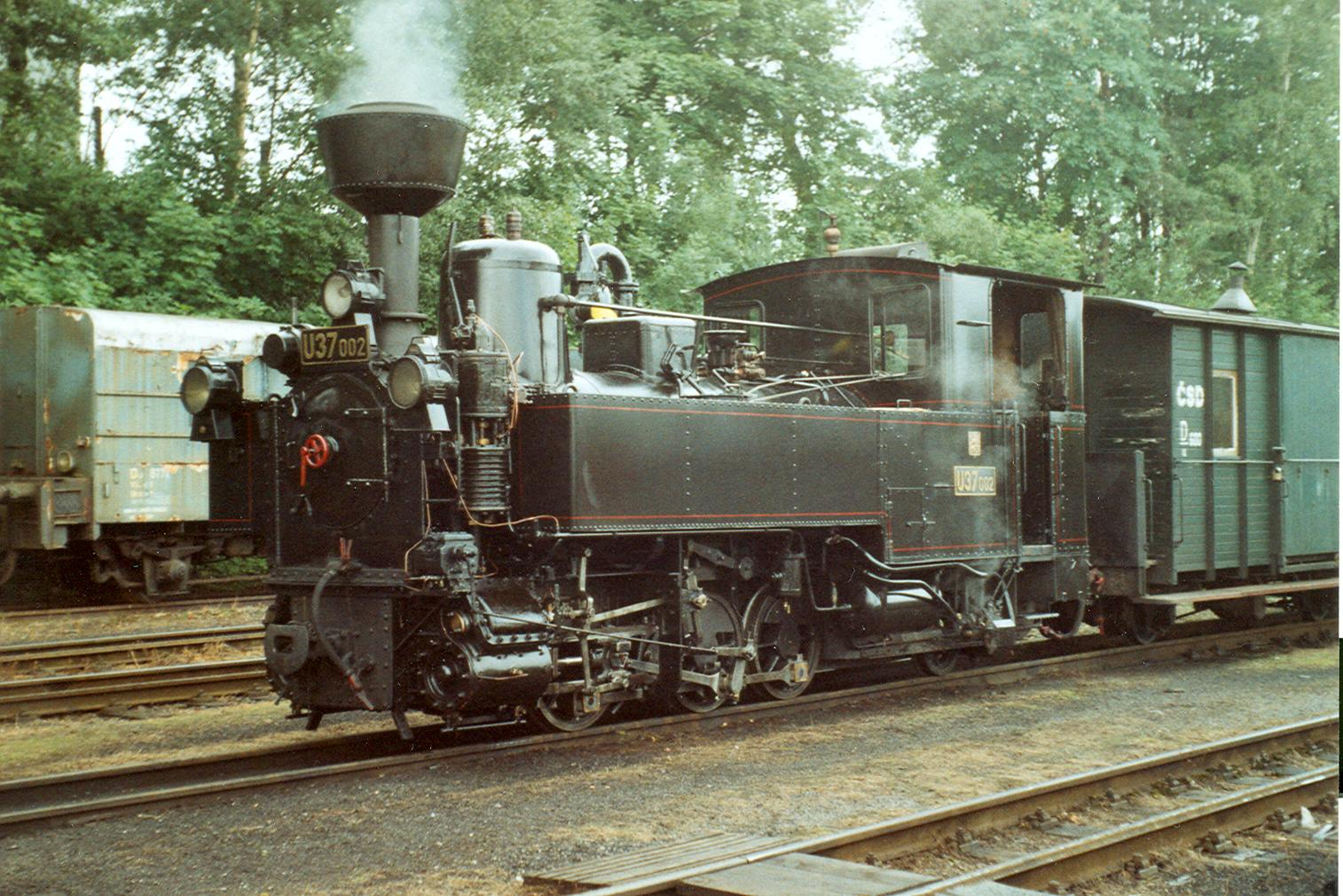
ČSD-Baureihe U 37.0
vormals kkStB U

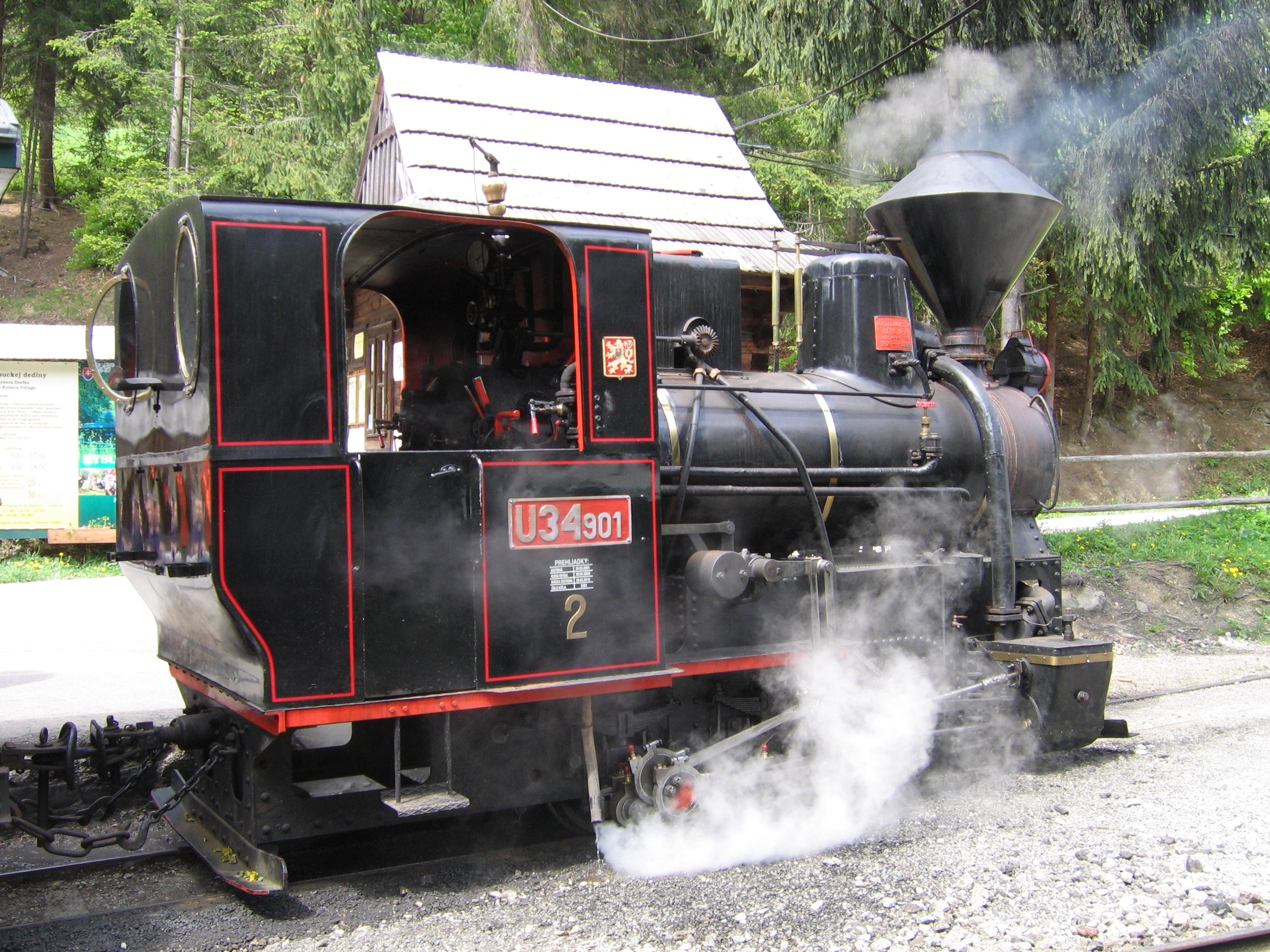
ČSD-Baureihe U 34.9

- U 25.0; 600 mm; Baulokomotiven; kkStB A
- U 25.9; 760 mm; Forstbahn Ustcorna
- U 27.9; 760 mm; Oderberger Schleppbahn
- U 29.0; 1000 mm; Ks.Od. Zahnradbahn Štrba–Štrbské Pleso
- U 33.9; 760 mm; Staatliche Waldbahnen
- U 34.0; 760 mm; Borzsatalbahn
- U 34.9; 760 mm; Staatliche Waldbahnen
- U 35.0; 760 mm; Borzsatalbahn
- U 35.1; 1000 mm; MAV 387
- U 35.2; 760 mm; k.u.k. Heeresbahn
- U 35.3; 760 mm; k.u.k. Heeresbahn
- U 35.9; 760 mm; Oderberger Schleppbahn
- U 36.0; 1000 mm; Ks.Od.; Göllnitztalbahn
- U 36.9; 760 mm; Staatliche Waldbahnen
- U 37.0; 760 mm; ehemalige kkStB U, FBB 11–13
- U 37.9; 760 mm; Kleinbahn Königshof–Beraun–Koněprus
- U 43.9; 760 mm; Schlesische Landesbahn
- U 44.0; 760 mm; Borzsatalbahn
- U 44.1; 760 mm; k.u.k. Heeresbahn
- U 44.9; 760 mm; Staatliche Waldbahnen
- U 45.0; 760 mm; Borzsatalbahn; K.u.k. Heeresbahn
- U 45.9; 760 mm; Staatliche Waldbahnen
- U 46.9; 760 mm; Schlesische Landeseisenbahnen
- U 47.0; 760 mm; ehemalige SDŽ 391 bis 402, übernommen von k.u.k. Heeresbahn
- U 48.0; 760 mm; ehemalige Rudnik Bor 1–4, übernommen von k.u.k. Heeresbahn

### Dampftriebwagen und Gepäcklokomotiven

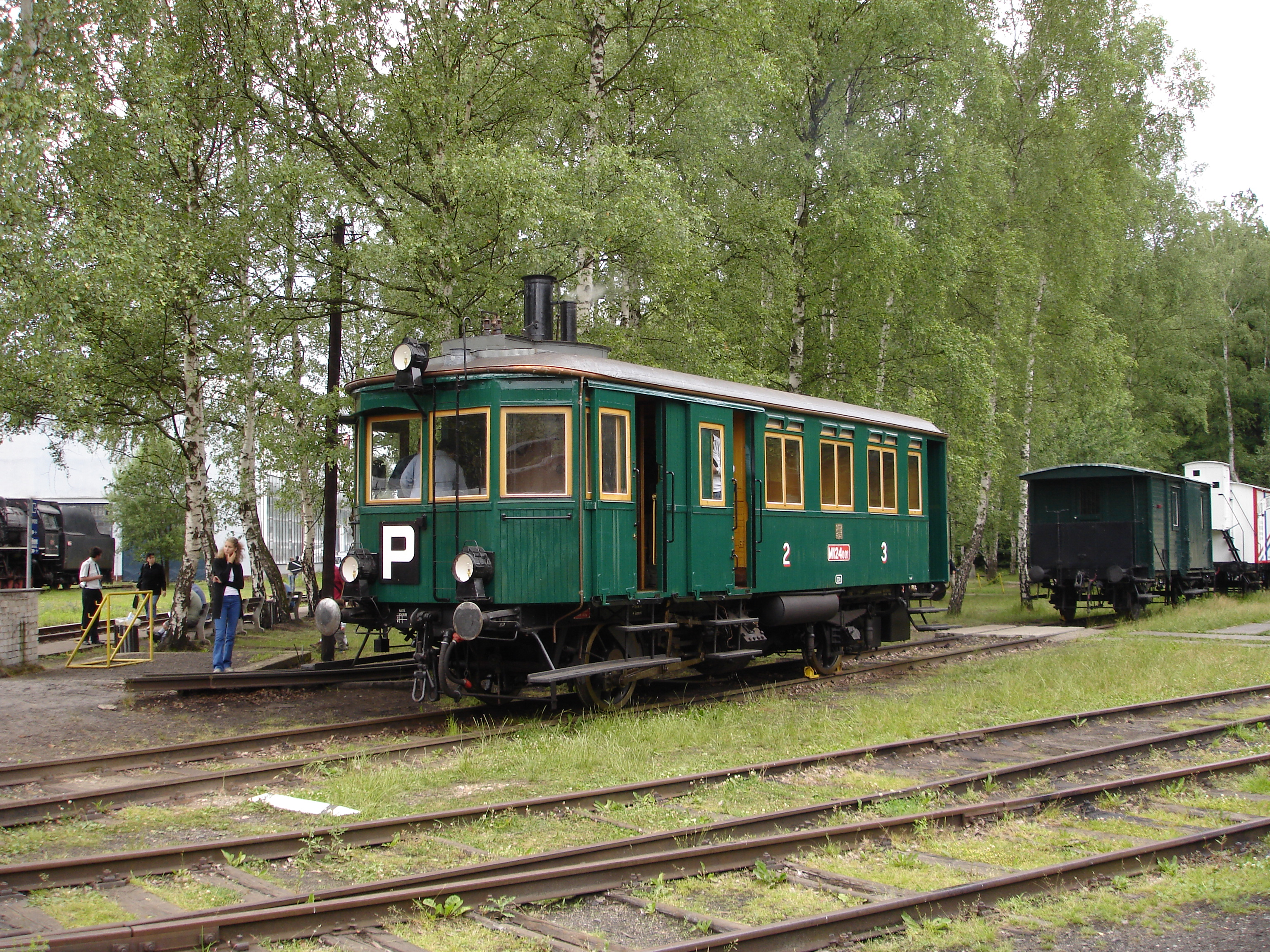
ČSD-Baureihe M 124.0
ehem. kkStB 1.0

- M 13.0 ehemalige 1–5 der Borzsatalbahn (BGV)
- M 25.0 ehemalige 11–14 der Borzsatalbahn (BGV)
- M 112.0 ehemaliger kkStB 4.0, vormals ÖNWB IXb
- M 113.0 ehemaliger kkStB 2.0
- M 124.0 ehemaliger kkStB 1.0
- 210.0 ehemaliger Ks.Od.V
- M 212.0 ehemaliger kkStB 1.3
- M 223.0 ehemaliger kkStB 1.4

### Von den ČSD selbst beschaffte Baureihen
- 365.0

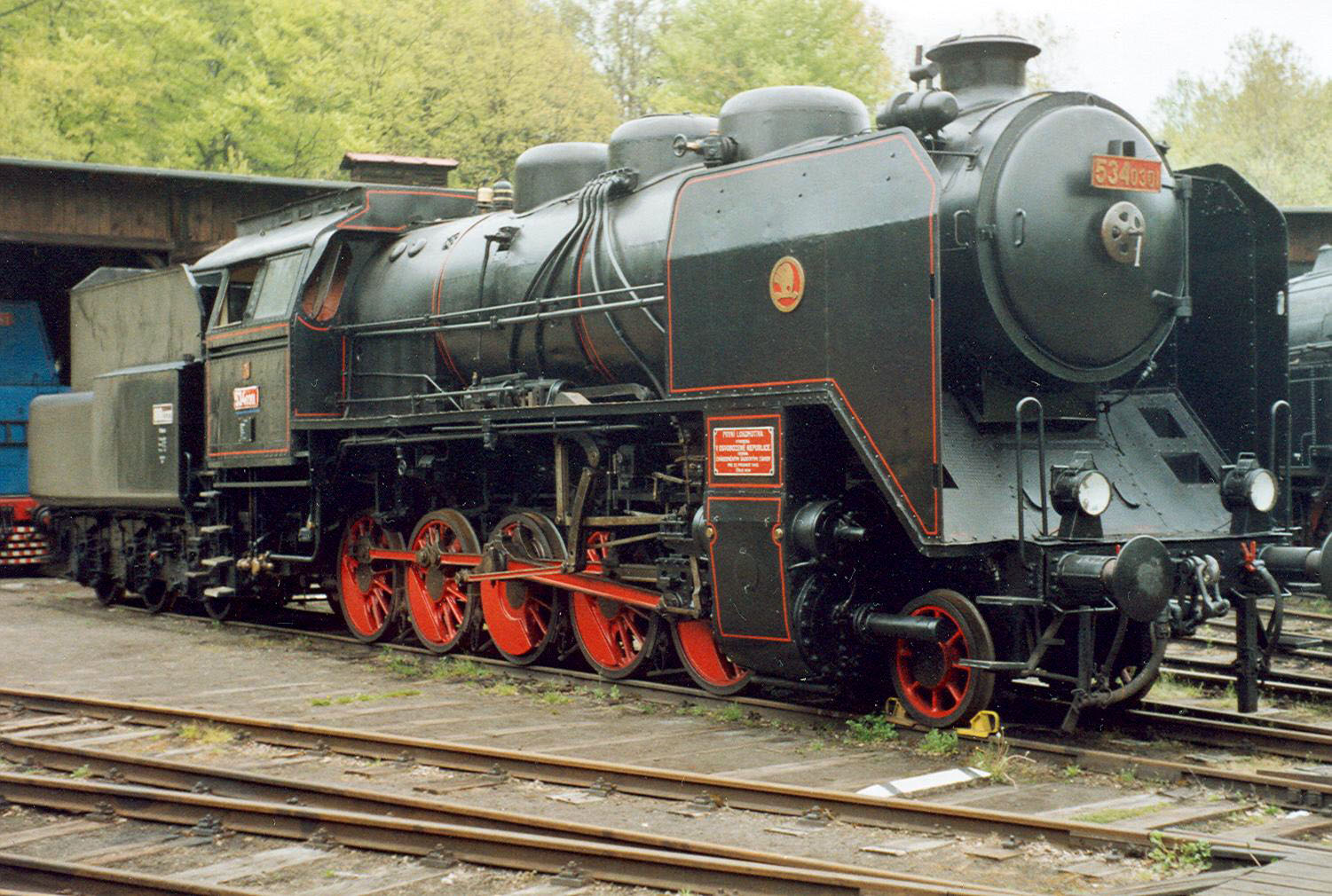
ČSD-Baureihe 534.03

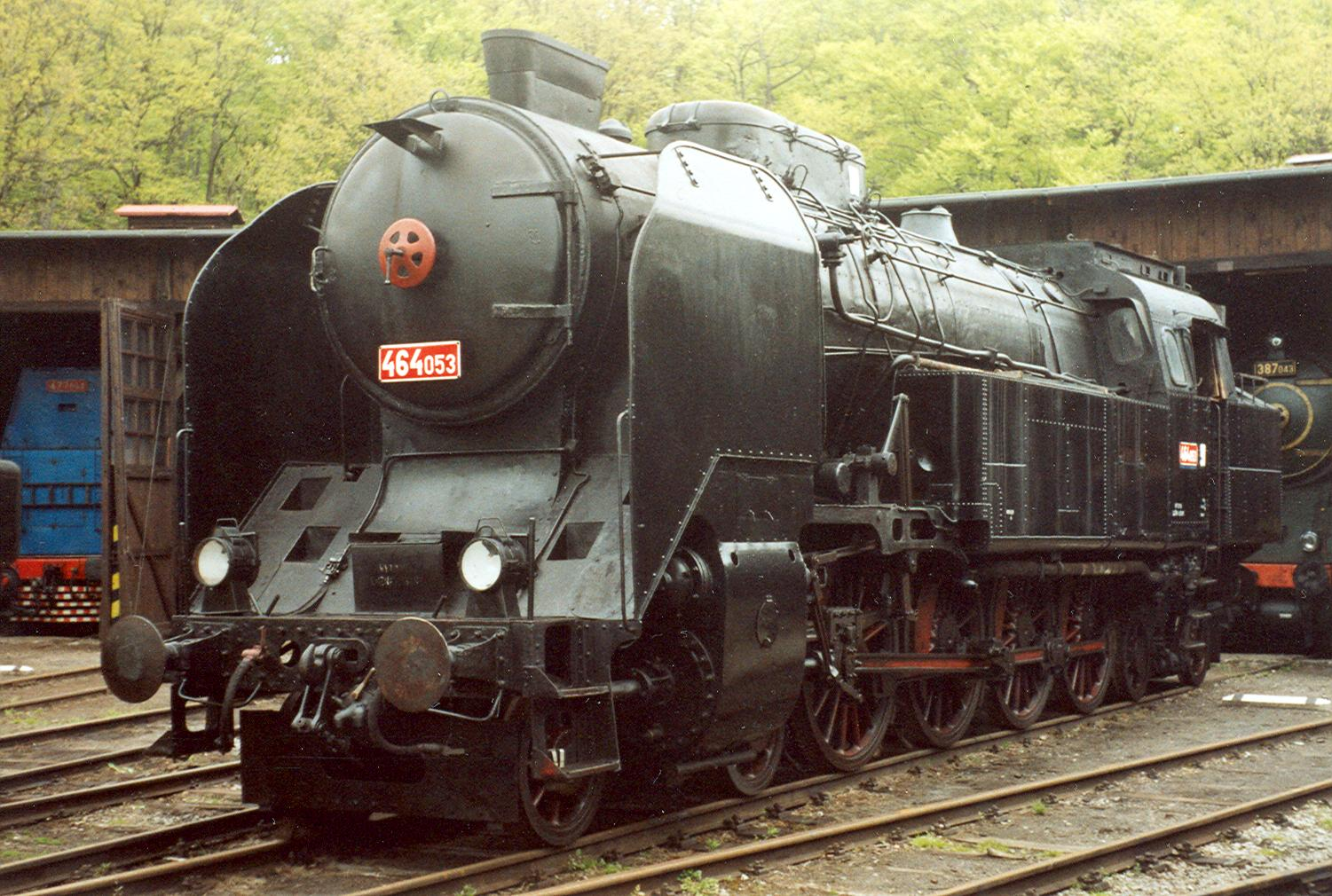
ČSD-Baureihe 464.0

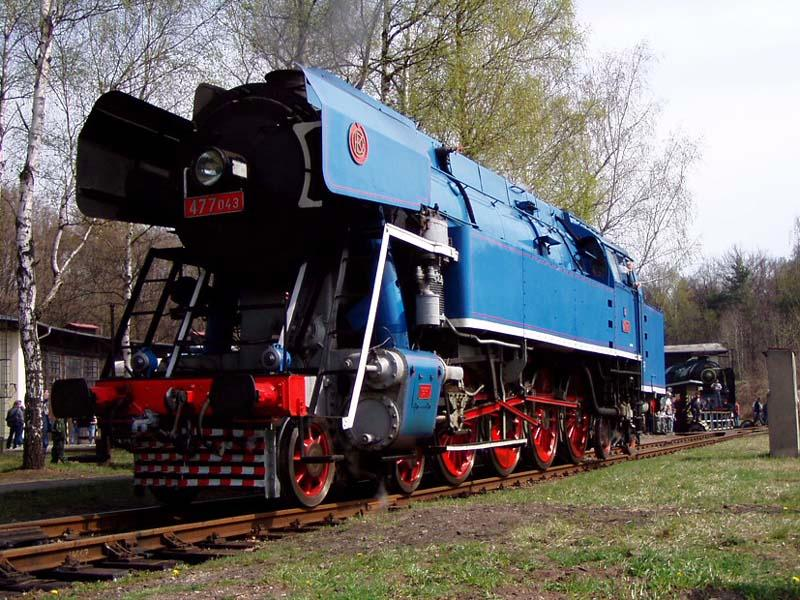
ČSD-Baureihe 477.0

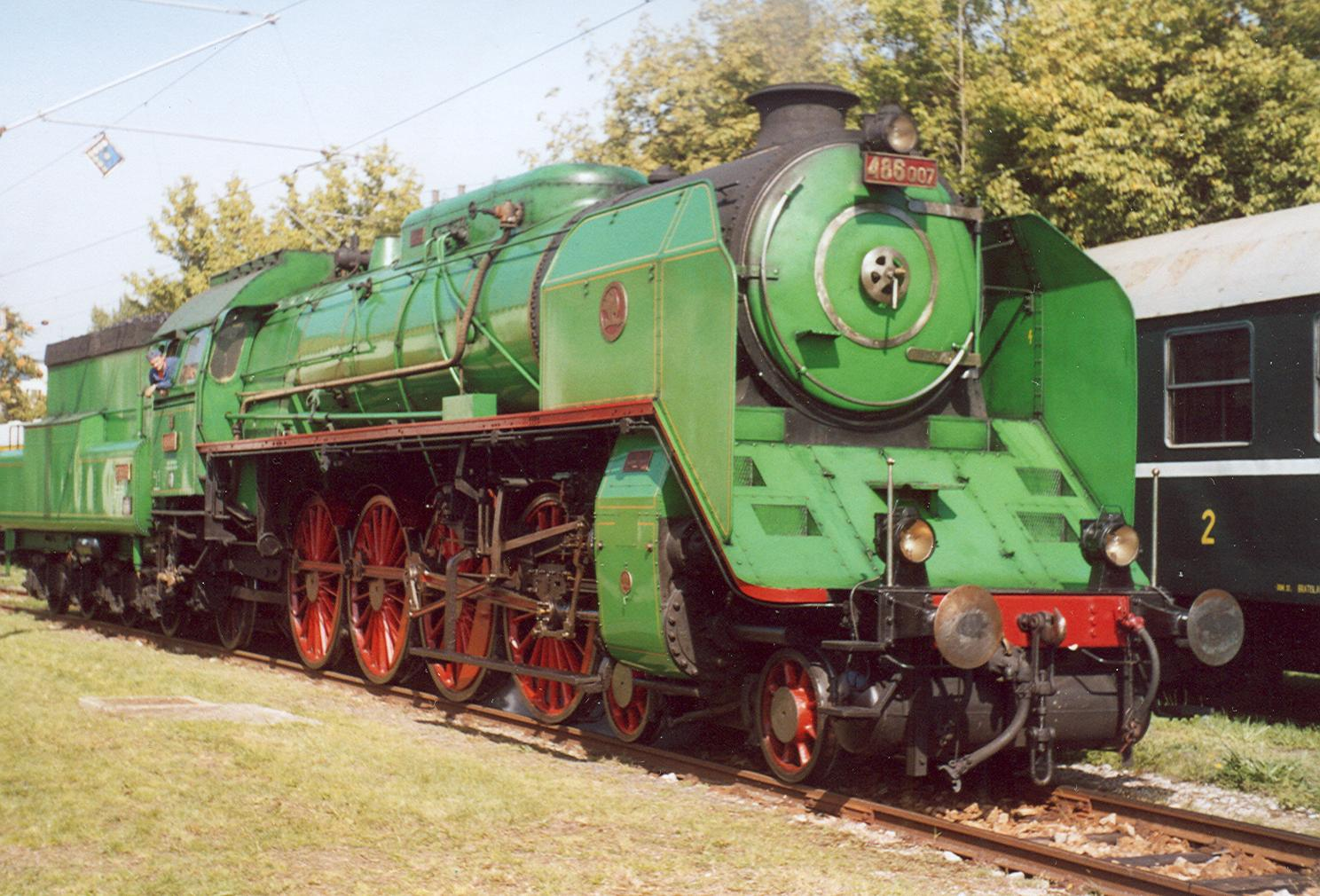
ČSD-Baureihe 486.0

- 365.5 Kohlenstaubversuch, Umbau aus 365.0
- 386.0 (Prototyp)
- 387.0 Mikado
- 399.0 ursprünglich für Litauische Staatsbahn gebaut, 1943 an BMB-ČMD
- 423.0
- 431.0 baugleich BBÖ 378; 1944 von SŽ beschafft
- 433.0
- 445.1
- 446.0
- 455.1
- 456.0
- 464.0 Ušatá
- 464.1
- 464.2 Rosnička (Laubfrosch)
- 465.0 SŽ, MAV, Madarka (Ungarin)
- 475.0
- 475.1
- 476.0
- 477.0 Papoušek (Papagei)
- 486.0 Anton
- 486.1
- 498.0 Albatros
- 498.1
- 514.0 von Ferdinands-Nordbahn für Montanbahn Mähr. Ostrau–Dombrau beschafft
- 524.13
- 525.0
- 534.0
- 534.03 Kremák (Krematorium)
- 556.0 Štokr

#### Dampftriebwagen und Gepäcklokomotiven
- M 220.0
- M 273.1 (SŽ) ähnlich ÖBB 3071

### 1945 bei den ČSD verbliebene fremde Baureihen

#### EhemaligekkStB/BBÖ-Reihen
- 354.05 ehemalige kkStB 29 und kkStB 229

#### Ehemalige DR-Baureihen

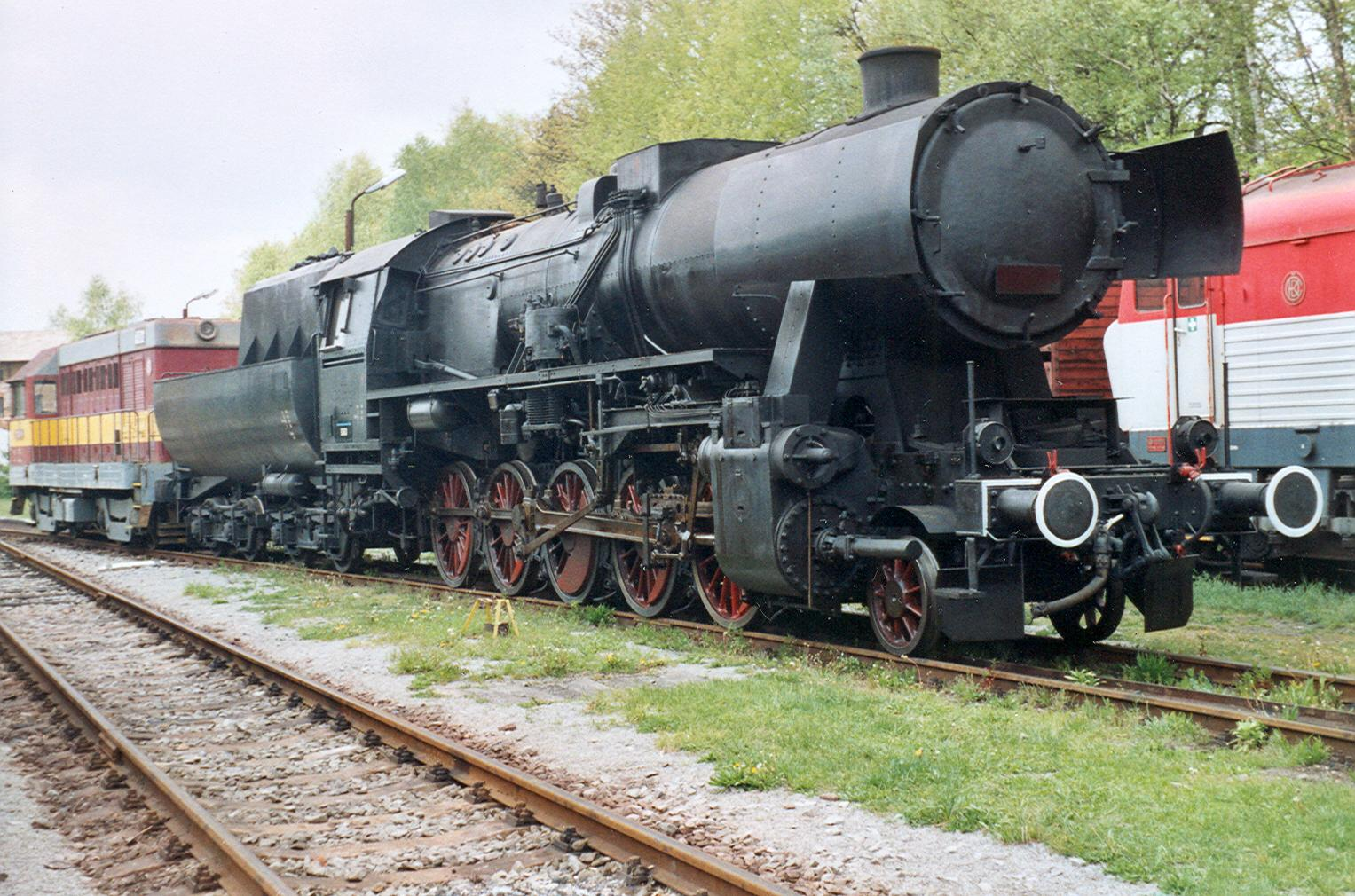
ČSD-Baureihe 555.0
vorm. Kriegslokomotive BR 52

- 311.6 ehemalige DR-Baureihe 98{\displaystyle {}^{4-5}}, ex bay. D XI
- 312.8" ehemalige DR-Baureihe 89{\displaystyle {}^{70-75}}, ex pr T 3
- 335.05 ehemalige DR-Baureihe 54{\displaystyle {}^{8-10}}, ex pr G 5.4
- 335.1 ehemalige DR-Baureihe 91{\displaystyle {}^{3-18}}, ex pr T 9.3, z. T ex PKP-Baureihe TKi 3
- 365.4 ehemalige DR-Baureihe 64, Einheitslok
- 365.5 ehemalige DR-Baureihe 38{\displaystyle {}^{2-3}}, ex sä XII {\displaystyle \textstyle {\mathfrak {H}}}2
- 377.0 ehemalige DR-Baureihe 38{\displaystyle {}^{10-40}}, ex pr P 8
- 411.2" ehemalige DR-Baureihe 98{\displaystyle {}^{8}}, ex bay GtL 4/4
- 413.0 ehemalige DR-Baureihe 55{\displaystyle {}^{0-6}}, ex pr G 7.1
- 413.3 ehemalige DR-Baureihe 55{\displaystyle {}^{7}}
- 414.0 ehemalige DR-Baureihe 55{\displaystyle {}^{58}}, ex PKP-Baureihe Tp15, ex kkStB 73
- 414.2" ehemalige DR-Baureihe 55{\displaystyle {}^{16-22}}
- 422.05 ehemalige DR-Baureihe 92{\displaystyle {}^{22}}, ex KkStB 178
- 424.05 ehemalige DR-Baureihe 55{\displaystyle {}^{7}}
- 425.0 ehemalige DR-Baureihe 55{\displaystyle {}^{25-58}}
- 427.05 ehemalige DR-Baureihe 55{\displaystyle {}^{25-56}}
- 431.0 ehemalige DR-Baureihe 93{\displaystyle {}^{13-14}}, ex BBÖ 378
- 437.05 ehemalige DR-Baureihe 56{\displaystyle {}^{20-29}} ex Preußische G 8.2
- 437.15 ehemalige DR-Baureihe 56{\displaystyle {}^{39-40}} ex PKP-Baureihe Tr21
- 437.25 ehemalige DR-Baureihe 56{\displaystyle {}^{37-38}} ex PKP-Baureihe Tr20
- 446.05 ehemalige DR-Baureihe 93{\displaystyle {}^{0-4}}
- 447.05 ehemalige DR-Baureihe 93{\displaystyle {}^{5-12}}
- 455.2 ehemalige DR-Baureihe 86, Einheitslok
- 488.05 ehemalige DR-Baureihe 19{\displaystyle {}^{1}}, ex PKP-Baureihe Pt 31
- 516.05 ehemalige DR-Baureihe 94{\displaystyle {}^{20-21}}, ex sä XI {\displaystyle \textstyle {\mathfrak {H}}}T
- 523.15 ehemalige DR-Baureihe 94{\displaystyle {}^{1}}
- 524.05 ehemalige DR-Baureihe 57{\displaystyle {}^{3,4}}, ex kkStB 80
- 524.07 ehemalige DR-Baureihe 57{\displaystyle {}^{1}}, ex kkStB 80, Panzerzuglok
- 524.15 ehemalige DR-Baureihe 95{\displaystyle {}^{1}}, ex BBÖ 82
- 524.35 ehemalige DR-Baureihe 58{\displaystyle {}^{7}}, ex BBÖ 81
- 535.05 ehemalige DR-Baureihe 94{\displaystyle {}^{2-4}}
- 535.15 ehemalige DR-Baureihe 57{\displaystyle {}^{10-35}}
- 536.05 ehemalige DR-Baureihe 58{\displaystyle {}^{10-21}}
- 537.05 ehemalige DR-Baureihe 94{\displaystyle {}^{5-18}}
- 537.15 ehemalige DR-Baureihe 58{\displaystyle {}^{23-27}}, ex PKP-Baureihe Ty 23
- 555.0 ehemalige Kriegslokomotive DR-Baureihe 52
- 555.02 ehemalige Kriegslokomotive DR-Baureihe 52 1962/63 von den Sowjetischen Eisenbahnen SŽD übernommen
- 555.05 ehemalige Kriegslokomotive DR-Baureihe 52
- 555.3 ehemalige Kriegslokomotive DR-Baureihe 52 mit Ölfeuerung
- 555.1 ehemalige DR-Baureihe 50
- 555.15 ehemalige DR-Baureihe 50

#### EhemaligeMÁV-Baureihen
- 320.2 ehemalige MÁV-Baureihe 376
- 331.0 ehemalige MÁV-Baureihe 375
- 335.2 ehemalige PKP-Baureihe Ol-103 ex MÁV-Baureihe 324
- 344.4 ehemalige MÁV-Baureihe 324, CFR-Baureihe 324
- 364.1 ehemalige MÁV-Baureihe 342
- 636.05 ehemalige MÁV-Baureihe 601

#### Sonstige
- 214.0 ehemalige AG NS 8.100

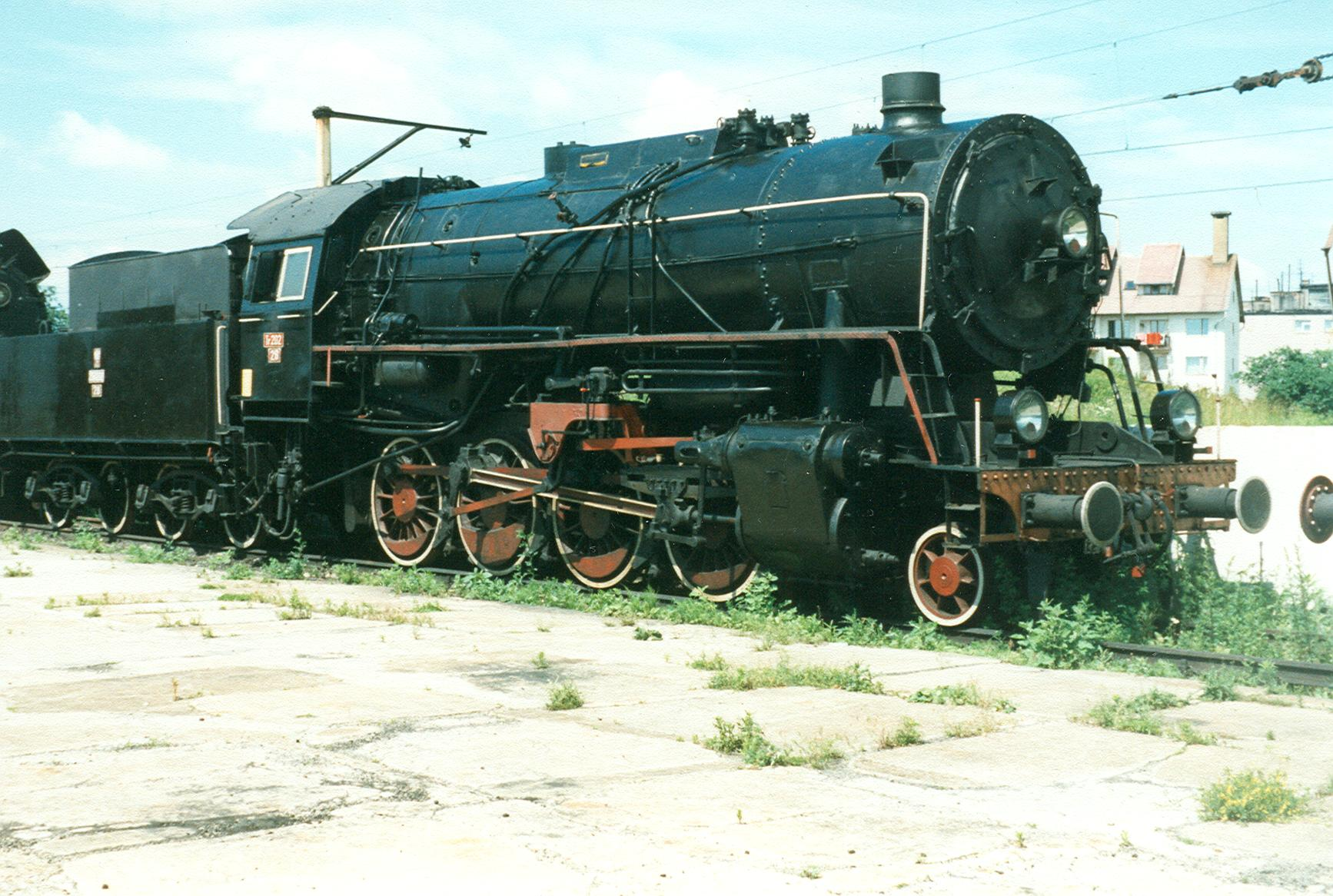
ČSD-Baureihe 459.0
ehem. UNRRA 1’D Liberation

- 358.0 ehemalige PKP-Baureihe OKl27
- 399.0 ehemalige Litauen Gp
- 414.9 ehemalige Sudetendeutsche Braunkohlen AG
- 456.1 ehemalige US-amerikanische Kriegslokomotive USATC-Klasse S 160
- 459.0 ex 1’D Liberation von UNRRA

#### Schmalspurlokomotiven
- U 37.1; 760 mm; ehemalige NÖLB Uv
- U 38.0; 760 mm; ehemalige kkStB U
- U 58.0; 750/760 mm ehemalige Sächsische VI K (Nachbauserie, DR-Baureihe 99{\displaystyle {}^{67}})
- U 99.554; 750/760 mm; ehemalige Sächsische IV K

## Elektrolokomotiven

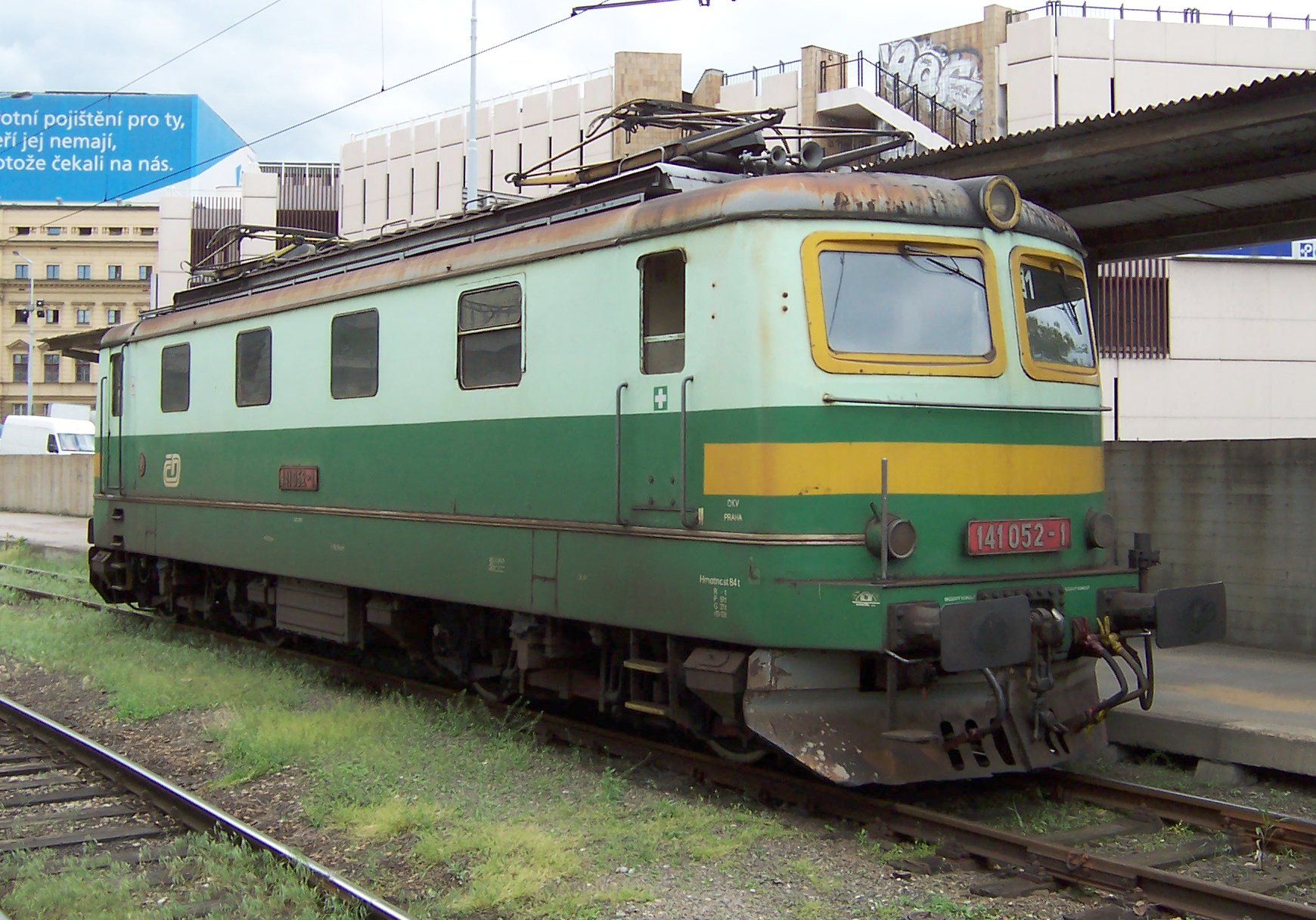
ČSD-Baureihe E 499.1

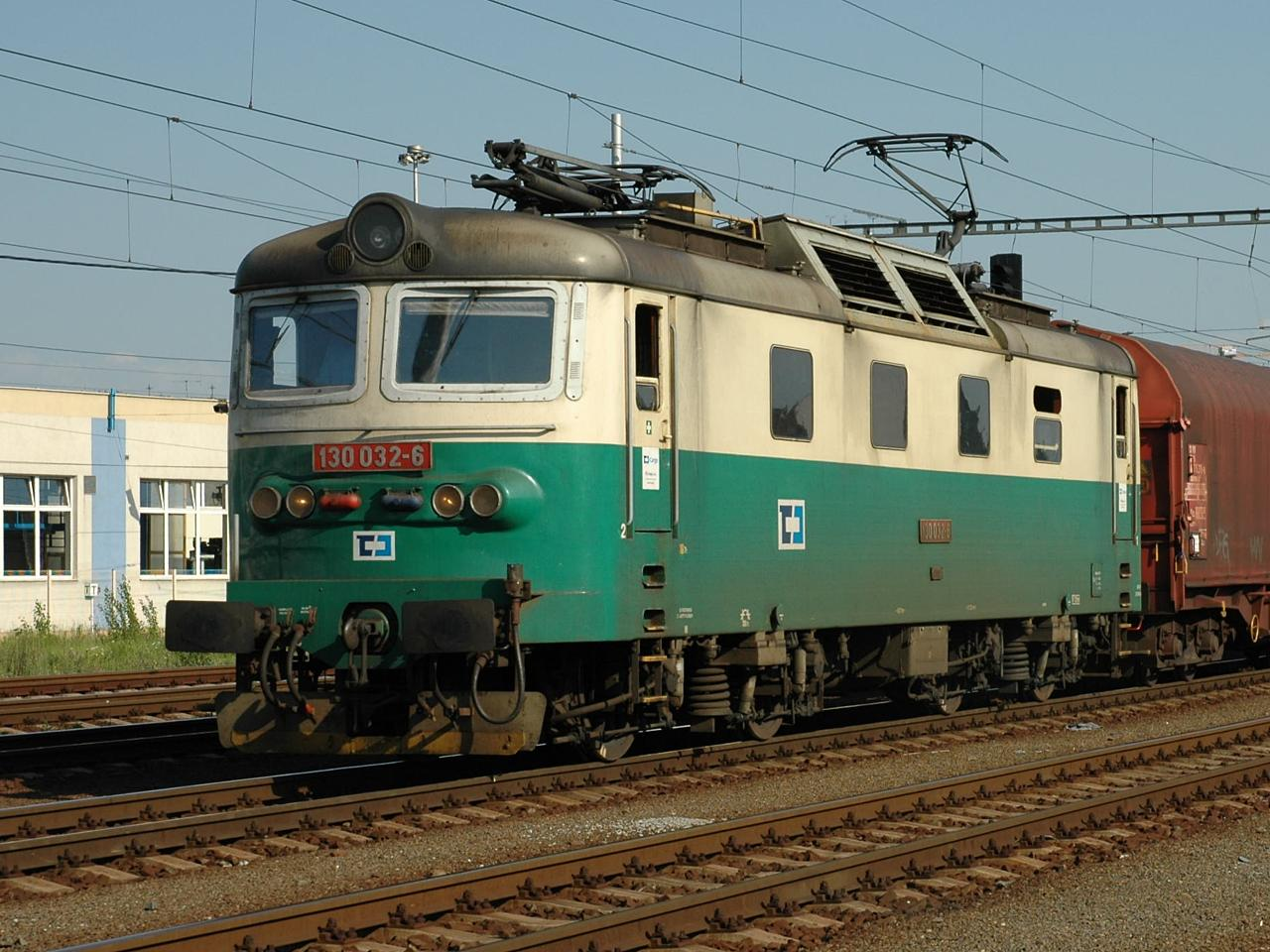
ČSD-Baureihe E 479.0

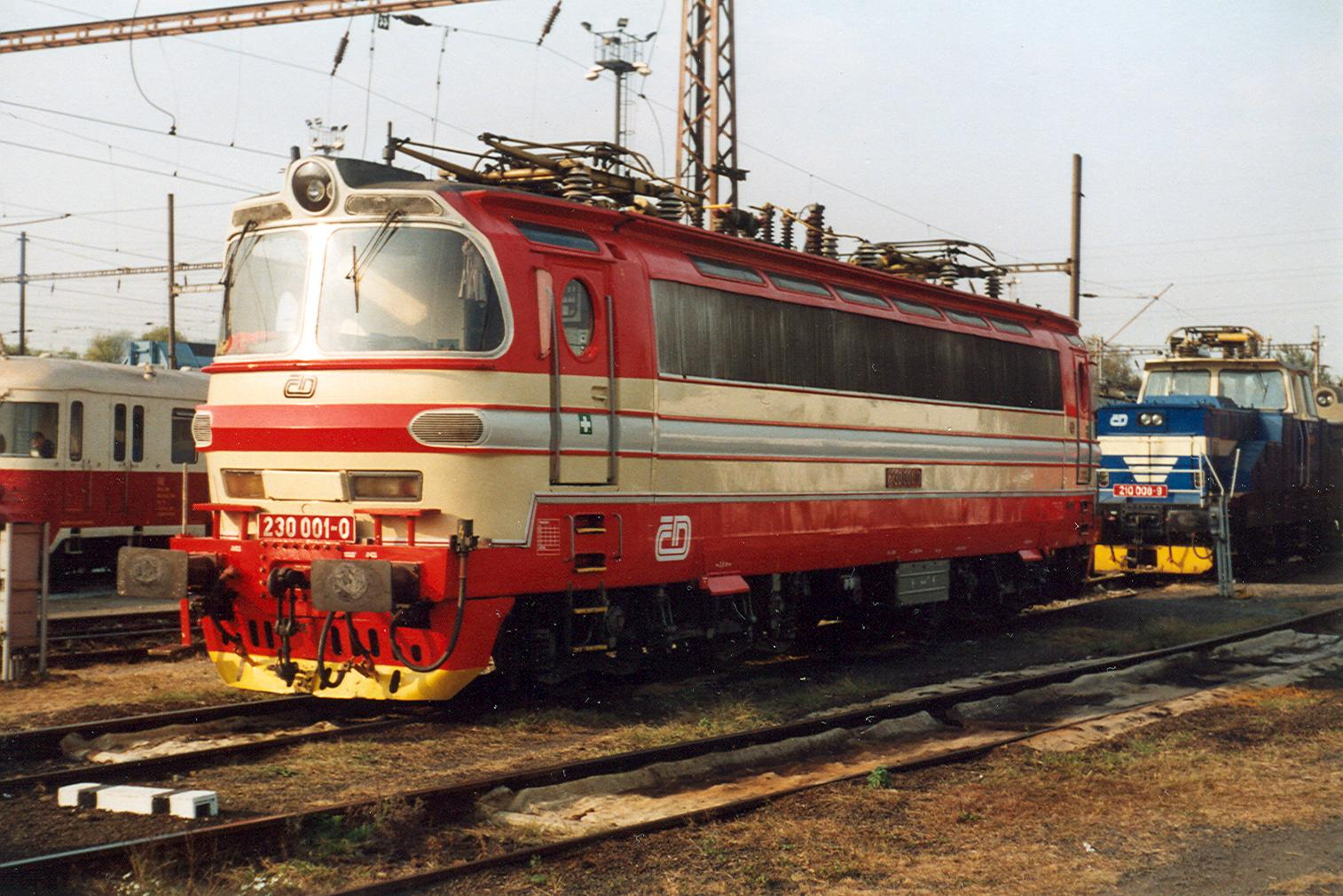
ČSD-Baureihe S 489.0 laminátka

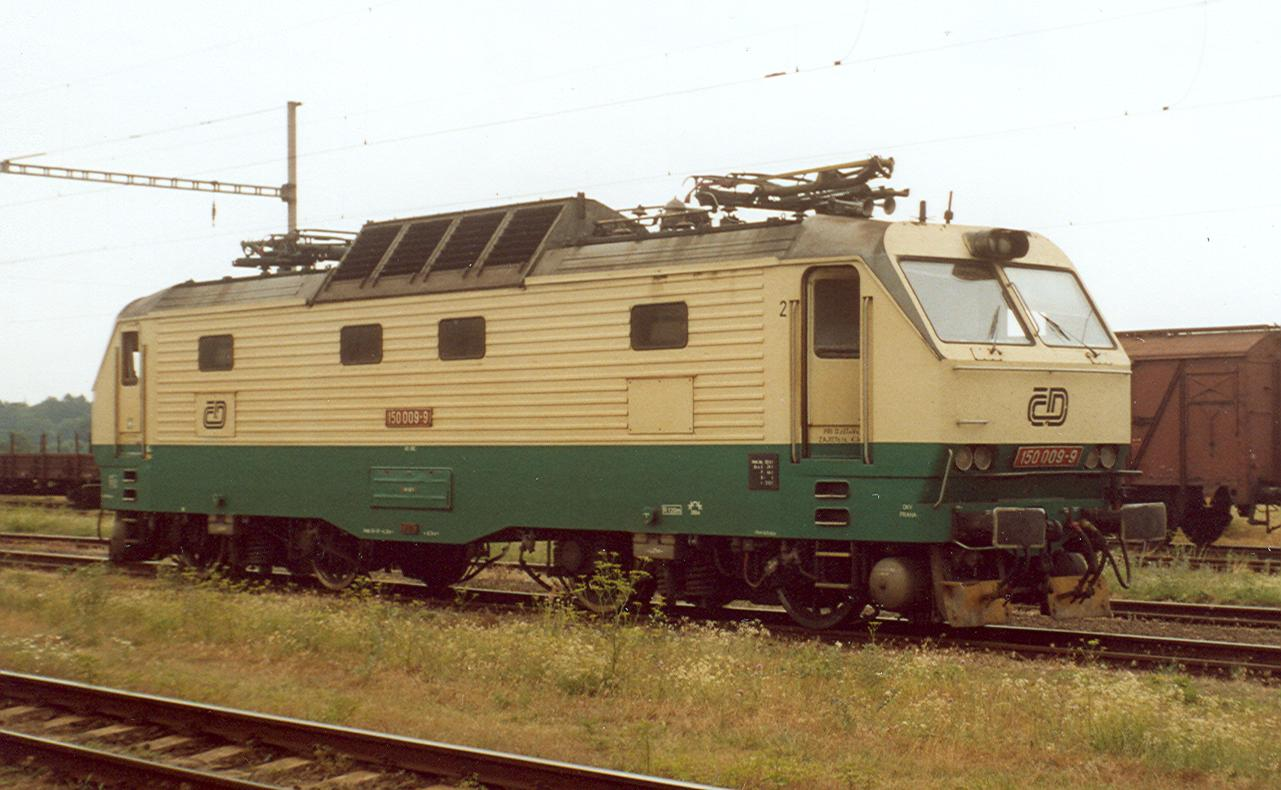
ČSD-Baureihe E 499.2

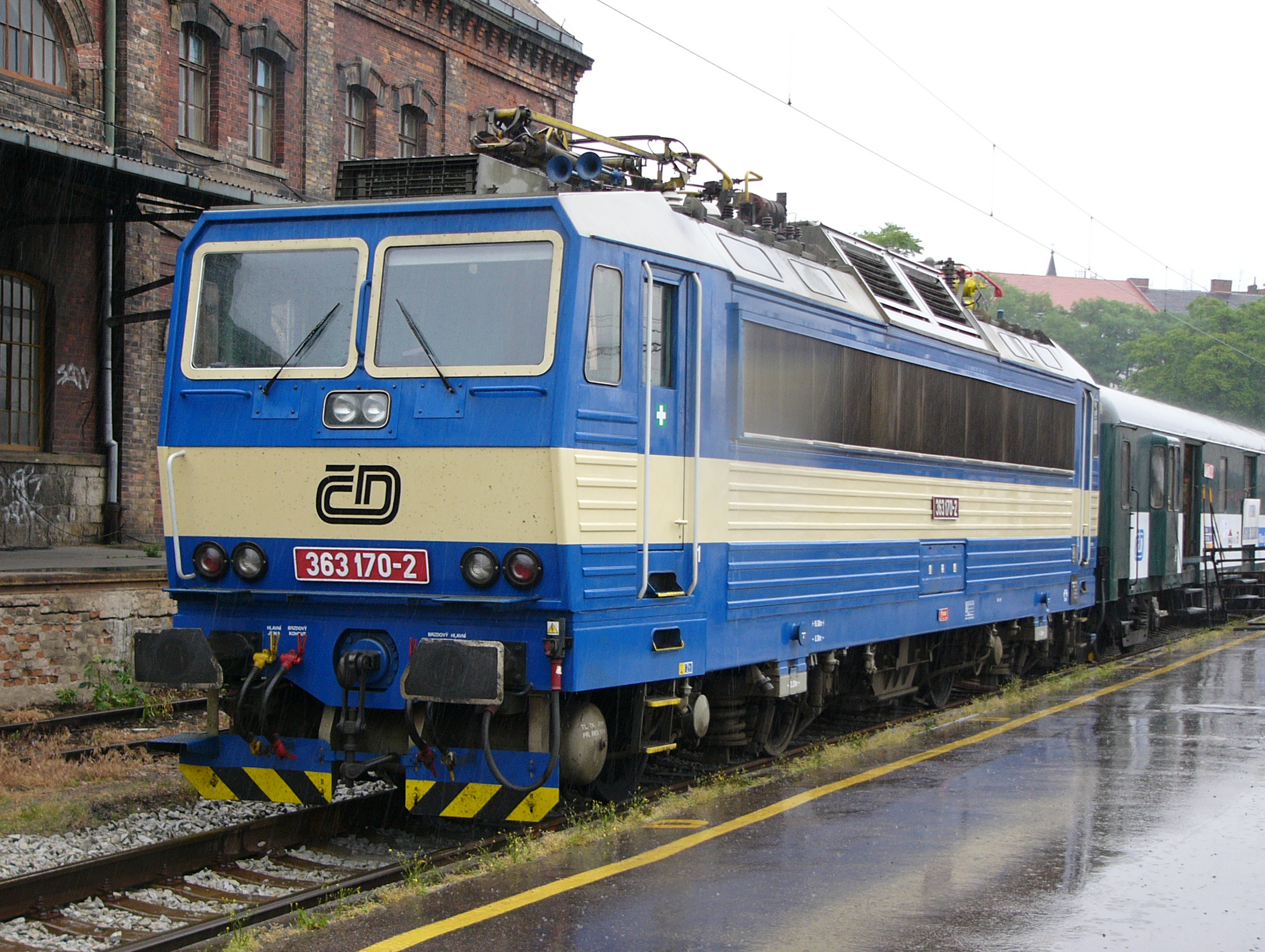
Zweisystemlokomotive
ČSD-Baureihe ES 499.1

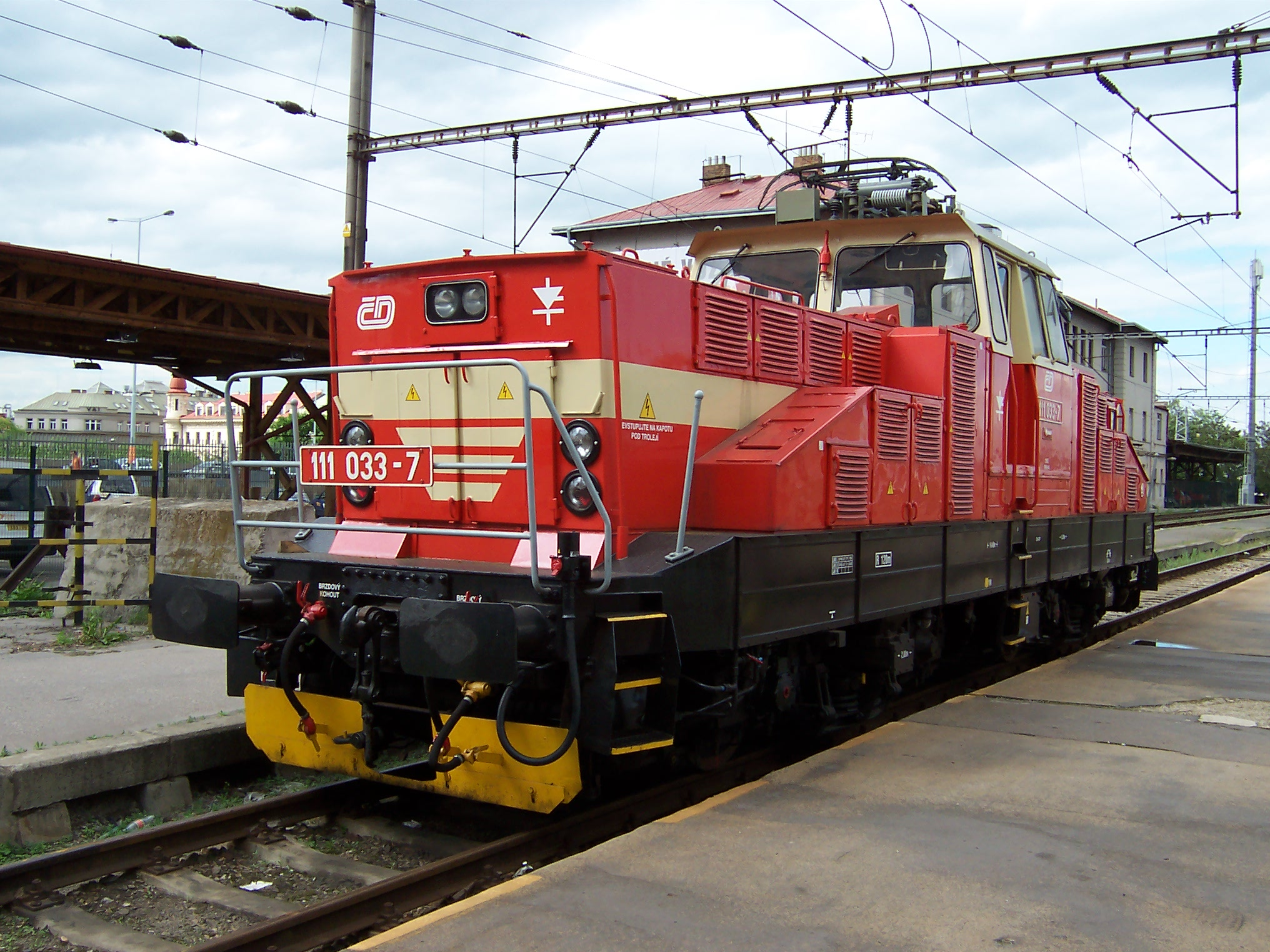
ČSD-Baureihe E 458.1

### Akkumulatorlokomotiven
- E 203.0
- E 407.0
- E 416.0
- E 417.0

### Gleichstromlokomotiven 1,5 kV
- E 200.0 ehemalige kkStB 1083; Hohenfurther Elektrische Lokalbahn; 1,2 kV
- E 222.0 Versuchslok
- E 225.0 Umbau aus E 222.0
- E 422.0 Gepäcklokomotive; ab 1988: Baureihe 100
- E 423.0
- E 424.0
- E 424.1
- E 426.0 ab 1988: Baureihe 113 Rakušanka (Österreicherin)
- E 436.0
- E 465.0
- E 466.0
- E 466.1
- E 467.0
- E 666.0; ehemalige E.626 der Italienischen Staatsbahn (FS)

### Gleichstromlokomotiven 3 kV
- E 457.0 ab 1988: Baureihe 112; Rangierlokomotive; Prototyp
- E 458.0 ab 1988: Baureihe 110; Rangierlokomotive
- E 458.1 ab 1988: Baureihe 111; Rangierlokomotive; Serienlokomotive der Baureihe E 457.0
- E 469.0; Prototyp, Umbau aus E 499.1
- E 469.1 ab 1988: Baureihe 121
- E 469.2 ab 1988: Baureihe 122
- E 469.3 ab 1988: Baureihe 123
- E 469.3030 ab 1988: Baureihe 124.6; Prototyp
- E 469.5 ab 1988: Baureihe 125.8; Doppellokomotive, Spurweite 1520 mm
- E 479.0 ab 1988: Baureihe 130 velbloud, hrbatá (Kamel, Buckelige)
- E 479.1 ab 1988: Baureihe 131; Doppellokomotive
- E 499.0 ab 1988: Baureihe 140
- E 499.1 ab 1988: Baureihe 141
- E 499.2 ab 1988: Baureihe 150 bzw. 151
- E 499.3 ab 1988: Baureihe 162 bzw. 163
- E 499.5 ab 1988: Baureihe 169; Prototyp im Eigentum des Herstellers Škoda
- E 669.0 ab 1988: Baureihe 180
- E 669.1 ab 1988: Baureihe 181
- E 669.2 ab 1988: Baureihe 182
- E 669.3 ab 1988: Baureihe 183
- E 698.0

### Wechselstromlokomotiven 25 kV/50 Hz
- S 458.0 Rangierlokomotive; ab 1988 Baureihe 210 bzw.209 žehlička (Bügeleisen)
- S 479.0 2 Versuchslokomotiven
- S 479.1 2 Versuchslokomotiven
- S 489.0 ab 1988: Baureihe 230 laminátka (Laminatlok)
- S 499.0 ab 1988: Baureihe 240 laminátka (Laminatlok)
- S 499.02 ab 1988: Baureihe 242 plechovka (Blechdose)
- S 499.1 laminátka (Laminatlok)
- S 499.2 ab 1988: Baureihe 263, bei ČD heute zwei erste Prototypen Dáša, Máša (Dascha, Mascha)
- S 699.0 ab 1988: Baureihe 280 (Prototyp) šestikolová laminátka (sechsachsige Laminatlok)
- S 699.1 ab 1988: Baureihe 281 (Prototyp)

### Mehrsystemlokomotiven
- ES 499.0 ab 1988: Baureihe 350 (25 kV, 50 Hz ~ und 3 kV =)
- ES 499.1 ab 1988: Baureihe 363 (25 kV, 50 Hz ~ und 3 kV =)
- Reihe 372, baugleich mit DR-Baureihe 230 (15 kV, 16,7 Hz ~ und 3 kV =)

## Verbrennungsmotorlokomotiven

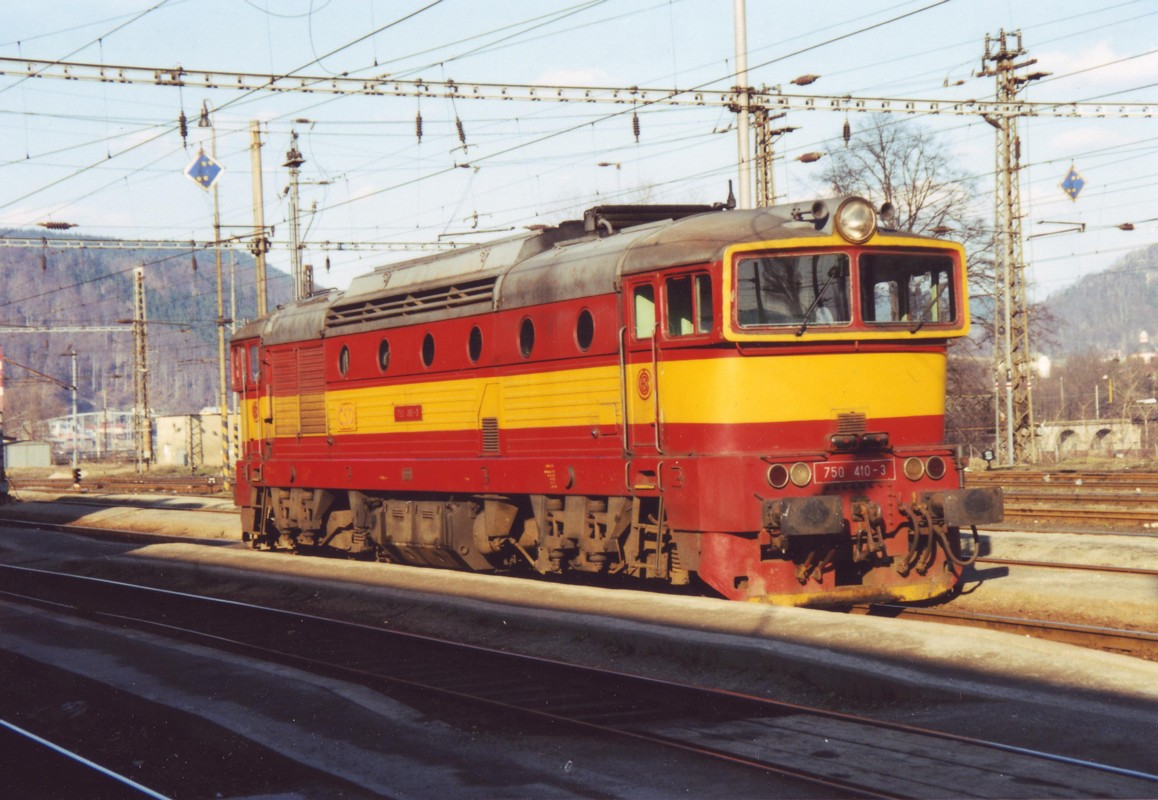
T 478.3 Taucherbrille im Bahnhof Děčín hl.n.

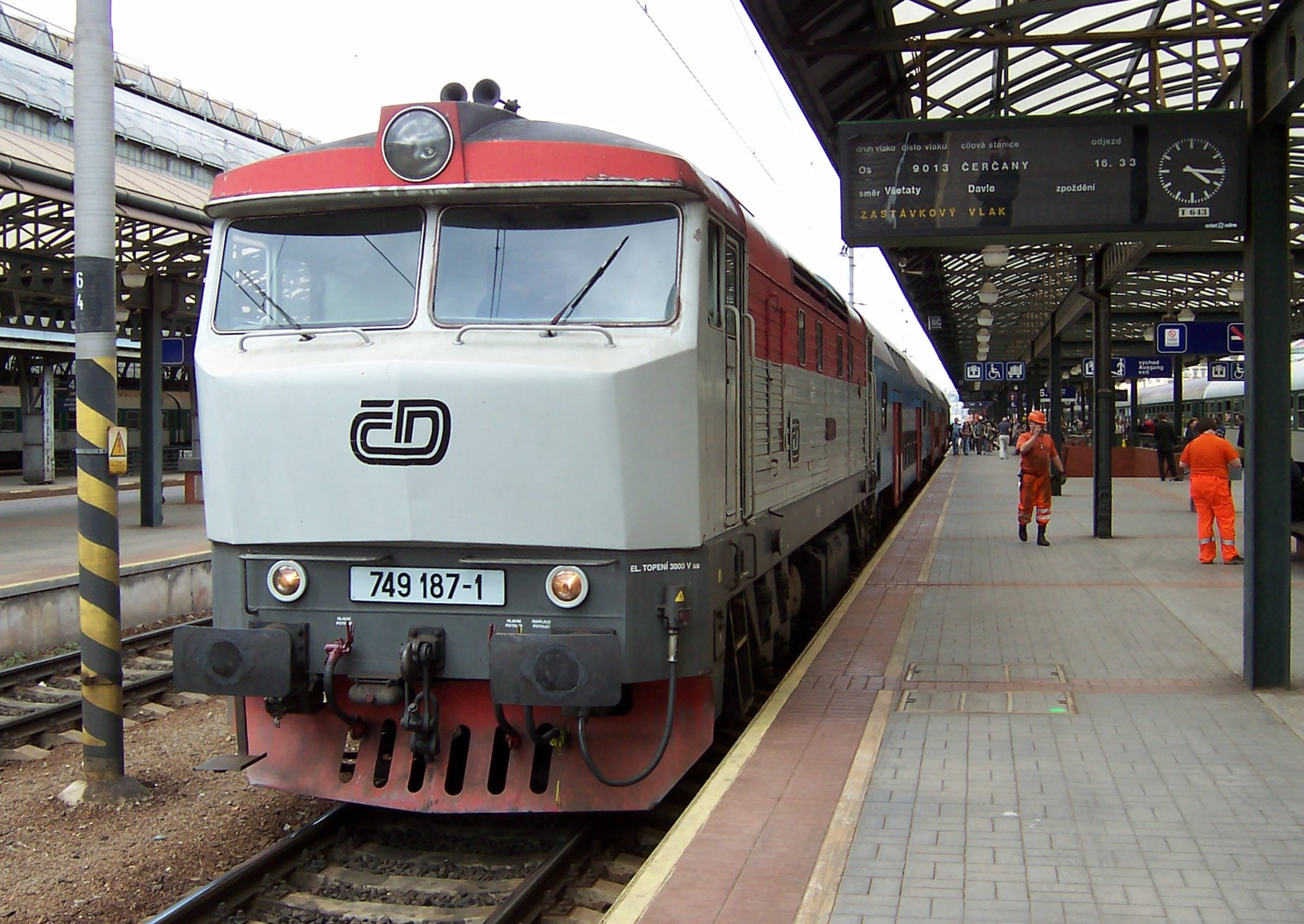
T 478.1 Bardotka

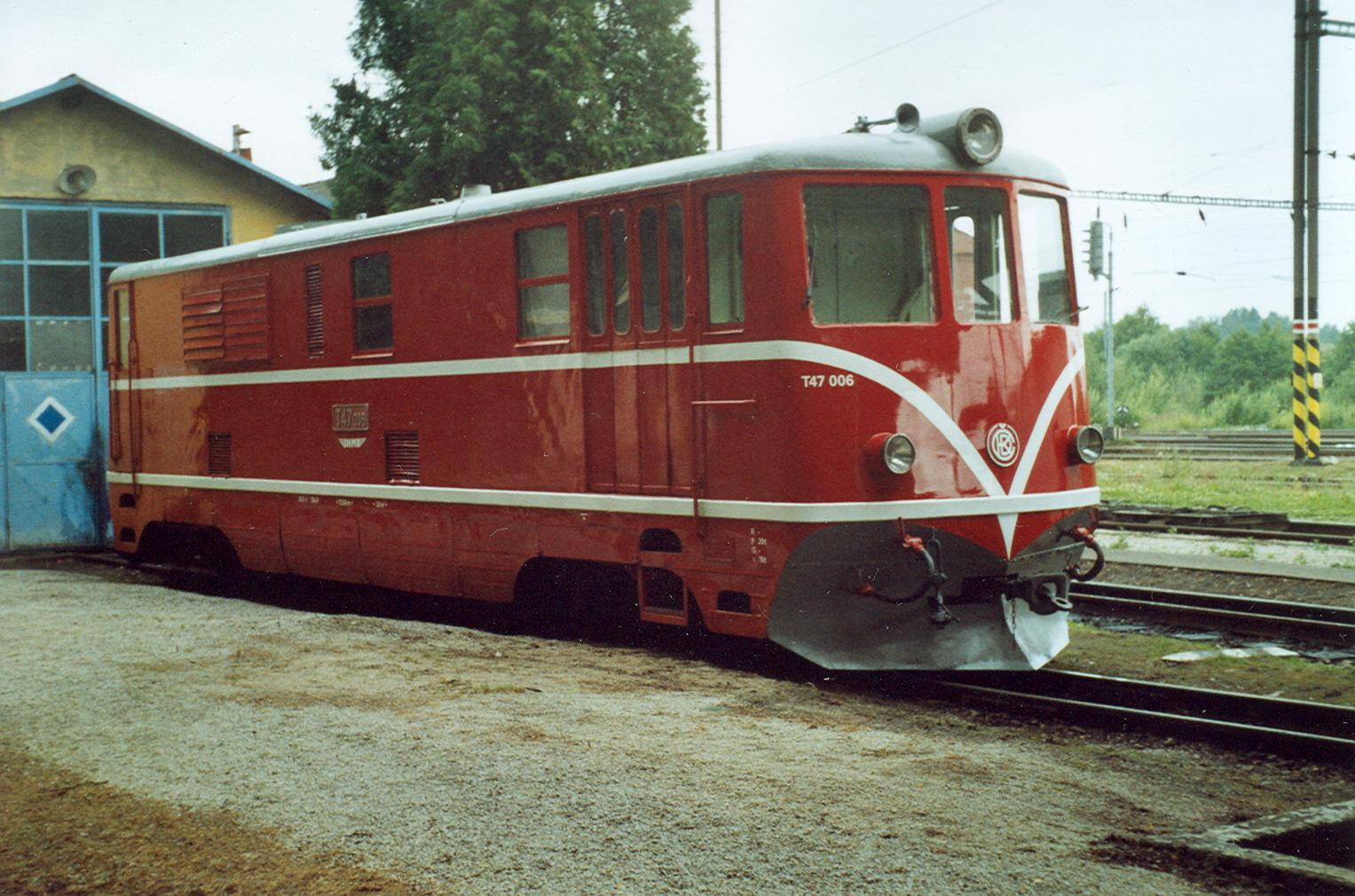
Schmalspurlokomotive
T 47.0

### Lokomotiven mit mechanischer Kraftübertragung
- T 200.0 Breuer-Traktor TZp IV
- T 200.2 Kleinlokomotive Kö
- T 200.3 Kleinlokomotive Kö
- T 220.0 Kleinlokomotive Kö
- T 211.0 ab 1988: Baureihe 700 Prasátko (Schwein)
- T 211.1 ab 1988: Baureihe 701 Prasátko (Schwein)
- T 212.0 ab 1988: Baureihe 702 Prasátko (Schwein)
- T 212.1 ab 1988: Baureihe 703 Prasátko (Schwein)
- T 333.0
- TL 659.0 Gasturbinenlokomotive, Prototyp im Eigentum des Herstellers Škoda

### Lokomotiven mit elektrischer Kraftübertragung
- T 234.0 ab 1988: Baureihe 704 (Prototyp) Malé lego (Kleiner Lego)
- T 434.0 (um 1960 umgezeichnet in T 436.0)
- T 435.0 ab 1988: Baureihe 720 Malý Hektor (Kleiner Hektor)
- T 436.0
- T 455.0
- T 457.0 ab 1988: Baureihe 730 Ponorka (U-Boot)
- T 457.1 ab 1988: Baureihe 731 Špageta (Spaghetti)
- T 458.1 ab 1988: Baureihe 721 Velký Hektor (Großer Hektor)
- T 466.0 ab 1988: Baureihe 735 Pielstick
- T 466.2 ab 1988: Baureihe 742 Kocour, Tranzistor (Kater,Transistor)
- T 466.3 ab 1988: Baureihe 743; Weiterentwicklung der Baureihe T 466.2 für Steilstreckenbetrieb
- T 469.0 (Spurweite 1520 mm)
- T 478.1 ab 1988: Baureihe 751 Bardotka (Bardott)
- T 478.2 ab 1988: Baureihe 752 Bardotka, Version der T 478.1 ohne Zugheizanlage
- T 478.3 ab 1988: Baureihe 750, 753 Brejlovec (Taucherbrille bzw. Brillenschlange)
- T 478.4 ab 1988: Baureihe 754 Brejlovec (Taucherbrille bzw. Brillenschlange), el. Zugheizung
- T 499.0 ab 1988: Baureihe 759 Kyklop, Prototyp
- T 669.0 ab 1988: Baureihe 770 Čmelák (Hummel)
- T 669.1 ab 1988: Baureihe 771 Čmelák (Hummel)
- T 678.0 ab 1988: Baureihe 775 Pomeranč (Orange)
- T 679.0 ab 1988: Baureihe 776 Pomeranč (Orange)
- T 679.1 ab 1988: Baureihe 781 Sergej, baugleich mit DR-Baureihe 120
- T 679.2 baugleich mit DR-Baureihe 131 (1976 an die Bulgarische Staatsbahn BDŽ verkauft)
- T 679.5 ab 1988: Baureihe 781.8 (Spurweite 1520 mm)

### Lokomotiven mit hydraulischer Kraftübertragung
- T 304.001 Versuchslokomotive hydraulische Kraftübertragung
- T 306.0501 Versuchslokomotive hydraulische Kraftübertragung
- T 334.0 ab 1988: Baureihe 710 Rosnička (Laubfrosch)
- T 444.0 ab 1988: Baureihe 725 Karkulka (Rotkäppchen)
- T 444.1 ab 1988: Baureihe 726 Karkulka (Rotkäppchen)
- T 426.0 ab 1988: Baureihe 715; Zahnradlokomotive

### Schmalspurlokomotiven
- T 29.0 ab 1988: Baureihe 701.9; Spurweite 1000/760 mm
- T 29.1 ab 1988: Baureihe 702.9; Spurweite 1000/760 mm
- T 36.0 ehemalige Heeresfeldbahnlokomotive HF 130 C; Spurweite 750/760 mm
- T 47.0 ab 1988: Baureihe 705.9; Spurweite 750/760 mm
- TU 46.0 ab 1988: Baureihe 706.9; Spurweite 1000 mm

## Elektrotriebwagen

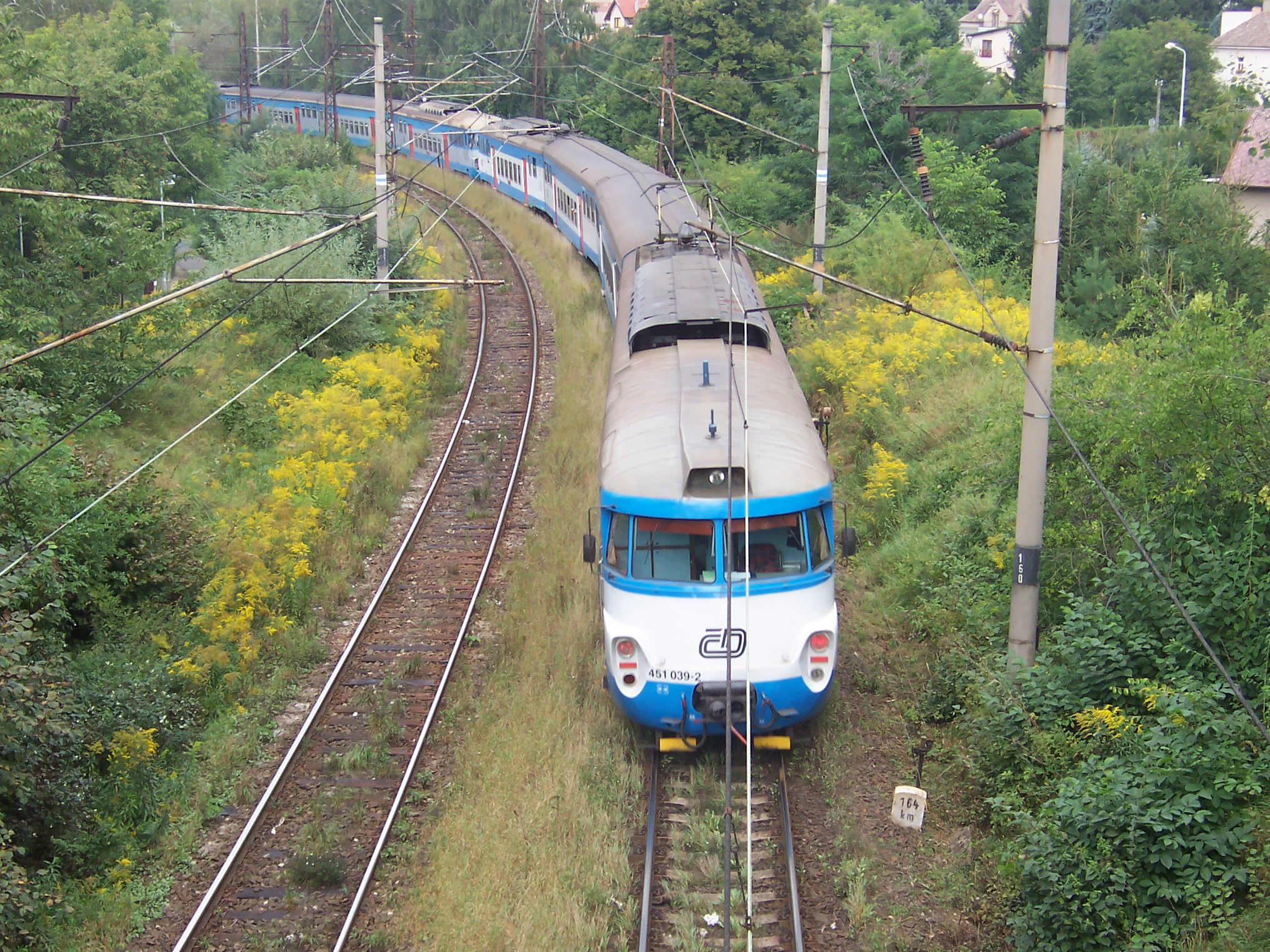
Elektrischer Triebzug der Baureihe EM 475.1 bei Říčany

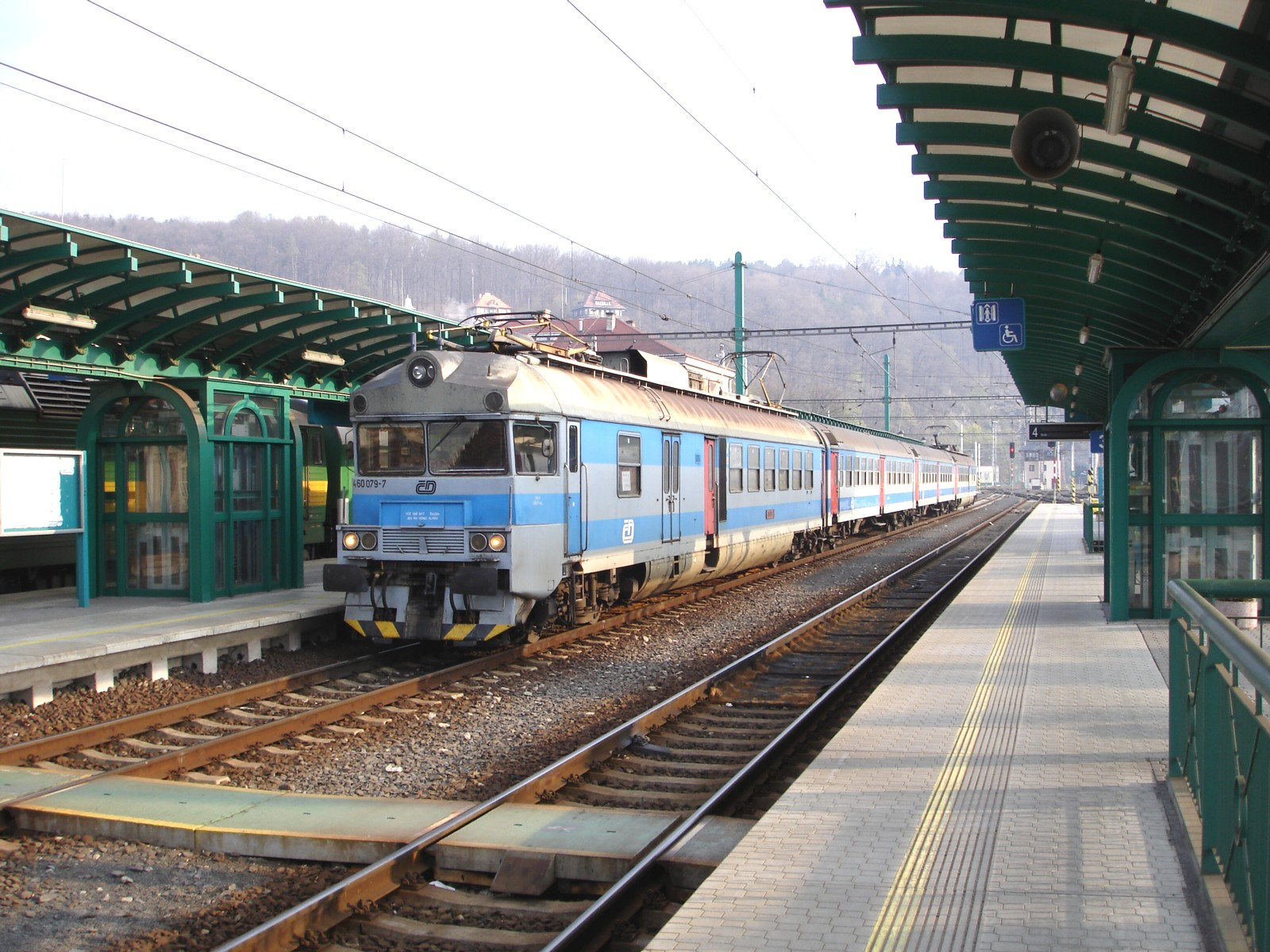
Baureihe EM 488.0

### Triebwagen 1,5kV Gleichspannung
- M 200.0 Hohenfurther Elektrische Lokalbahn; 1,2 kV; ehemals Königsseebahn
- M 200.1 Hohenfurther Elektrische Lokalbahn; 1,2 kV; ehemals Königsseebahn
- M 201.0 ehemals kkStB 22.0, Hohenfurther Elektrische Lokalbahn; 1,2 kV
- M 400.0 ehemals kkStB 40.0, Lokalbahn Tábor-Bechyně
- EM 410.0, Lokalbahn Tábor-Bechyně
- EM 411.0 ehemals M 150.0, Hohenfurther Elektrische Lokalbahn

### Triebwagen 3kV Gleichspannung
- EM 475.1 ab 1988: Baureihe 451
- EM 475.2 ab 1988: Baureihe 452
- EM 488.0 ab 1988: Baureihe 460
- Baureihe 470 (zwei Prototypen)

### Triebwagen 1,5kV und 3kV Gleichstrom
- EM 475.0

### Triebwagen 25kV/50Hz Wechselstrom
- SM 488.0 ab 1988: Baureihe 560

### Schmalspurtriebwagen
- M 24.0 Schmalspurbahn Trenčianska Tepla-Trenčianske Teplice; Spurweite 760 mm
- EMU 25.0 Elektrische Tatrabahn; Spurweite 1000 mm
- EMU 26.0 Elektrische Tatrabahn; Spurweite 1000 mm
- EMU 28.0 Elektrische Tatrabahn; Spurweite 1000 mm
- EMU 29.0 Zahnradbahn Štrba–Štrbské Pleso
- EMU 46.0 Schmalspurbahn Trenčianska Tepla-Trenčianske Teplice; Spurweite 760 mm
- EMU 46.1 modernisierter EM 46.0; 600 V Gleichspannung
- EMU 48.0 Elektrische Tatrabahn; Spurweite 1000 mm
- EMU 49.0 Elektrische Tatrabahn; Spurweite 1000 mm
- EMU 89.0 Elektrische Tatrabahn; Spurweite 1000 mm; 1,5 kV Wechselspannung

## Verbrennungstriebwagen

### Verbrennungstriebwagen, geliefert vor 1945

#### Verbrennungstriebwagen mit mechanischer Kraftübertragung eigener Produktion
- M 120.0 Autobus (Prototyp) ČKD
- M 120.1 Autobus Škoda
- M 120.2 Schienenbus Tatra
- M 120.3 Malý věžák (Kleiner Turmtriebwagen)
- M 120.4 Věžák (Turmtriebwagen)
- M 130.0 Prototyp für Schienenbus Tatra
- M 130.1 Škodovka
- M 130.2 Věžák (Turmtriebwagen)
- M 130.3 Věžák (Turmtriebwagen)
- M 130.4 Schienenbus Tatra
- M 133.0 Schienenbus Škoda
- M 140.0 Gütertriebwagen Tatra
- M 140.1 Gütertriebwagen Tatra
- M 140.2 Gütertriebwagen Kralovopolska
- M 210.0 Versuchstriebwagen Motor DWK
- M 220.1 Triebwagen erste Generation Bauart Severočeská Vagónka
- M 220.2 Versuchstriebwagen mit zweimotorigem Antrieb, Bauart Tatra
- M 220.3 Versuchstriebwagen mit zweimotorigem Antrieb Antrieb, Bauart Tatra
- M 221.0 Versuchstriebwagen mit zweimotorigem Antrieb Antrieb, Bauart Adamov
- M 221.2 Versuchstriebwagen mit zweimotorigem Antrieb Antrieb, Bauart Tatra
- M 230.0 Versuchstriebwagen mit zweimotorigem Antrieb Antrieb, Bauart Tatra
- M 231.1 Versuchstriebwagen mit zweimotorigem Antrieb Antrieb, Rekonstruktion aus M 251.1
- M 251.0 Versuchstriebwagen mit zweimotorigem Antrieb Antrieb, Bauart Tatra
- M 251.1 Versuchstriebwagen mit zweimotorigem Antrieb Antrieb, Bauart Tatra
- M 260.0 Stříbrný šíp (Silberner Pfeil)

#### Verbrennungstriebwagen mit elektrischer Kraftübertragung eigener Produktion

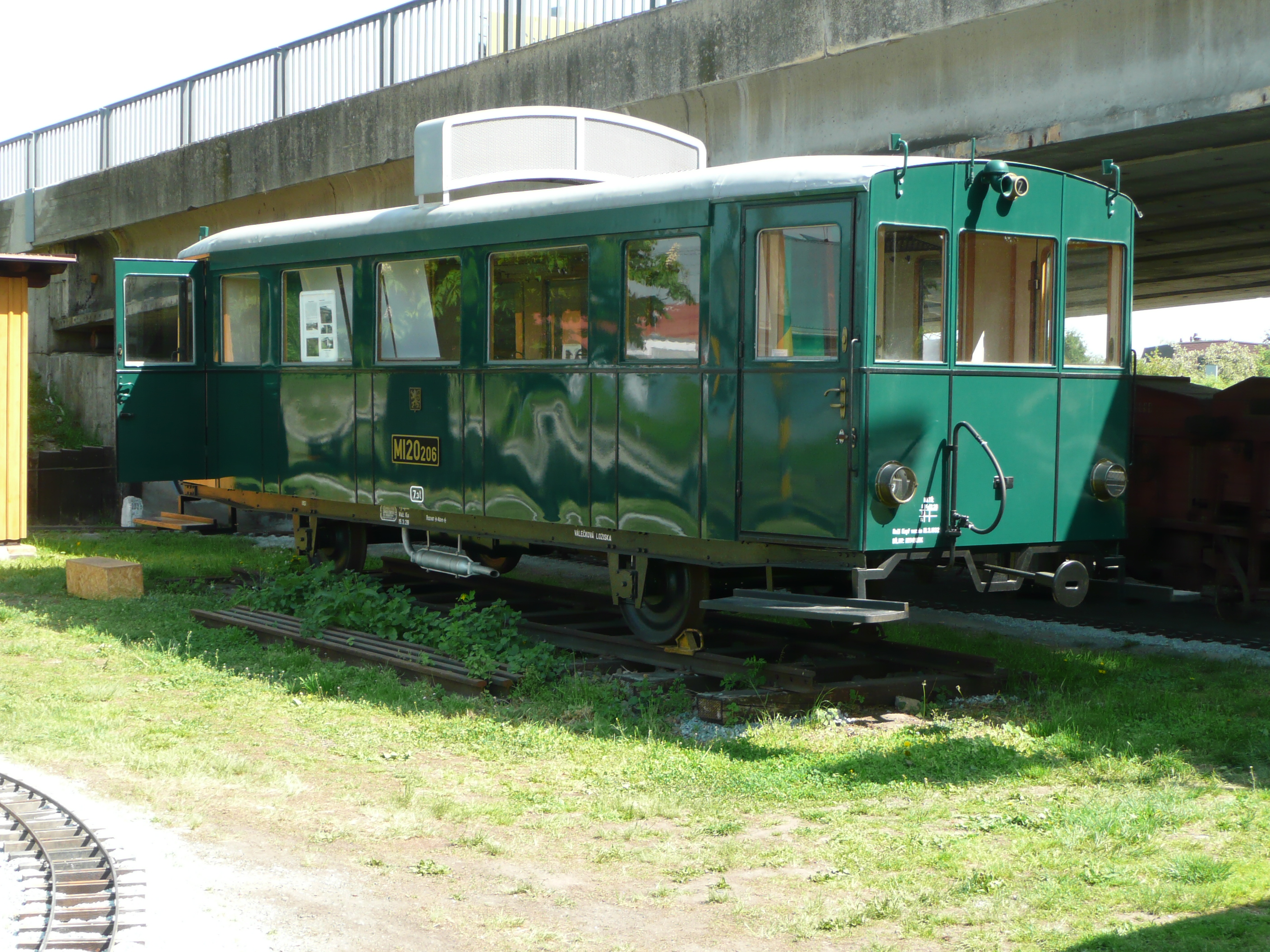
Triebwagen M 120.206 als Standobjekt in Rosice nad Labem

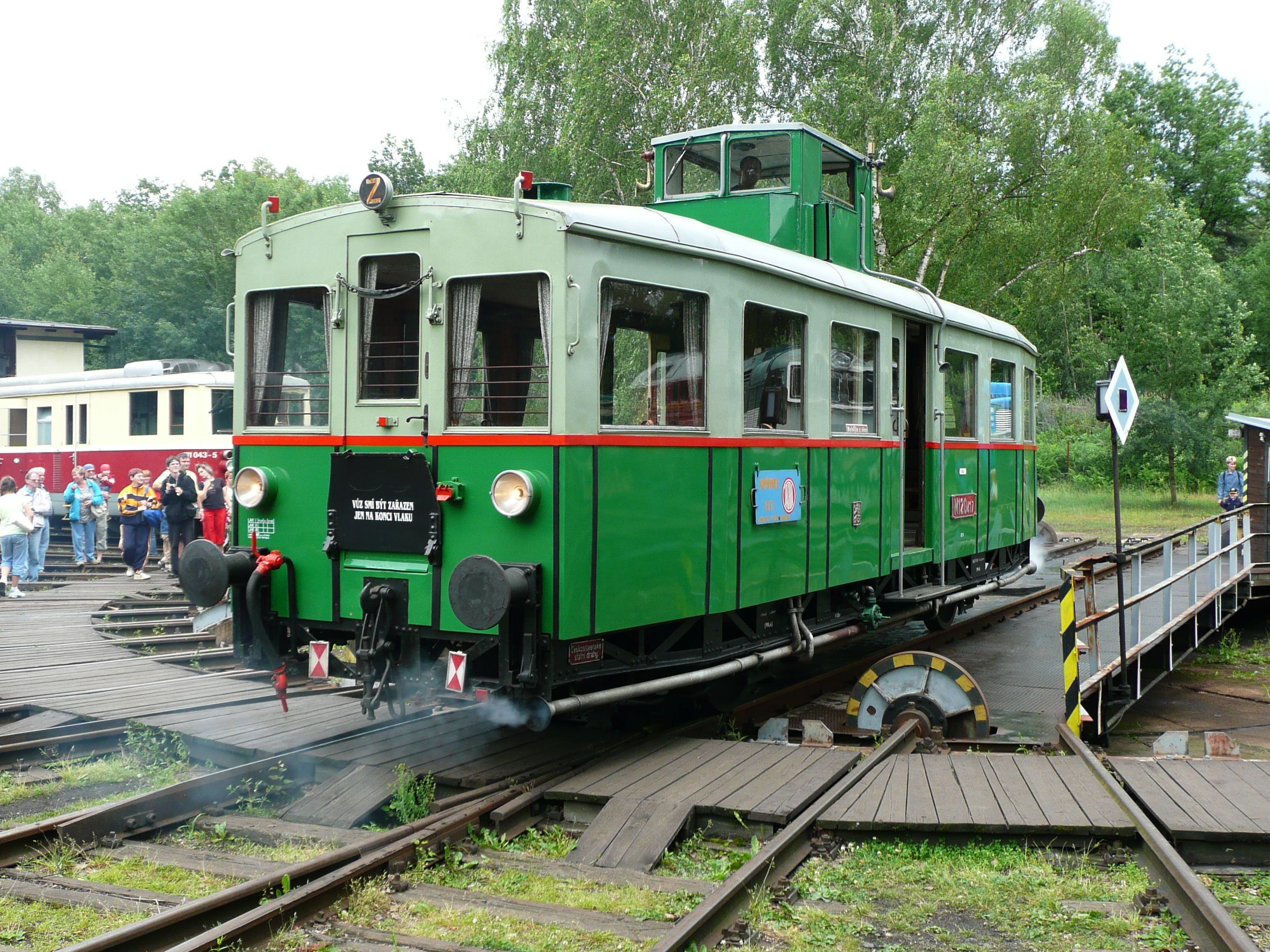
Triebwagen M 120.417 Vezak im Eisenbahnmuseum Lužná u Rakovníka

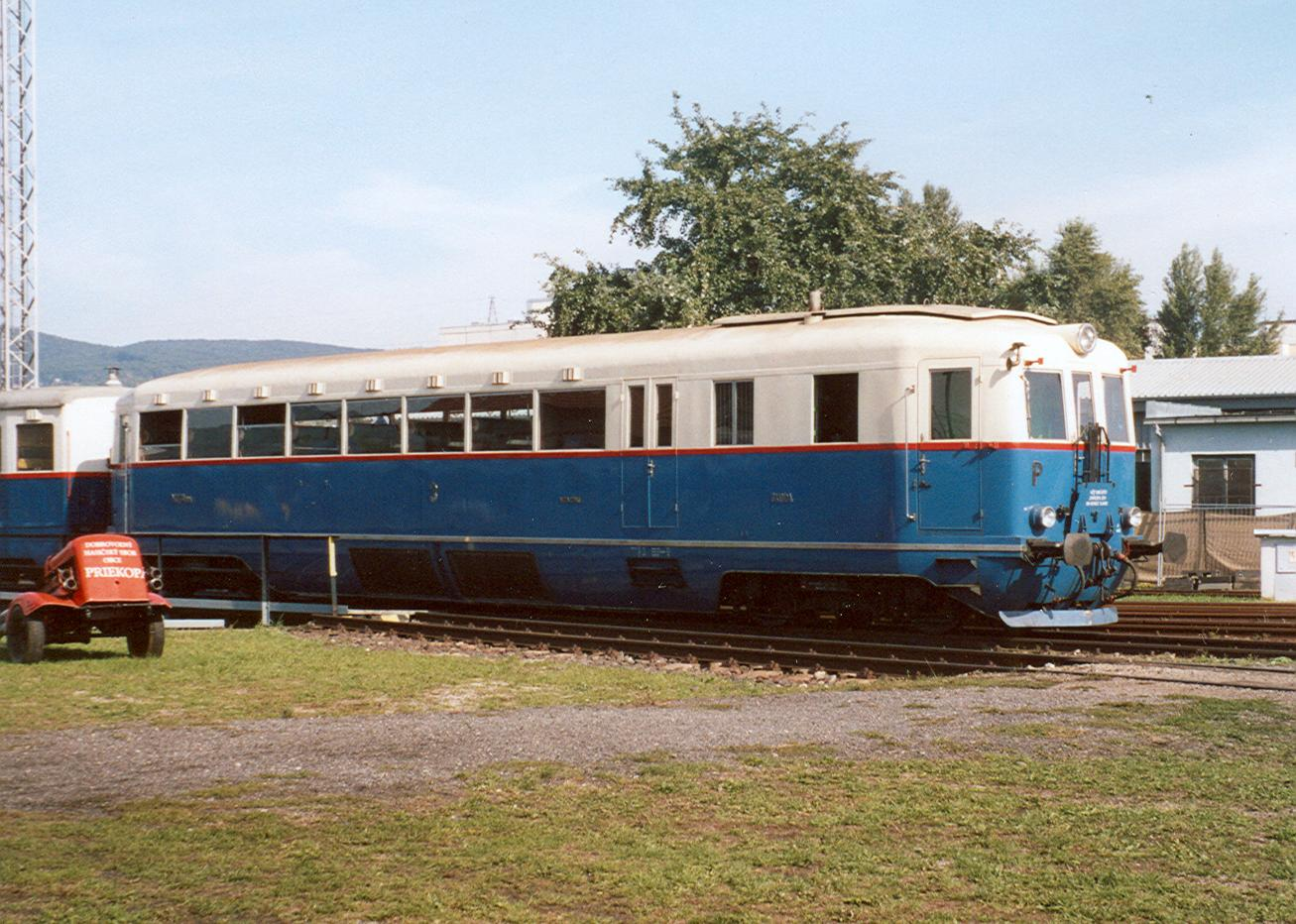
Triebwagen M 274.004 Blauer Pfeil im Depot Bratislava Vychod

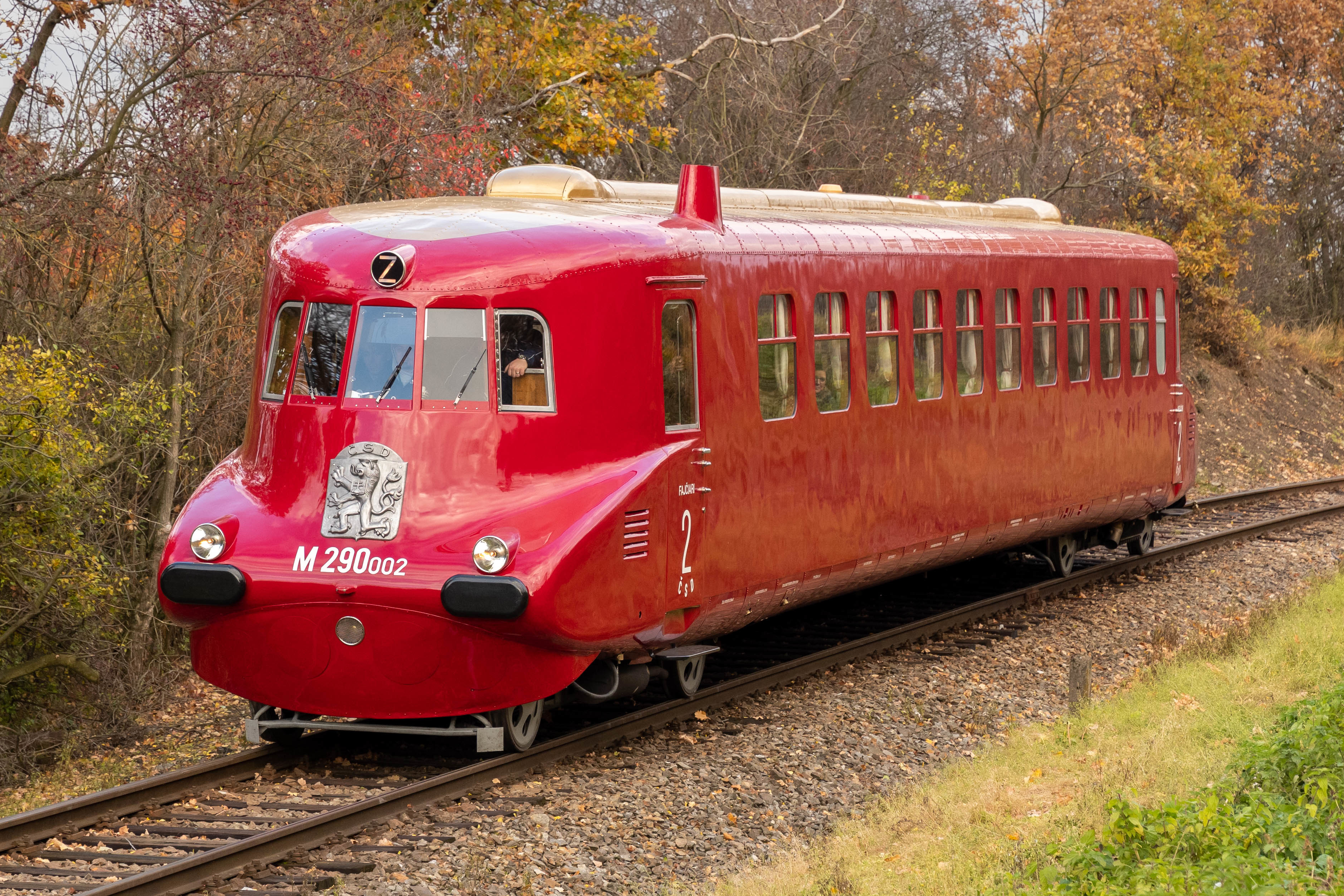
Triebwagen M 290.0 Slowakischer Pfeil im Werksmuseum von Tatra

- M 120.5 Hersteller Kralovopolska, System BBC
- M 122.0 Hersteller Studenka, System  GEBUS
- M 131.0 Hersteller Studenka, System  GEBUS
- M 132.0 Hersteller Studenka, System  GEBUS
- M 134.0 Gütertriebwagen Škoda
- M 221.1 Hersteller Kralovopolska, System BBC
- M 221.3 Hersteller Kralovopolska, System BBC
- M 222.0 Hersteller Škoda
- M 230.1 Hersteller Škoda
- M 231.0 Versuchstriebwagen elektrische Kraftübertragung von Tatra
- M 232.0 Hersteller Škoda
- M 232.1 Hersteller Studenka
- M 232.2 Hersteller Studenka
- M 234.0 (Prototyp für Modrý šíp (Blauer Pfeil) M274.0), Hersteller Škoda
- M 242.0 Hersteller ČKD
- M 244.0 Hersteller Severočeská Vagónka
- M 251.2 (Prototyp für Modrý šíp (Blauer Pfeil)), Hersteller Kralovopolska
- M 264.0 (Prototyp für Modrý šíp (Blauer Pfeil)), Hersteller ČKD
- M 273.0 Modrý šíp (Blauer Pfeil) Hersteller Kralovopolska
- M 274.0 Modrý šíp (Blauer Pfeil) Hersteller Škoda
- M 275.0 Modrý šíp (Blauer Pfeil) Hersteller ČKD
- M 290.0 Slovenská Strela (Slowakischer Pfeil)

#### In Ungarn hergestellte Triebwagen
- M 150.1
- M 283.0 Bauart Ganz-ARPAD (von Slovenské železnice beschafft)

#### In Deutschland hergestellte Triebwagen
- M 130.7 ehemals 135 002 … 059
- M 140.3 ehemals 135 061 … 132
- M 140.4
- M 150.0 ehemals 137 388–392
- M 261.0 ehemals 137 055–057
- M 262.1 ehemals 137 326–331
- M 283.1 ehemals 137 210–223
- M 296.0 ehem. SVT 137 Bauart Ruhr zweiteilig
- M 297.0 ehem. SVT 137 Bauart Hamburg
- M 493.0 ehem. SVT 137 Bauart Ruhr dreiteilig
- M 494.0 ehem. SVT 137 Bauart Köln
- M 485.0

#### Schmalspurtriebwagen
- M 11.0 Věžák (Turmtriebwagen)
- M 21.0 (M 21.001-004)

### Verbrennungstriebwagen, geliefert nach 1945

#### Verbrennungstriebwagen mit mechanischer Kraftübertragung eigener Produktion

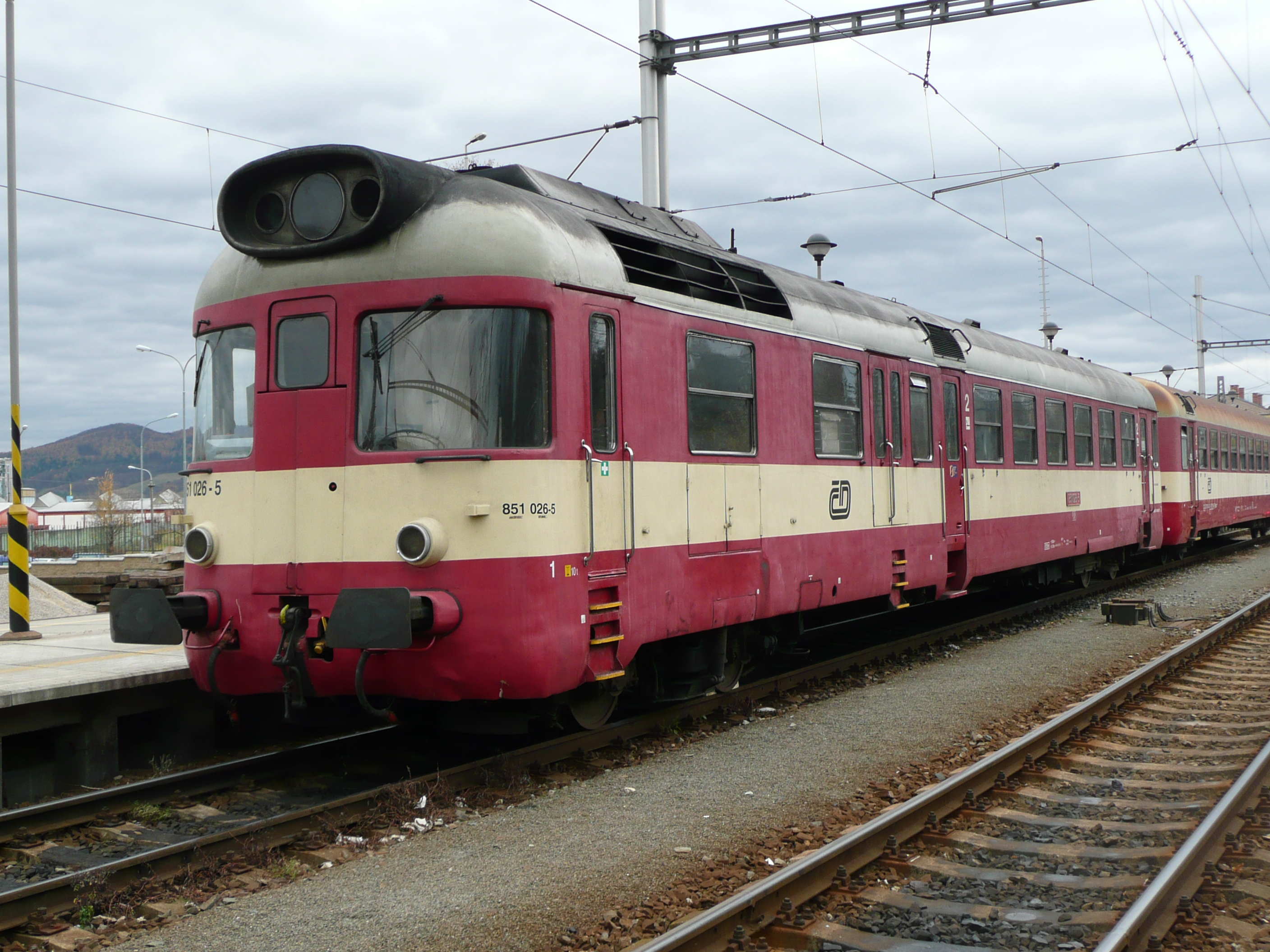
Triebwagen M 286.026 in Zábřeh

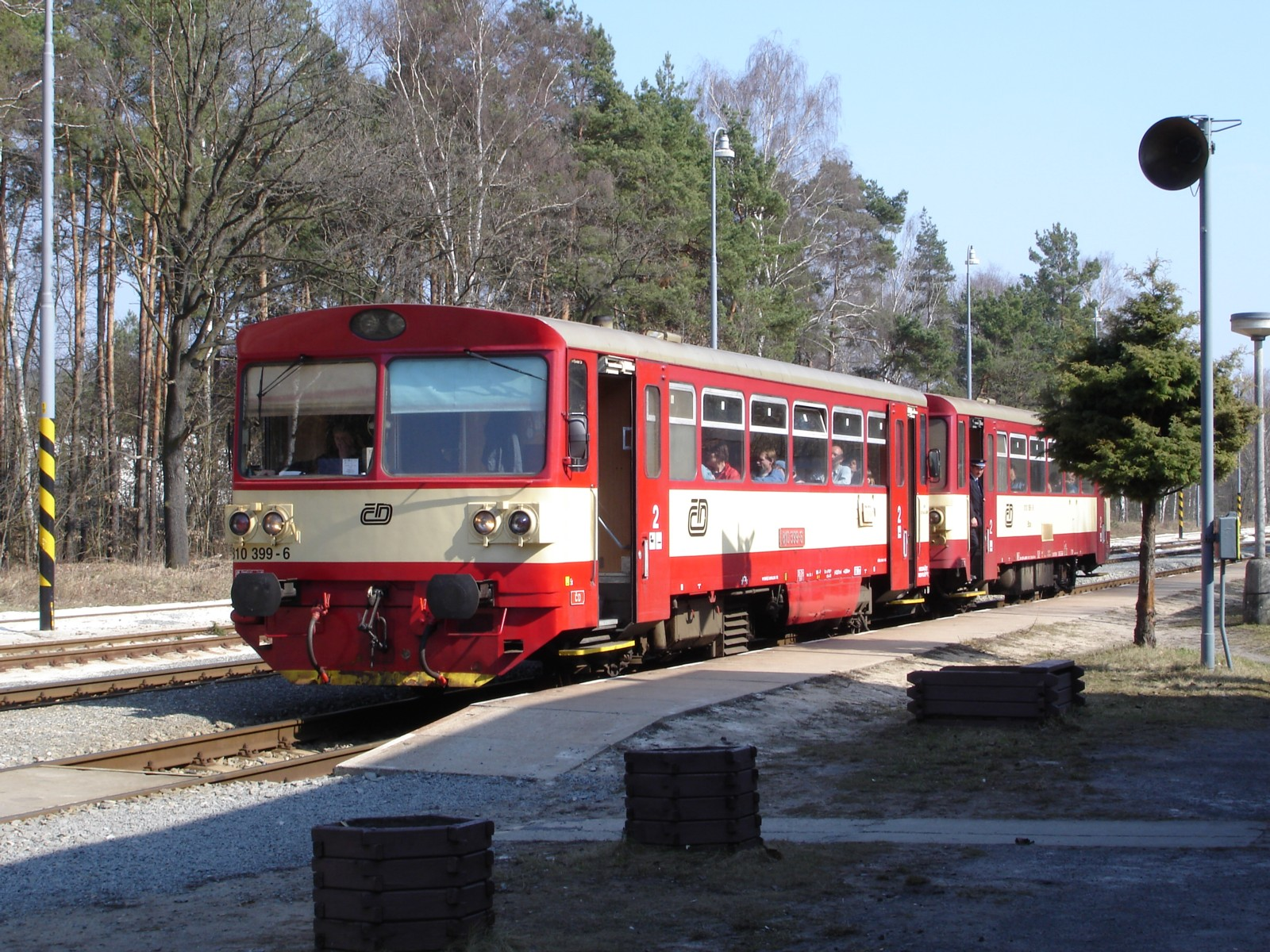
Triebwagen M 152.0 in Jestřebí

- M 131.1 ab 1988: Baureihe 801 Hurvínek bzw. Kufr
- M 151.0 Prototyp der Baureihe M 152.0
- M 152.0 ab 1988: Baureihe 810 Skleník bzw. Chcípák (Brotbüchse)
- M 153.0 ab 1988: Baureihe 892 aus der Reihe 810 entwickeltes Fahrleitungsinspektionsfahrzeug

#### Verbrennungstriebwagen mit elektrischer Kraftübertragung eigener Produktion
- M 262.0 ab 1988: Baureihe 830 Dvaašedesátka
- M 262.1 ab 1988: Baureihe 831 Dvaašedesátka
- M 284.0 Hersteller Kralovopolska
- M 284.1 Hersteller Kralovopolska
- M 475.0 (ex M 474.0; Prototypen)

#### Verbrennungstriebwagen mit hydraulischer Kraftübertragung eigener Produktion

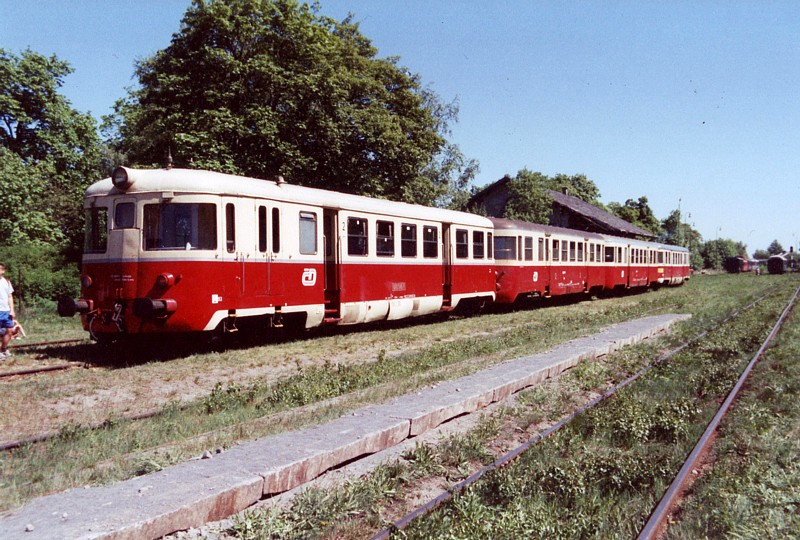
Triebwagen M 240.0 in Křimov

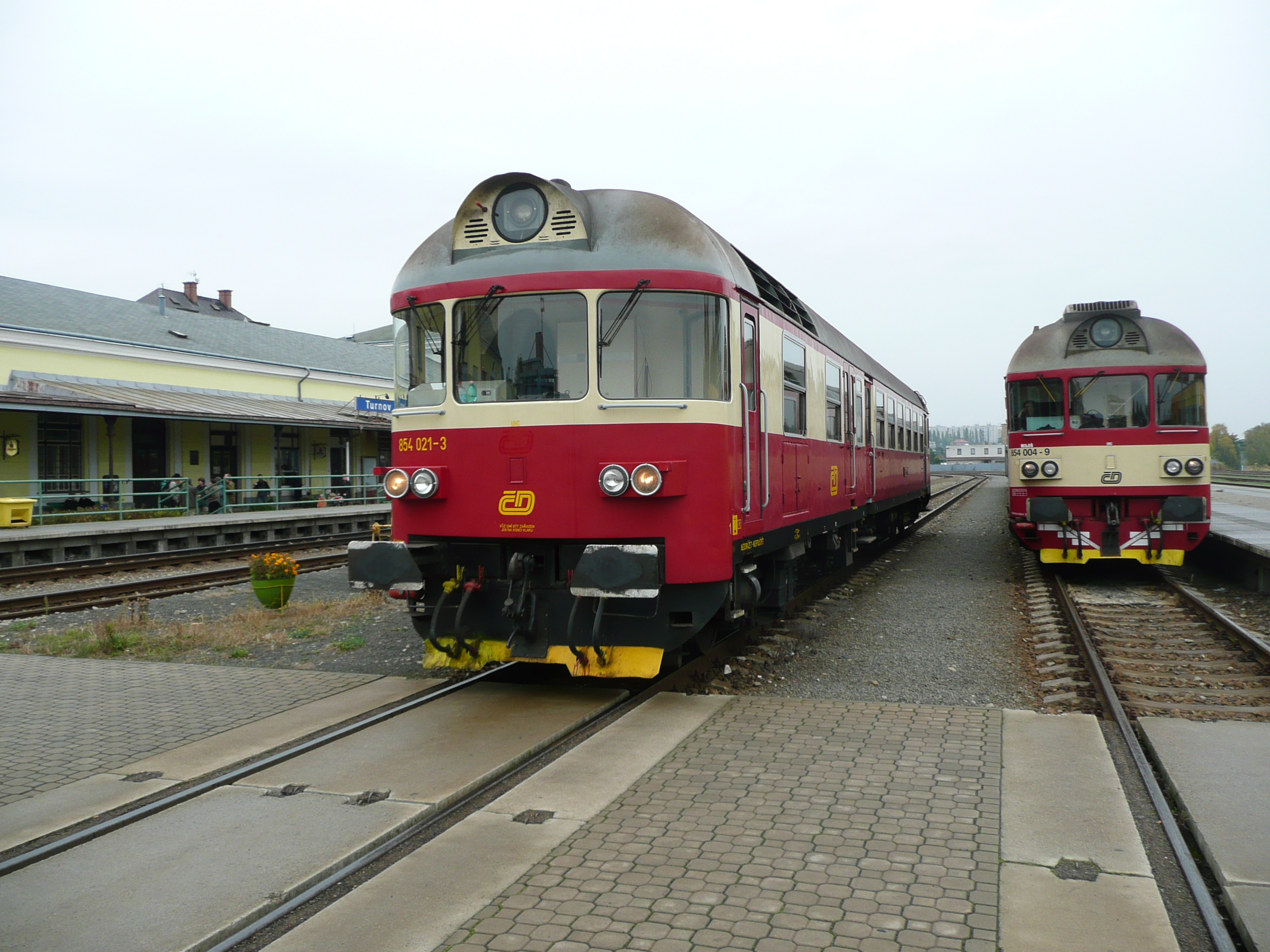
Triebwagen 854.021 im Originaldesign in Turnov

- M 240.0 ab 1988: Baureihe 820
- M 273.2 ab 1988: Baureihe 842
- M 286.0 ab 1988: Baureihe 850/851
- M 296.1 ab 1988: Baureihe 852–854
- M 296.2 ab 1988: Baureihe 852–854

#### In Ungarn hergestellte Triebwagen
- M 275.1 Bauart Ganz
- M 295.0
- M 298.0
- M 495.0 später M 295.0, Bauart Ganz-Hargita
- M 498.0 später M 298.0, Bauart Ganz

#### Schmalspurtriebwagen
- M 21.0 (M 21.005–009)